# Liste des chansons interprétées par Johnny Hallyday

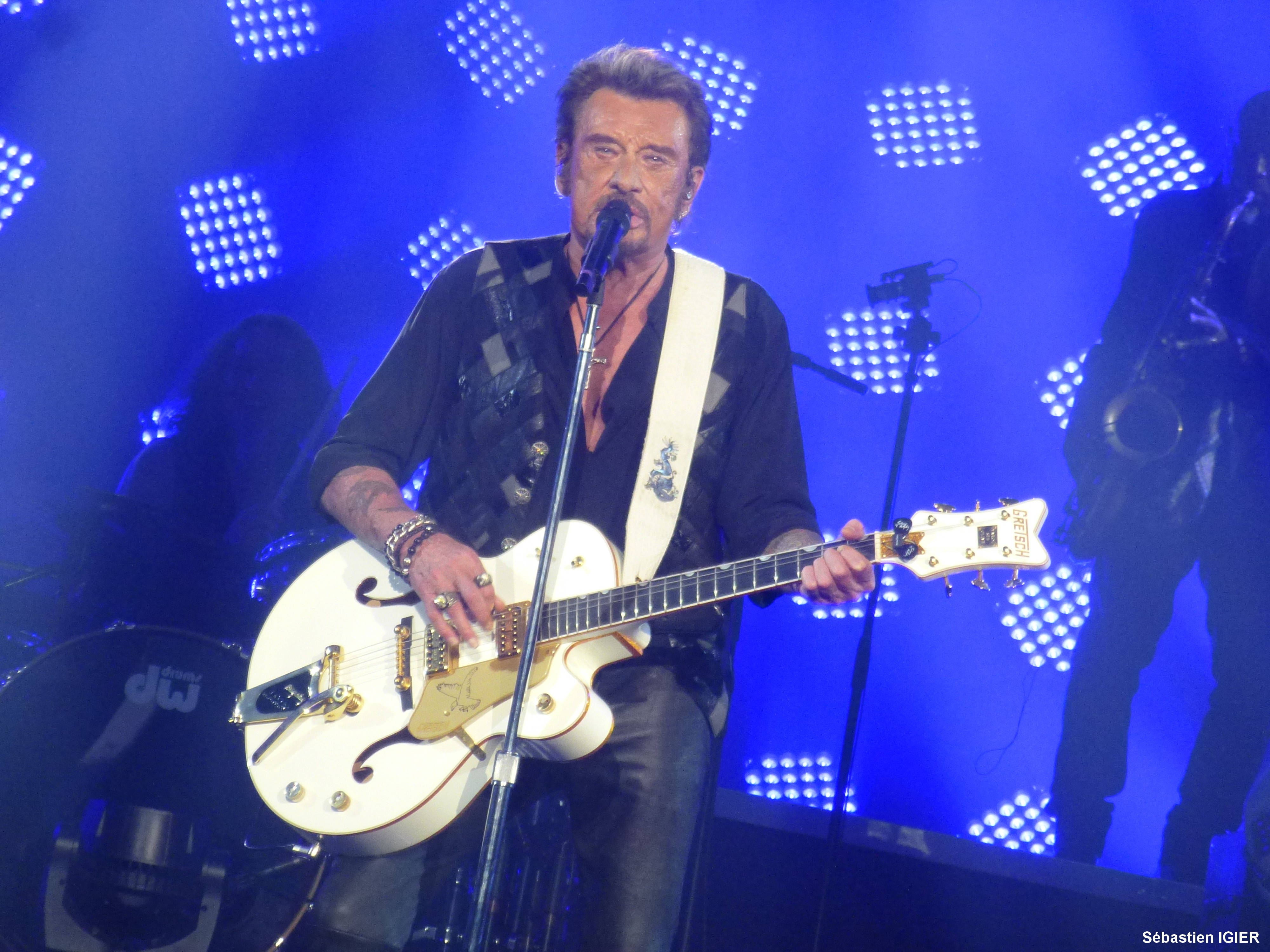
Johnny Hallyday en 2015.

Cette page recense par ordre chronologique les chansons interprétées par Johnny Hallyday qui ont fait l'objet d'une diffusion sur disque.

## Liste des chansons (chronologie)
Liste des chansons écrites par Jil et Jan pour Johnny Hallyday.
Concernant les adaptations de titres étrangers, on trouvera plus de détails sur la liste des chansons de Johnny Hallyday adaptées d'une chanson étrangère.
Les reprises en versions originales sont présentes, tout comme les reprises de chansons françaises.
Concernant les inédits, ne sont cités que ceux qui ont depuis été distribués.

### Maquettes (1958 - 1959)
| Titre                                                   | Paroles                      | Musique                                               | Date | Support |
| ------------------------------------------------------- | ---------------------------- | ----------------------------------------------------- | ---- | --- |
| Je me sens si seul (Heartbreak Hotel)                   | Johnny Hallyday (adaptation) | Mae Boren Axton (en), Tommy Durden (en)               | 1958 | captation à l'état de maquette, inédite jusqu'en 2006                                                                    |
| Tutti Frutti                                            |                              | D. LaBostrie, R. Penniman, J. Lubin                   | 1958 | captation à l'état de maquette, inédite jusqu'en 2006 Coffret Souvenirs, souvenirs Sony BMG 82876694222                  |
| Ready Teddy                                             |                              | R. Blackwell, J. Marascalco                           | 1959 | maquette, inédite jusqu'en 1993                                                                                          |
| Ton petit ours en peluche ((Let Me Be Your) Teddy Bear) | Jean Poterat (adaptation)    | B. Lowenthal, K. Mann                                 | 1959 | maquette, inédite jusqu'en 1993                                                                                          |
| Ce sont des gosses                                      | L. Roberts                   | R. Rougeaud                                           | 1959 | maquette, inédite jusqu'en 1993                                                                                          |
| Love Is Strange                                         |                              | Baker Mc Houston, S. Robinson, E. Mac Daniel, G. Krom | 1959 | maquette, inédite jusqu'en 1993                                                                                          |
| Tutti Frutti                                            |                              | D. La Bostrie, R. Penniman, Lubin                     | 1959 | maquette, inédite jusqu'en 1993 Intégrale 40 CD Johnny Hallyday Collection Également en 2006 sur le CD BOF Jean-Philippe |

### Période Vogue (1960-1961)
| Titre                                                                     | Paroles                                         | Musique                                      | Date | Support |
| ------------------------------------------------------------------------- | ----------------------------------------------- | -------------------------------------------- | ---- | --- |
| T'aimer follement (Makin' Love)                                           | André Salvet, Jacques Plait (adaptation)        | Floyd Robinson                               | 1960 | Super 45 tours 7750 et 33 tours 25 cm Hello Johnny |
| J'étais fou                                                               | Jil et Jan                                      | Johnny Hallyday                              | 1960 | Super 45 tours 7750 et 33 tours 25 cm Hello Johnny |
| Oh oh baby                                                                | Jil et Jan                                      | Johnny Hallyday                              | 1960 | Super 45 tours 7750 |
| Laisse les filles                                                         | Jil et Jan                                      | Johnny Hallyday                              | 1960 | Super 45 tours 7750 et 33 tours 25 cm Hello Johnny |
| Souvenirs, souvenirs (Souvenirs)                                          | Fernand Bonifay (adaptation)                    | Cy Coben (en)                                | 1960 | Super 45 tours 7755 et 33 tours 25 cm Hello Johnny |
| Pourquoi cet amour                                                        | Jil et Jan                                      | Johnny Hallyday                              | 1960 | Super 45 tours 7755 et 33 tours 25 cm Hello Johnny |
| Je cherche une fille                                                      | Jil et Jan                                      | Johnny Hallyday                              | 1960 | Super 45 tours 7755 et 33 tours 25 cm Hello Johnny |
| J'suis mordu (I got stung)                                                | Daniel J White (adaptation)                     | Aaron Schroeder - David Hill                 | 1960 | Super 45 tours 7755 et 33 tours 25 cm Hello Johnny |
| Not get out (Laisse les filles en anglais)                                |                                                 | Jil et Jan, Johnny Hallyday                  | 1960 | 45 tours 45 764 |
| Souvenirs, souvenirs (version anglaise)                                   |                                                 | Cy Coben                                     | 1960 | 45 tours 45 764 |
| Itsy bitsy petit bikini (Itsy Bitsy Teenie Weenie Yellow Polkadot Bikini) | André Salvet, Lucien Morisse (adaptation)       | Paul Vance, Lee Pockriss                     | 1960 | Super 45 tours 7800 et 33 tours 25 cm Hello Johnny |
| Depuis qu'ma môme                                                         | Jil et Jan                                      | Johnny Hallyday                              | 1960 | Super 45 tours 7800 et 33 tours 25 cm Hello Johnny |
| Le Plus Beau des Jeux (Labbra di fuoco)                                   | Jil et Jan (adaptation)                         | Mauro Coppo, Gino Prandi                     | 1960 | Super 45 tours 7800 |
| Je veux me promener (I want you walk our home)                            | Jil et Jan (adaptation)                         | Fats Domino                                  | 1960 | Super 45 tours 7800 et 33 tours 25 cm Hello Johnny |
| Ne joue pas                                                               | Jean Constantin                                 | A.J. Marvota, Guy Hemrie                     | 1960 | inédit jusqu'en 2010 |
| Le Petit Clown de ton cœur (Cathy's Clown)                                | Georges Aber, Pierre Delanoë (adaptation)       | Phil et Don Everly                           | 1960 | Super 45 tours 7872 et album Nous les gars, nous les filles |
| Kili watch (Kili Watch)                                                   | Jil et Jan (adaptation)                         | Gus Dersé                                    | 1960 | Super 45 tours 7872 et album Nous les gars, nous les filles |
| Oui j'ai                                                                  | Jil et Jan                                      | Johnny Hallyday                              | 1960 | Super 45 tours 7872 et album Nous les gars, nous les filles |
| Ce s'rait bien (Sweet Nothin's)                                           | R. Berthier, G. Berner (adaptation)             | Ronnie Self                                  | 1960 | Super 45 tours 7872 et album Nous les gars, nous les filles |
| Money Honey                                                               |                                                 | Jesse Stone                                  | 1960 | uniquement en live, inédit jusqu'en 2003 Coffret Johnny Hallyday les années Vogue, Vogue BMG 82 876511762 (en DVD) En CD (2011), Coffret Les années Vogue - les 25 cm & les 30 cm CD Vinyl Replica 781417 |
| Ready Teddy                                                               |                                                 | R. Blackwell, J. Marascalco                  | 1960 | uniquement en live, inédit jusqu'en 2006 |
| Ton petit ours en peluche ((Let Me Be Your) Teddy Bear)                   | Jean Poterat (adaptation)                       | B.Lowenthal, K. Mann                         | 1960 | uniquement en live, inédit jusqu'en 2006 |
| Blue Suede Shoes                                                          | Carl Perkins                                    | Carl Perkins                                 | 1960 | uniquement en live, inédit jusqu'en 2006 |
| Tutti Frutti                                                              |                                                 | D. La Bostrie, R. Penniman, Lubin            | 1960 | uniquement en live, inédit jusqu'en 2006 |
| Premier Amour (First Love)                                                | Moreau (adaptation)                             | Schroeder, Weisman                           | 1960 | uniquement en live, inédit jusqu'en 2006 |
| Mon amour oublié (Oh Why)                                                 | Georges Garvarentz, Claude Nicolas (adaptation) | Phil Spector                                 | 1960 | uniquement en live, inédit jusqu'en 2006 Coffret Souvenirs, souvenirs Sony BMG 82876694222 |
| Tu parles trop (You Talk Too Much)                                        | Georges Aber (adaptation)                       | René Hall, Jo Jones                          | 1961 | Super 45 tours 7824 et album Nous les gars, nous les filles |
| Bien trop timide                                                          | Jil et Jan                                      | Johnny Hallyday                              | 1961 | Super 45 tours 7824 et album Nous les gars, nous les filles |
| Une boum chez John                                                        | G. Vesta                                        | A. Borly                                     | 1961 | Super 45 tours 7824 et album Nous les gars, nous les filles |
| Oui mon cher (I Want That)                                                | G. Kelly (adaptation)                           | Ben Weisman, Lewis                           | 1961 | Super 45 tours 7824 et album Nous les gars, nous les filles |
| Nous les gars, nous les filles (Boys and Girls)                           | J. Grelbin (adaptation)                         | Cy Coben                                     | 1961 | Super 45 tours 7825 et album Nous les gars, nous les filles |
| Mon septième ciel (Seven steps to love)                                   | Jil et Jan (adaptation)                         | L. Diwon, S. Wiener                          | 1961 | Super 45 tours 7825 et album Nous les gars, nous les filles |
| Tu m'plais                                                                | Jil et Jan                                      | Johnny Hallyday                              | 1961 | Super 45 tours 7825 et album Nous les gars, nous les filles |
| C'est pas méchant                                                         | Jil et Jan                                      | Johnny Hallyday                              | 1961 | Super 45 tours 7825 et album Nous les gars, nous les filles |
| Tu es là                                                                  | Fernand Bonifay                                 | J. Budes, S. Plegat                          | 1961 | Super 45 tours 7834 et 33 tours 25 cm Tête à tête avec Johnny Hallyday |
| Ton fétiche d'amour                                                       | Jil et Jan                                      | Johnny Hallyday                              | 1961 | Super 45 tours 7834 et 33 tours 25 cm Tête à tête avec Johnny Hallyday |
| Sentimental (Baby I Don't Care (en))                                      | Michel Emer (adaptation)                        | Jerry Leiber & Mike Stoller                  | 1961 | Super 45 tours 7834 et 33 tours 25 cm Tête à tête avec Johnny Hallyday |
| 24 000 baisers (24.000 baci)                                              | Fernand Bonifay                                 | Fulci, Vivarelli, Adriano Celentano          | 1961 | Super 45 tours 7834 et 33 tours 25 cm Tête à tête avec Johnny Hallyday |
| Tutti Frutti                                                              |                                                 | Richard Penniman, Dorothie La Bostrie, Lubin | 1961 | 33 tours 25 cm Johnny Hallyday et ses fans au festival de rock 'n' roll |
| À New-Orléans (New-Orléans)                                               | Jil et Jan (adaptation)                         | Franck Guida, Joe Royster                    | 1961 | Super 45 tours 7862 et 33 tours 25 cm Tête à tête avec Johnny Hallyday |
| Mon vieux copain                                                          | Jil et Jan                                      | Johnny Hallyday                              | 1961 | Super 45 tours 7862 et 33 tours 25 cm Tête à tête avec Johnny Hallyday |
| Si tu restes avec moi                                                     | Jil et Jan                                      | Johnny Hallyday                              | 1961 | Super 45 tours 7862 et 33 tours 25 cm Tête à tête avec Johnny Hallyday |
| Hey Pony (Pony Time)                                                      | Hubert Ithier (adaptation)                      | Don Covay, John Berry                        | 1961 | Super 45 tours 7862 et 33 tours 25 cm Tête à tête avec Johnny Hallyday |
| Douce Violence                                                            | C. Nicolas, Georges Garvarentz                  | Georges Garvarentz                           | 1961 | version Vogue restée inédite jusqu'en 2006 Coffret Souvenirs, souvenirs Sony BMG 82876694222 |
| Il faut saisir sa chance                                                  | Charles Aznavour                                | Georges Garvarentz                           | 1961 | version Vogue en live, restée inédite jusqu'en 2006 Coffret Souvenirs, souvenirs Sony BMG 82876694222 et Johnny Hallyday à l'Olympia, récital de 1961 resté inédit jusqu'en 2011                          |
| Rebel rouser (instrumental, J. Hallyday est à la guitare solo)            |                                                 | D. Eddy, Lee Hazlewood                       | 1961 | version Vogue en live, restée inédite jusqu'en 2006 Coffret Souvenirs, souvenirs Sony BMG 82876694222 et Johnny Hallyday à l'Olympia, récital de 1961 resté inédit jusqu'en 2011                          |

### Période Philips (1961-2005)

#### Les années 1960

##### 1961 - 1964
| Titre                                                                      | Paroles                                       | Musique                                                               | Date | Support |
| -------------------------------------------------------------------------- | --------------------------------------------- | --------------------------------------------------------------------- | ---- | --- |
| Nous quand on s'embrasse (High School Confidential)                        | Jil et Jan (adaptation)                       | Ron Hargrave (en), Jerry Lee Lewis                                    | 1961 | 33 tours 25 cm Viens danser le twist et album Salut les copains |
| Tu peux la prendre (You Can Have Her)                                      | A. Salves, Lucien Morisse (adaptation)        | B. Cook                                                               | 1961 | 33 tours 25 cm Viens danser le twist et album Salut les copains |
| Il faut saisir sa chance                                                   | Charles Aznavour                              | Georges Garvarentz                                                    | 1961 | 33 tours 25 cm Viens danser le twist et album Salut les copains |
| Douce Violence                                                             | C. Nicolas, Georges Garvarentz                | Georges Garvarentz                                                    | 1961 | 33 tours 25 cm Viens danser le twist et album Salut les copains |
| Viens danser le twist (Let's Twist Again)                                  | G. Gossec (adaptation)                        | Kal Mann (en), Dave Appell (en)                                       | 1961 | 33 tours 25 cm Viens danser le twist et album Salut les copains |
| Let's Twist Again                                                          | Kal Mann, Dave Appel                          | Kal Mann, Dave Appel                                                  | 1961 | 33 tours 25 cm Viens danser le twist et album Salut les copains |
| Avec une poignée de terre (A Hundred Pounds of Clay (en))                  | Rudi Revil, Manou Roblin (adaptation)         | Bob Elgin, Luther Dixon, Kay Rogers                                   | 1961 | 33 tours 25 cm Viens danser le twist et album Salut les copains |
| Toi qui regrettes                                                          | Jil et Jan                                    | Johnny Hallyday                                                       | 1961 | 33 tours 25 cm Viens danser le twist et album Salut les copains |
| Wap-dou-wap                                                                | Jil et Jan                                    | Johnny Hallyday                                                       | 1961 | album Salut les copains |
| Twistin' USA                                                               | G. Bertret, R. Desbois (adaptation)           | Kal Mann                                                              | 1961 | album Salut les copains |
| Si tu me téléphones                                                        | C. Nicolas                                    | Georges Garvarentz                                                    | 1961 | album Salut les copains |
| Danse le twist avec moi (Dance this mess around)                           | J. Dambrois                                   | Kal Mann, Dave Appel                                                  | 1961 | album Salut les copains |
| Retiens la nuit                                                            | Charles Aznavour                              | Georges Garvarentz                                                    | 1961 | album Salut les copains et 33 tours 25 cm Retiens la nuit (1962) autre version extraite du film Les Parisiennes (plus courte 1 min 22 s, contre 2 min 54 s), restée inédite en disque jusqu'en 1993 |
| Sam'di soir                                                                | Charles Aznavour                              | Georges Garvarentz                                                    | 1961 | album Salut les copains et 33 tours 25 cm Retiens la nuit (1962) |
| Ya ya twist (Ya Ya)                                                        | Georges Aber, Lucien Morisse (adaptation)     | Lee Dorsey, Clarence Lewis, Morgan Robinson, Morris Levy (en)         | 1962 | super 45 tours 432739 et 33 tours 25 cm Retiens la nuit |
| La faute au twist                                                          | Jil et Jan                                    | Johnny Hallyday                                                       | 1962 | super 45 tours 432739 et 33 tours 25 cm Retiens la nuit |
| Last night (instrumental)                                                  |                                               | Axton, Smith, Newman, Moan, Caple                                     | 1962 | super 45 tours 432587 des Golden Stars (J. Hallyday est à la guitare solo) |
| Rebel rouser (instrumental)                                                |                                               | D. Eddy, Lee Hazlewood                                                | 1962 | super 45 tours 432587 des Golden Stars (Johnny Hallyday est à la guitare solo) |
| Shake the Hand of a Fool                                                   |                                               | Margie Singleton (en)                                                 | 1962 | album Sings America's Rockin' Hits réenregistré à Paris sur les bases orchestres de Nashville dans une adaptation française (voir plus bas Serre la main d'un fou) |
| Blueberry Hill                                                             | Al Lewis (en), Larry Stock (en)               | Vincent Rose                                                          | 1962 | album Sings America's Rockin' Hits |
| Hello Mary Lou (en)                                                        |                                               | Gene Pitney                                                           | 1962 | album Sings America's Rockin' Hits |
| Feel So Fine (en)                                                          |                                               | Leonard Lee                                                           | 1962 | album Sings America's Rockin' Hits |
| Take Good Care of My Baby (en)                                             |                                               | Carole King, Gerry Goffin                                             | 1962 | album Sings America's Rockin' Hits |
| Bill Bailey                                                                |                                               | Margie Singleton, Jerry Kennedy                                       | 1962 | album Sings America's Rockin' Hits |
| I Got a Woman                                                              | Ray Charles                                   | Ray Charles                                                           | 1962 | album Sings America's Rockin' Hits |
| Be-Bop-A-Lula                                                              |                                               | Gene Vincent, Sheriff, Tex Davis, G. Vesta                            | 1962 | album Sings America's Rockin' Hits |
| You're Sixteen                                                             |                                               | Dick Sherman, Bob Sherman                                             | 1962 | album Sings America's Rockin' Hits réenregistré à Paris sur les bases orchestres de Nashville dans une adaptation française (voir plus bas T'as qu'seize ans) |
| Whole Lotta Shakin' Goin' On                                               |                                               | S. Davis, David Williams                                              | 1962 | album Sings America's Rockin' Hits |
| Maybellene                                                                 | Chuck Berry, Russ Fratto, Alan Freed          | Chuck Berry                                                           | 1962 | album Sings America's Rockin' Hits |
| Diana                                                                      | Paul Anka                                     | Paul Anka                                                             | 1962 | album Sings America's Rockin' Hits |
| Hold Back The Sun (Retiens la nuit en anglais)                             | Margie Singleton (en) (adaptation anglaise)   | Charles Aznavour, Georges Garvarentz                                  | 1962 | resté inédit jusqu'en 1993 |
| Garden Of Love                                                             | Gene Pitney                                   | Gene Pitney                                                           | 1962 | resté inédit jusqu'en 1993 réenregistré à Paris sur les bases orchestres de Nashville dans une adaptation française (voir plus bas Dans un jardin d'amour) |
| Hound Dog                                                                  |                                               | Leiber, Mike Stoller                                                  | 1962 | resté inédit jusqu'en 1993 |
| Tender Years                                                               | D. Edwards                                    | D. Edwards                                                            | 1962 | resté inédit jusqu'en 1993 réenregistré à Paris sur les bases orchestres de Nashville dans une adaptation française (voir plus bas Tes tendres années) |
| Caravan Of Lonely Man                                                      |                                               | Barry, Derek, Pretlow                                                 | 1962 | CD Nashville session 62 (enregistré en 1962 aux États-Unis, reste inédit jusqu'en 1990) |
| Hey Little Girl                                                            |                                               | Margie Singleton (en), J. Kennedy                                     | 1962 | CD Nashville session 62 (enregistré en 1962 aux États-Unis, reste inédit jusqu'en 1990) |
| King For Tonight                                                           | Doc Pomus                                     | Mort Shuman                                                           | 1962 | CD Nashville session 62 (enregistré en 1962 aux États-Unis, reste inédit jusqu'en 1990) |
| I Need Whole Lotta Your Lovin                                              | Joy Benny                                     | Joy Benny                                                             | 1962 | CD Nashville session 62 (enregistré en 1962 aux États-Unis, reste inédit jusqu'en 1990) |
| Pas cette chanson (Don't Play That Song (You Lied))                        | Ralph Bernet (adaptation)                     | Ahmet Ertegün, Betty Nelson                                           | 1962 | 33 tours 25 cm Madison Twist (enregistré en 1962 aux États-Unis, premier des deux titres issus des sessions américaines à être diffusé en état sur disque) CD Nashville session 62 |
| Hey Baby (version Nashville)                                               |                                               | Cbb, Channel, Teze                                                    | 1962 | CD Nashville session 62 (enregistré en 1962 aux États-Unis, cette version reste inédite jusqu'en 1990) |
| Tout bas, tout bas, tout bas (version Nashville) (Apron Strings)           | Georges Garvarentz, Nicolas                   | Weiss, Schrœder                                                       | 1962 | CD Nashville session 62 (enregistré en 1962 aux États-Unis, cette version reste inédite jusqu'en 1990) |
| Le cri (Shout!)                                                            | Jacques Plante (adaptation)                   | Ronald Isley, O'Kelly Isley, Jr.                                      | 1962 | CD Nashville session 62 (enregistré en 1962 aux États-Unis, reste inédit jusqu'en 1990) |
| Quitte moi doucement (version Nashville) (Break It To Me Gently)           | Claude Carrère (adaptation)                   | Lambert, Seneca                                                       | 1962 | CD Nashville session 62 (enregistré en 1962 aux États-Unis, cette version reste inédite jusqu'en 1990) |
| Oui je veux (Yes I Want)                                                   | Pierre Sakalakis                              | Jean-Pierre Bourtayre                                                 | 1962 | CD Nashville session 62 Chanson enregistrée en 1962 aux États-Unis à Nashville, qui bien que doté d'un « sous titre » en anglais est une composition originale française ; elle demeure inédite au dique jusqu'en 1990 |
| Ce n'est pas juste après tout                                              | Charles Aznavour                              | Georges Garvarentz                                                    | 1962 | 33 tours 25 cm Madison Twist (enregistré en 1962 aux États-Unis, second et dernier des titres issus des sessions américaines à être diffusé en état sur disque) CD Nashville session 62 |
| Les Bras en croix                                                          | Jil et Jan                                    | Johnny Hallyday                                                       | 1962 | CD Nashville session 62 (version enregistrée en 1962 aux États-Unis, reste inédit jusqu'en 1990) |
| C'est une fille comme toi                                                  | Nicolas, Roux                                 | Georges Garvarentz                                                    | 1962 | CD Nashville session 62 (enregistré en 1962 aux États-Unis, reste inédit jusqu'en 1990) |
| Qui aurait dit ça (Talkin About You)                                       | Gisèle Vesta (adaptation)                     | Ray Charles                                                           | 1962 | CD Nashville session 62 (enregistré en 1962 aux États-Unis, cette version reste inédite jusqu'en 1990 réenregistré à Paris, cette version reste également inédite jusqu'en 1993) |
| Même heure, même place (Same Time, Same Place)                             | Jil et Jan                                    | Senega, Hampton                                                       | 1962 | CD Nashville session 62 (enregistré en 1962 aux États-Unis, cette version reste inédite jusqu'en 1990) réenregistré à Paris, cette version reste également inédite jusqu'en 1993) |
| J'ai trop de peine (Hey little girl)                                       | (adaptation)                                  | Margie Singleton (en), J. Kennedy                                     | 1962 | enregistré en 1962 aux États-Unis, ce titre reste inédit jusqu'en 1993 |
| Serre la main d'un fou (Shake the Hand of a Fool)                          | Jil et Jan (adaptation)                       | Margie Singleton                                                      | 1962 | 33 tours 25 cm Madison Twist |
| Dans un jardin d'amour (Garden Of Love)                                    | Jil et Jan (adaptation)                       | Gene Pitney                                                           | 1962 | 33 tours 25 cm Madison Twist |
| Laissez nous twister (Twistin' the Night Away)                             | André Pascal (adaptation)                     | Sam Cooke                                                             | 1962 | 33 tours 25 cm Madison Twist |
| Une fille comme toi (A Girl Like You)                                      | R. Mamoudy (adaptation)                       | J. Lordan                                                             | 1962 | 33 tours 25 cm Madison Twist |
| Madison Twist (Meet the madison)                                           | Georges Aber (adaptation)                     | Sam Cooke                                                             | 1962 | 33 tours 25 cm Madison Twist |
| Hey Baby (version Paris)                                                   | M. Teze (adaptation)                          | Channel, Cobb                                                         | 1962 | 33 tours 25 cm Madison Twist |
| Madison chez Johnny (instrumental)                                         |                                               | Louis Belloni, Claude Djaoui, Marc Hemmler, Antonio Rubio, Jean Tosan | 1962 | super 45 tours 432.800 BE (Johnny Hallyday est à la guitare solo et aux chœurs) |
| L'Idole des jeunes (Teenage idol)                                          | Ralph Bernet (adaptation)                     | Jack Lewis                                                            | 1962 | super 45 tours 432810 et 33 tours 25 cm L'Idole des jeunes (1963) |
| Tout bas, tout bas, tout bas (version Paris) (Apron Strings)               | Georges Garvarentz, C. Nicolas                | G. Weiss, A. Schroeder                                                | 1962 | super 45 tours 432810 et 33 tours 25 cm L'Idole des jeunes (1963) |
| C'est le mashed potatoes (Little Bitty Pretty One)                         | Jil et Jan (adaptation)                       | R. Bird                                                               | 1962 | super 45 tours 432810 et 33 tours 25 cm L'Idole des jeunes (1963) |
| Comme l'été dernier (Dancin' Party)                                        | Gisèle Vesta (adaptation)                     | K. Mann                                                               | 1962 | super 45 tours 432810 et 33 tours 25 cm L'Idole des jeunes (1963) |
| Elle est terrible (version live) (Somethin' Else)                          | Jil et Jan (adaptation)                       | Sharon Sheeley, Bob Cochran                                           | 1962 | album Johnny à l'Olympia et 45 tours 373080 (à cette époque la commercialisation de 45 tours 2 titres est très rare) |
| C'est une fille comme toi                                                  | C. Nicolas, Roux                              | Georges Garvarentz                                                    | 1962 | album Johnny à l'Olympia et 45 tours 373080 (la version studio, enregistrée à Paris, est resté inédite jusqu'en 1993) |
| La bagarre (Trouble)                                                       | Vline Buggy (adaptation)                      | Jerry Leiber et Mike Stoller                                          | 1962 | album Johnny à l'Olympia et super 45 tours 432852 (1963) |
| Ja der elephant (Wap-dou-wap en allemand)                                  |                                               |                                                                       | 1962 | 45 tours (uniquement sur le marché allemand) |
| Aber nur mit mir (Danse le twist avec moi en allemand)                     |                                               |                                                                       | 1962 | 45 tours (uniquement sur le marché allemand) |
| You're The Top (avec Connie Francis et Johnny Dorelli)                     | Cole Porter                                   | Cole Porter                                                           | 1962 | Diffusée à la télévision Américaine sur CBS dans l'émission Ed Sullivan Show le 1er juillet 1962,(la séquence a été filmée le 12 octobre 1961), ce titre est resté inédit au disque jusqu'en 2021, année où elle est publiée en Maxi 45 tours Culture Factory 700477 833572 |
| Tes tendres années (version Paris,) (Tender Years)                         | Ralph Bernet                                  | D. Edwards                                                            | 1963 | super 45 tours 432861 33 tours 25 cm L'Idole des jeunes et album Les Bras en croix |
| Elle est terrible (version studio) (Somethin' Else)                        | Jil et Jan (adaptation)                       | Sharon Sheeley, Bob Cochran                                           | 1963 | super 45 tours 432861 33 tours 25 cm L'Idole des jeunes et album Les Bras en croix |
| Poupée brisée                                                              | Georges Aber, E. Francis                      | Eddie Vartan                                                          | 1963 | super 45 tours 432861 33 tours 25 cm L'Idole des jeunes et album Les Bras en croix |
| Mashed potatoes times Mashed Potato Time (en)                              | G. Bertret, R. Desbois (adaptation)           | Barry Mann, Bernie Lowe (en)                                          | 1963 | super 45 tours 432861 33 tours 25 cm L'Idole des jeunes et album album Les Bras en croix |
| Les Bras en croix (version Paris,)                                         | Jil et Jan                                    | Johnny Hallyday                                                       | 1963 | album Les Bras en croix et 33 tours 25 cm Da dou ron ron |
| Chance (Chains)                                                            | Georges Aber (adaptation)                     | Gerry Goffin, Carole King                                             | 1963 | album Les Bras en croix |
| Quitte-moi doucement (version Paris,) (Break It to Me Gently (en))         | Ralph Bernet (adaptation)                     | Diane Lampert, Joe Seneca                                             | 1963 | album Les Bras en croix et 33 tours 25 cm Da dou ron ron |
| T'as qu'seize ans (version Paris,) (You're Sixteen)                        | Gérard La Viny, Jil et Jan                    | Bob Sherman, Dick Sherman                                             | 1963 | album Les Bras en croix |
| Quand un air vous possède (When my little girl is smiling)                 | Ralph Bernet (adaptation)                     | Gerry Goffin, Carole King                                             | 1963 | album Les Bras en croix et 33 tours 25 cm Da dou ron ron |
| Parc'que j'ai revu Linda (I saw Linda yesterday)                           | Georges Aber, Rudi Revil (adaptation)         | Dickey Lee - Allen Reynolds                                           | 1963 | album Les Bras en croix |
| Quand ce jour-là viendra (That'll Be the Day)                              | Michel Emer (adaptation)                      | Jerry Allison (en), Norman Petty, Buddy Holly                         | 1963 | album Les Bras en croix |
| Dis-moi oui (We Say Yeah)                                                  | Claude Carrère, Ralph Bernet (adaptation)     | Hank Marvin, Bruce Welch                                              | 1963 | album Les Bras en croix et 33 tours 25 cm Da dou ron ron |
| Da dou ron ron (Da Doo Ron Ron)                                            | Georges Aber (adaptation)                     | Ellie Greenwich, Phil Spector, Jeff Barry                             | 1963 | 33 tours 25 cm Da dou ron ron |
| Comme une ombre sur moi (Black cloud)                                      | Ralph Bernet, F. Dial (adaptation)            | B. Brook                                                              | 1963 | 33 tours 25 cm Da dou ron ron |
| Je ne danserai plus jamais (I'll never dance again)                        | Jean-Michel Rivat (adaptation)                | B. Mann, M. Anthony                                                   | 1963 | 33 tours 25 cm Da dou ron ron |
| Douce filles de seize ans (Sweet Little Sixteen)                           | Ralph Bernet (adaptation)                     | Chuck Berry                                                           | 1963 | 33 tours 25 cm Da dou ron ron |
| Pour moi la vie va commencer                                               | Jean-Jacques Debout                           | Jean-Jacques Debout                                                   | 1963 | super 45 tours 432967 et 33 tours 25 cm D'où viens-tu Johnny ? |
| Rien n'a changé                                                            | Ralph Bernet                                  | Eddie Vartan, Johnny Hallyday                                         | 1963 | super 45 tours 432967 et 33 tours 25 cm D'où viens-tu Johnny ? |
| À plein cœur                                                               | Georges Aber                                  | Eddie Vartan, Johnny Hallyday                                         | 1963 | super 45 tours 432967 et 33 tours 25 cm D'où viens-tu Johnny ? |
| Ma guitare                                                                 | Jil et Jan                                    | Eddie Vartan, Johnny Hallyday                                         | 1963 | super 45 tours 432967 et 33 tours 25 cm D'où viens-tu Johnny ? |
| À plein cœur (en duo avec Sylvie Vartan)                                   | Georges Aber                                  | Eddie Vartan, Johnny Hallyday                                         | 1963 | Ce duo interprété dans le film D'où viens-tu Johnny ? est resté inédit en support audio durant 51 ans. En 2014, une réédition CD, distribuée de façon très confidentielle, de l'album D'où viens-tu Johnny, inclus pour la première fois le titre. En 2016, la version duo de À plein cœur sort (toujours aussi confidentiellement), en CD deux titres. |
| I'm Gonna Sit Right Down and Cry (Over You)                                | Joe Thomas                                    | Howard Biggs (en)                                                     | 1963 | resté inédit jusqu'en 1993 Enregistré à Nashville au studio Bradley recording d'Owen Bradley (en) du 8 au 12 octobre 1963, comme les 18 autres titres suivants (voir pour plus de détails Johnny Hallyday à Nashville 1962-1963) Sur les bases orchestres de Nashville, le titre adapté en français, sous le titre Pleurer auprès de toi, est réenregistré en 1965 (voir album Hallelujah) |
| C'est bien lui                                                             | -                                             | -                                                                     | 1963 | resté inédit jusqu'en 1993 |
| Packin'up                                                                  |                                               | Margie Singleton, Smith                                               | 1963 | resté inédit jusqu'en 1993 Sur les bases orchestres de Nashville, le titre adapté en français, sous le titre J'abandonne mes amours, est réenregistré à Paris en décembre 1963 |
| Bolt of love                                                               | Eddie Kilroy                                  | Eddie Kilroy                                                          | 1963 | resté inédit jusqu'en 1993, le titre par deux fois est adapté et enregistré en français sur les bases orchestres de Nashville : La pierre d'amour en décembre 1963 et Celui qui t'as fait pleurer en février 1965 |
| J'embrasse les filles                                                      | R. Breton                                     | Jean-Jacques Debout                                                   | 1963 | resté inédit jusqu'en 1993 En 1963, Jean-Jacques Debout enregistre sa propre version du titre et en fait la chanson mise en avant sur son super 45 tours (l'opus contient également la version de J.J.D. de Pour moi la vie va commencer). |
| Deux façons de pleurer                                                     | -                                             | -                                                                     | 1963 | resté inédit jusqu'en 1993 |
| Such A Night                                                               | L. Chase                                      | L. Chase                                                              | 1963 | resté inédit jusqu'en 1993 Sur les bases orchestres de Nashville, le titre adapté en français, sous le titre Oh cette nuit, est réenregistré à Paris le 5 décembre 1963, une version parisienne qui demeure également inédite au disque jusqu'en 1993 (bien que chanté à l'Olympia en 1964 - voir le live Olympia 64) |
| The Move                                                                   | Richard                                       | A. Ruster                                                             | 1963 | resté inédit jusqu'en 1993 |
| Moi cette fille là                                                         | Ralph Bernet                                  | Eddie Vartan, Johnny Hallyday                                         | 1963 | resté inédit jusqu'en 1993 |
| I Forgot To Remember To Forget                                             | Charlie Feathers                              | S. Kesler                                                             | 1963 | resté inédit jusqu'en 1993 Sur les bases orchestres de Nashville, le titre adapté en français, sous le titre J'ai oublié de me souvenir, est réenregistré à Paris le 5 décembre 1963 |
| Ça suffit                                                                  | -                                             | -                                                                     | 1963 | resté inédit jusqu'en 1993 |
| Just Little One More Time                                                  | D. Morrison                                   | D. Morrison                                                           | 1963 | resté inédit jusqu'en 1993 |
| Les guitares jouent (Surfin' hootenanny)                                   | Georges Aber (adaptation)                     | L. Hazlewood                                                          | 1963 | 33 tours 25 cm Les guitares jouent (1964) |
| Tu n'as rien de tout ça ((You're the) Devil in Disguise                    | Ralph Bernet (adaptation)                     | Bernie Baum (en), Bill Giant (en), Florence Kaye (en)                 | 1963 | resté inédit, dans cette version, jusqu'en 1993, le titre, sur les bases orchestres de Nashville, est réenregistré à Paris le 4 décembre 1963 |
| Quand je l'ai vu devant moi (I Saw Her Standing There)                     | Ralph Bernet (adaptation)                     | John Lennon, Paul McCartney                                           | 1963 | resté inédit, dans cette version, jusqu'en 1993, le titre, sur les bases orchestres de Nashville, est réenregistré à Paris le 4 décembre 1963 |
| Excuse-moi partenaire (Cuttin' In)                                         | Ralph Bernet (adaptation)                     | Johnny Watson                                                         | 1963 | resté inédit, dans cette version, jusqu'en 1993, le titre, sur les bases orchestres de Nashville, est réenregistré à Paris le 4 décembre 1963 |
| Pour moi tu es la seule (Sweet Loving Mamma)                               | Georges Aber (adaptation)                     | Johnny Watson                                                         | 1963 | resté inédit, dans cette version, jusqu'en 1993, ce titre est rénregistré à Paris sur les bases orchestres de Nashville le 4 mai 1964 |
| Les Mauvais Garçons                                                        | Ralph Bernet                                  | Eddie Vartan, Johnny Hallyday                                         | 1963 | enregistré à Nashville, ce titre dans cette version reste inédit jusqu'en 2012 ; il est réenregistré à Paris sur les bases orchestres de Nashville le 4 mai 1964 |
| C'est fini miss Molly (Good Golly, Miss Molly)                             | Ralph Bernet (adaptation)                     | Robert Blackwell, John Marascalo                                      | 1963 | Enregistré à Nashville, ce titre reste inédit jusqu'en 1992, année ou il est diffusé de façon très confidentiel sur un CD de la firme Dial réenregistré en France, en décembre 1963 cette version parisienne reste également inédite jusqu'en 1993, année de la parution d'une intégrale en 40 CD |
| Je t'écris souvent (1re version)                                           |                                               |                                                                       | 1963 | enregistré à Paris en janvier 1963, sur des paroles différentes (des versions 2 et 3)-voir plus bas), ce titre reste inédit jusqu'en 1993 |
| J'ai besoin de ton amour (version Paris,) (I need whole whole lotta you)   | F. Dial (adaptation)                          | B. Joy                                                                | 1963 | resté inédit jusqu'en 1993 |
| La mia chitarra (Ma guitare en italien)                                    |                                               |                                                                       | 1963 | 45 tours (uniquement sur le marché italien) |
| La vita ricomincia (Pour moi la vie va commencer en italien)               |                                               |                                                                       | 1963 | 45 tours (uniquement sur le marché italien) |
| Excuse-moi partenaire (Cuttin' In)                                         | Ralph Bernet (adaptation)                     | Johnny Watson                                                         | 1964 | 33 tours 25 cm Les guitares jouent (nouvelle version enregistrée à Paris) |
| Tu n'as rien de tout ça ((You're the) Devil in Disguise)                   | Ralph Bernet (adaptation)                     | Bernie Baum (en), Bill Giant (en), Florence Kaye (en)                 | 1964 | 33 tours 25 cm Les guitares jouent (nouvelle version enregistrée à Paris) |
| Quand je l'ai vue devant moi (I Saw Her Standing There)                    | Ralph Bernet (adaptation)                     | John Lennon, Paul McCartney                                           | 1964 | 33 tours 25 cm Les guitares jouent (nouvelle version enregistrée à Paris) |
| J'abandonne mes amours (Packin'up)                                         | Ralph Bernet (adaptation)                     | Margie Singleton, Smith                                               | 1964 | 33 tours 25 cm Les guitares jouent |
| Bonne chance                                                               | Charles Aznavour                              | Georges Garvarentz                                                    | 1964 | 33 tours 25 cm Les guitares jouent |
| Je t'écris souvent (2e version) id (3e version)                            | Jean-Jacques Debout                           | Jean-Jacques Debout                                                   | 1964 | 33 tours 25 cm Les guitares jouent Super 45 tours 434.862 BE Paroles différentes de la précédente version enregistrée en janvier et restée inédite (voir plus haut) La seconde version est enregistrée à Paris au studio Europanosor en septembre 1963, sur un mixage avec violons différents et est diffusée le 27 février 1964 sur le 33 tours 25 cm B76.584 Une troisième version, enregistré en janvier 1964 à Paris au studio Europanosor est diffusée en super 45 tours en avril 1964, et en 45 tour promotionnel |
| Dis-lui que j'en rêve (Jailer bring me water)                              | Georges Aber (adaptation)                     | B. Darrin                                                             | 1964 | 33 tours 25 cm Les guitares jouent |
| Oh cette nuit (Such a night)                                               | Ralph Bernet (adaptation)                     | L. Chase                                                              | 1964 | album Johnny Hallyday Olympia 64 (La version studio est restée inédite jusqu'en 1993) |
| Non, non, non, non (je ne veux plus te blesser) (Baby don't weep)          | Ralph Bernet (adaptation)                     | B. Russel - N. Meade                                                  | 1964 | album Johnny Hallyday Olympia 64 |
| Shout (Shout!)                                                             | Rudolph Isley, Ronald Isley, O'Kelly Isley Jr | Rudolph Isley, Ronald Isley, O'Kelly Isley Jr                         | 1964 | album Johnny Hallyday Olympia 64 |
| Les Mauvais Garçons                                                        | Ralph Bernet                                  | Eddie Vartan, Johnny Hallyday                                         | 1964 | Super 45 tours 434905 et 33 tours 25 cm Le Pénitencier (nouvelle version enregistrée à Paris) |
| Ça fait mal (It Hurts Me (en))                                             | Georges Aber (adaptation)                     | Joy Byers (en), Charlie E. Daniels                                    | 1964 | Super 45 tours 434905 et 33 tours 25 cm Le Pénitencier |
| Pour moi tu es la seule (Sweet Lovin Mama)                                 | Ralph Bernet (adaptation)                     | Johnny Watson                                                         | 1964 | Super 45 tours 434905 et 33 tours 25 cm Le Pénitencier (nouvelle version enregistrée à Paris) |
| Mais je reviens (I'm the lonely one)                                       | Daniel Hortis (adaptation)                    | Gordon Mills (en)                                                     | 1964 | Super 45 tours 434905 et 33 tours 25 cm Le Pénitencier |
| Johnny, reviens (Johnny B. Goode)                                          | Manou Roblin (adaptation)                     | Chuck Berry                                                           | 1964 | album Johnny, reviens ! Les Rocks les plus terribles |
| Lucille (Lucille)                                                          | C. Pitkowski, A. Gaunay (adaptation)          | R. Penniman, A. Collins                                               | 1964 | album Johnny, reviens ! Les Rocks les plus terribles |
| Au rythme et au blues (Roll Over Beethoven)                                | Manou Roblin (adaptation)                     | Chuck Berry                                                           | 1964 | album Johnny, reviens ! Les Rocks les plus terribles |
| Tu me quittes (My Baby Left Me)                                            | Ralph Bernet                                  | Arthur Crudup                                                         | 1964 | album Johnny, reviens ! Les Rocks les plus terribles |
| Celui que tu préfères ((Let Me Be Your) Teddy Bear)                        | Ralph Bernet (adaptation)                     | B. Lowe, Kalmann                                                      | 1964 | album Johnny, reviens ! Les Rocks les plus terribles |
| Rien que huit jours (Forty Days)                                           | Manou Roblin (adaptation)                     | Chuck Berry                                                           | 1964 | album Johnny, reviens ! Les Rocks les plus terribles |
| Frankie et Johnny (Frankie and Johnny)                                     | Manou Roblin (adaptation)                     | Gene Vincent                                                          | 1964 | album Johnny, reviens ! Les Rocks les plus terribles |
| 0 Carole (Carol)                                                           | Manou Roblin (adaptation)                     | Chuck Berry                                                           | 1964 | album Johnny, reviens ! Les Rocks les plus terribles |
| Belle (Ready Teddy)                                                        | Manou Roblin (adaptation)                     | R. Blackwell - G. Marascalco                                          | 1964 | album Johnny, reviens ! Les Rocks les plus terribles |
| Susie Lou (Susie Q)                                                        | Manou Roblin (adaptation)                     | Dale Hawkins - Stan Lewis, Eleanor Broadwater                         | 1964 | album Johnny, reviens ! Les Rocks les plus terribles |
| Sally (Long Tall Sally)                                                    | Ralph Bernet (adaptation)                     | E. Johnson                                                            | 1964 | album Johnny, reviens ! Les Rocks les plus terribles |
| Oh, laisse la partir (Let's Have a Party)                                  | Manou Roblin (adaptation)                     | J.M. Robinson                                                         | 1964 | album Johnny, reviens ! Les Rocks les plus terribles |
| J'ai oublié de me souvenirs (I Forgot to Remember to Forget)               | Ralph Bernet (adaptation)                     | C. Feather, S. Kesler                                                 | 1964 | super 45 tours 434950 |
| Le Pénitencier (The House of the Rising Sun)                               | Vline Buggy, Hugues Aufray (adaptation)       | Alan Price                                                            | 1964 | Super 45 tours 434955 et 33 tours 25 cm Le Pénitencier |
| Toujours plus loin                                                         | Georges Aber, F. Dreyfus                      | Tommy Brown                                                           | 1964 | Super 45 tours 434955 et 33 tours 25 cm Le Pénitencier |
| One more time, encore une fois                                             | Manou Roblin                                  | Eddie Vartan, Johnny Hallyday                                         | 1964 | Super 45 tours 434955 et 33 tours 25 cm Le Pénitencier |
| Je te reverrai (I'll Be Seeing You (en))                                   | Michel Emer                                   | Sammy Fain, Irving Kahal (en)                                         | 1964 | Super 45 tours 434955 et 33 tours 25 cm Le Pénitencier |
| La pierre d'amour (Bolt of love)                                           | Ralph Bernet (adaptation)                     | D. Kilroy                                                             | 1964 | 45 tours promo 373620 (1965) et dans les années 1970 sur un double album de compilations "Succès 61-66" 6621012 (ce titre est l'un des plus rares de Johnny Hallyday, il ne fut diffusé que de façon très confidentielle. En 1993, il est publié en CD à l'occasion de la sortie d'une intégrale) |
| Tu as gagné mon amitié                                                     | Jean-Jacques Debout                           | Jean-Jacques Debout                                                   | 1964 | resté inédit jusqu'en 1993 |
| Mein leben fängt erst richtigan (Pour moi la vie va commencer en allemand) |                                               |                                                                       | 1964 | 45 tours (uniquement sur le marché allemand) |
| Ma guitare (en allemand)                                                   |                                               |                                                                       | 1964 | 45 tours (uniquement sur le marché allemand) |
| Das alte haus in New Orleans (Le pénitencier en allemand)                  |                                               |                                                                       | 1964 | 45 tours (uniquement sur le marché allemand) |
| Wilde boys (Les Mauvais Garçons en allemand)                               |                                               |                                                                       | 1964 | 45 tours (uniquement sur le marché allemand) |
| Whole Lotta Shakin' Goin' On (avec Long Chris et Les Dauphins)             |                                               | S. Davis, David Williams                                              | 1964 | resté inédit à l'époque ce titre est diffusé en CD en 2003 "Les Dauphins : Tout tout tout", LCD 4-2 |
| My Guitar                                                                  |                                               |                                                                       | 1964 | Enregistré le 4 mars 1964 à Paris au studio Blanqui (comme le morceau suivant), cette adaptation anglaise de Ma guitare demeure inédite jusqu'en 1993, année où elle est incluse dans le volume 32 d'une intégrale CD. |
| I'm Gonna Leave The Life I Love (Pour moi la vie va commencer en anglais)  |                                               |                                                                       | 1964 | inédit jusqu'en 1993 |
| Le Parapluie                                                               | Georges Brassens                              | Georges Brassens                                                      | 1964 | chanson interprétée en direct sur Europe 1 accompagné par son orchestre ; document radiophonique resté inédit au disque jusqu'en 2019 : Coffret 6 CD LMLR Europe 1 78330960 Tête à tête avec Johnny l'intégrale des interviews Europe 1. |
| Peggy Sue                                                                  | Jacques Mareuil, Michèle Libert (adaptation)  | Buddy Holly, Jerry Allison (en), Norman Petty                         | 1964 | chanson interprétée en direct sur Europe 1 accompagné par son orchestre ; document radiophonique resté inédit au disque jusqu'en 2019 : Coffret 6 CD LMLR Europe 1 78330960 Tête à tête avec Johnny l'intégrale des interviews Europe 1. |

##### 1965 - 1969
| Titre                                                                                  | Paroles                                                   | Musique                                                   | Date | Support |
| -------------------------------------------------------------------------------------- | --------------------------------------------------------- | --------------------------------------------------------- | ---- | --- |
| Johnny lui dit adieu (Tell her johnny said good bye)                                   | Ralph Bernet (adaptation)                                 | Joe Byers                                                 | 1965 | super 45 tours 437007 |
| On te montrera du doigt (You Finally Said Something)                                   | Gilles Thibaut (adaptation)                               | Eugene Frederick Stasser, George Dodson Winters           | 1965 | super 45 tours 437007 |
| Un ami ça n'a pas de prix                                                              | Georges Aber                                              | Larry Gréco                                               | 1965 | super 45 tours 437007 |
| Maudite rivière (Moody River (en))                                                     | Vline Buggy (adaptation)                                  | Gary Bruce                                                | 1965 | super 45 tours 437007 |
| Quand revient la nuit (Mr. Lonely)                                                     | Georges Aber (adaptation)                                 | Bobby Vinton - Gene Allan                                 | 1965 | super 45 tours 437054 et album Hallelujah |
| Les monts près du ciel Mountain of Love (en)                                           | Hubert Wayaffe (adaptation)                               | Harold Dorman (en)                                        | 1965 | super 45 tours 437054 et album Hallelujah |
| Tu ne me verras pas pleurer                                                            | Georges Aber                                              | Mick Jones                                                | 1965 | super 45 tours 437054 et album Hallelujah |
| Juste un peu de temps (Just a Little More Time)                                        | Jil et Jan (adaptation)                                   | Dany Morrison                                             | 1965 | super 45 tours 437054 et album Hallelujah |
| Mes yeux sont fous (I Must Be Seeing Things)                                           | Gilles Thibaut (adaptation)                               | Alan Al Kooper, Bob Brass, Irvin Levine                   | 1965 | album Hallelujah |
| On a ses jours (She's a Woman)                                                         | Georges Aber (adaptation)                                 | John Lennon, Paul McCartney                               | 1965 | album Hallelujah |
| Celui qui t'a fait pleurer (Bolt Of Love)                                              | Ralph Bernet (adaptation)                                 | Eddie Kilroy, Dianne Kilroy                               | 1965 | album Hallelujah |
| Rock'n'roll musique (Rock and Roll Music)                                              | Georges Aber (adaptation)                                 | Chuck Berry                                               | 1965 | album Hallelujah |
| Va t'en (My Babe)                                                                      | Gilles Thibaut, Johnny Hallyday (adaptation)              | Bo Diddley                                                | 1965 | album Hallelujah |
| Pour nos joies et pour nos peines (hallelujah)                                         | Jean-Jacques Debout                                       | Traditionnel                                              | 1965 | album Hallelujah |
| Pleurer auprès de toi (I'm Gonna Sit Right Down and Cry (Over You))                    | Ralph Bernet (adaptation)                                 | Joe Thomas, Howard Biggs (en)                             | 1965 | album Hallelujah |
| Plus je te regarde (Hi-Heel Sneakers)                                                  | Manou Roblin (adaptation)                                 | Robert Higginbotham                                       | 1965 | album Hallelujah |
| Zeep a dee yeh (Zeep a Dee Doo Dah)                                                    | Hubert Wayaffe                                            | Ray Gilbert, Allie Wrubel                                 | 1965 | album Hallelujah |
| Dans ce train                                                                          | Georges Aber                                              | Larry Greco                                               | 1965 | super 45 tours 437099 |
| Reviens donc chez nous (Bring it on home to me)                                        | Georges Aber (adaptation)                                 | Sam Cooke                                                 | 1965 | super 45 tours 437099 |
| Laisse un peu d'amour (Leave a Little Love)                                            | Hubert Wayaffe (adaptation)                               | Les Reed, Robin Conrad                                    | 1965 | super 45 tours 437126 |
| Ne pleure pas                                                                          | Gilles Thibaut                                            | Tommy Brown                                               | 1965 | super 45 tours 437126 |
| Mon anneau d'or                                                                        | Gilles Thibaut                                            | Johnny Hallyday                                           | 1965 | album Johnny chante Hallyday |
| Tu as de la chance                                                                     | Gilles Thibaut                                            | Johnny Hallyday                                           | 1965 | album Johnny chante Hallyday |
| Toi qui t'en vas                                                                       | Gilles Thibaut                                            | Johnny Hallyday                                           | 1965 | album Johnny chante Hallyday |
| Le diable me pardonne                                                                  | Gilles Thibaut                                            | Johnny Hallyday                                           | 1965 | album Johnny chante Hallyday |
| Ne crois pas ça                                                                        | Jean Setti, Gilles Thibaut                                | Johnny Hallyday                                           | 1965 | album Johnny chante Hallyday |
| Un jour ou l'autre                                                                     | Georges Aber                                              | Johnny Hallyday                                           | 1965 | album Johnny chante Hallyday |
| Tu oublieras mon nom                                                                   | Gilles Thibaut                                            | Johnny Hallyday                                           | 1965 | album Johnny chante Hallyday |
| À deux heures de chez toi                                                              | Ralph Bernet                                              | Johnny Hallyday                                           | 1965 | album Johnny chante Hallyday |
| Avec une chanson                                                                       | Hubert Wayaffe                                            | Johnny Hallyday                                           | 1965 | album Johnny chante Hallyday |
| Je bois à sa santé                                                                     | Gilles Thibaut                                            | Johnny Hallyday                                           | 1965 | album Johnny chante Hallyday |
| Ne joue pas ce jeu là                                                                  | Gilles Thibaut                                            | Johnny Hallyday                                           | 1965 | album Johnny chante Hallyday |
| Dis à mon frère                                                                        | Long Chris                                                | Johnny Hallyday                                           | 1965 | album Johnny chante Hallyday |
| I've got money                                                                         | James Brown                                               | James Brown                                               | 1965 | album Olympia 1965 rester inédit jusqu'en 2011 |
| Un cocktail pour deux (avec Sylvie Vartan) (Cocktails for Two (en))                    | ? (adaptation)                                            | Sam Coslow, Arthur Johnston (composer) (en)               | 1965 | Duo interprété à la télévision le 29 décembre 1965, au cours de l'émission Show Sylvie et Johnny de Jean-Christophe Averty inédit jusqu'en 1993, la chanson est publiée à l'occasion de la sortie d'une intégrale CD de Johnny Hallyday (Vol no37 Duos avec Sylvie Vartan)                                                                               |
| It's Monkey Time                                                                       | Carl Perkins, H. Hee                                      | Carl Perkins, H. Hee                                      | 1965 | 45 tours (uniquement sur le marché allemand) |
| Lass die leute doch reden (Keep Searchin' (We'll Follow the Sun) (en)                  | Günter Loose (de) (adaptation)                            | Del Shannon                                               | 1965 | 45 tours (uniquement sur le marché allemand) |
| The call him a man (Ne pleure pas en anglais)                                          |                                                           | Tommy Brown                                               | 1965 | 45 tours (uniquement sur le marché anglais) |
| Altin yüsük (Mon anneau d'or en turc)                                                  | Sezen Gumhur Önal (adaptation)                            | Johnny Hallyday                                           | 1965 | 45 tours (uniquement en Turquie) |
| Yebel gözleri yçin (Ne joue pas ce jeu là en turc).                                    | Sezen Gumhur Önal (adaptation)                            | Johnny Hallyday                                           | 1965 | 45 tours (uniquement en Turquie) |
| Donne-moi une preuve (You Can't Judge a Book by the Cover (en))                        | Gilles Thibaut (adaptation)                               | Willie Dixon                                              | 1965 | resté inédit jusqu'en 1993 |
| J'attends minuit (Skinny Minnie (en))                                                  | Georges Aber (adaptation)                                 | Bill Haley, Milt Gabler, Rusty Keefer, Catherine Cafra    | 1965 | resté inédit jusqu'en 1993 |
| Money (That's What I Want)                                                             | Berry Gordy, Janie Bradford (en)                          | Berry Gordy, Janie Bradford (en)                          | 1965 | album live posthume Johnny Hallyday Live Toulouse 12 octobre 1965 (titre resté inédit jusqu'en 2023) |
| Je l'aime (Girl)                                                                       | Hugues Aufray, Vline Buggy (adaptation)                   | John Lennon, Paul McCartney                               | 1966 | super 45 tours 373745 |
| Maintenant ou jamais (If You Gotta Go, Go Now)                                         | Gilles Thibaut (adaptation)                               | Bob Dylan                                                 | 1966 | super 45 tours 373745 |
| Jusqu'à minuit (In the midnight hour)                                                  | Georges Aber (adaptation)                                 | Steve Cropper, Wilson Pickett                             | 1966 | super 45 tours 373745 |
| N'y crois pas                                                                          | Gilles Thibaut                                            | Mick Jones                                                | 1966 | super 45 tours 373745 |
| Cheveux longs et idées courtes                                                         | Gilles Thibaut                                            | Johnny Hallyday                                           | 1966 | super 45 tours 437228 et album La Génération perdue musique librement adaptée de My Crucified Jesus de Ferre Grignard (que lui-même puise dans le folklore) |
| Si tout change (Our world)                                                             | Jacques Chaumelle (adaptation)                            | Paul Parnes - Paul Evans                                  | 1966 | super 45 tours 437228 |
| Du respect (Respect)                                                                   | Georges Aber (adaptation)                                 | Otis Redding                                              | 1966 | super 45 tours 437228 |
| Les coups (Uptight (Everything's Alright))                                             | Georges Aber (adaptation)                                 | Henry Cosby - Sylvia Rose Moy - Stevie Judkins,           | 1966 | super 45 tours 437228 |
| Confessions (première version)                                                         | Georges Aber, Long Chris, Johnny Hallyday                 | Georges Aber, Long Chris, Johnny Hallyday                 | 1966 | Olympia 1966 resté inédit jusqu'en 2011 |
| La génération perdue                                                                   | Long Chris                                                | Johnny Hallyday                                           | 1966 | album La Génération perdue |
| On s'est trompé                                                                        | Ralph Bernet                                              | Mick Jones, Tommy Brown                                   | 1966 | album La Génération perdue |
| Je me suis lavé les mains dans une eau sale (I wash my hands in muddy water)           | Long Chris (adaptation)                                   | J. Babcock                                                | 1966 | album La Génération perdue |
| Quand un homme perd ses rêves (When a Man Loves a Woman)                               | Ralph Bernet (adaptation)                                 | L. Wright                                                 | 1966 | album La Génération perdue |
| Don't need nobody (avec Mick Jones et Tommy Brown)                                     | Mick Jones, Tommy Brown                                   | Mick Jones, Tommy Brown                                   | 1966 | album La Génération perdue |
| De loin en loin                                                                        | Ralph Bernet                                              | Johnny Hallyday                                           | 1966 | album La Génération perdue |
| Noir c'est noir (Black is black)                                                       | Georges Aber (adaptation)                                 | Hayes Wadey, Grainger                                     | 1966 | album La Génération perdue |
| La fille à qui je pense                                                                | Ralph Bernet                                              | Jacques Revaux, Johnny Hallyday                           | 1966 | album La Génération perdue |
| Je veux te graver dans ma vie (Got to Get You into My Life)                            | Long Chris (adaptation)                                   | John Lennon, Paul McCartney                               | 1966 | album La Génération perdue |
| Le jeu que tu joues (With a girl like you)                                             | Georges Aber (adaptation)                                 | R. Presley                                                | 1966 | album La Génération perdue |
| Elle reviendra                                                                         | Ralph Bernet                                              | Jacques Revaux, Johnny Hallyday                           | 1966 | album La Génération perdue |
| Si j'étais un charpentier (If I Were a Carpenter)                                      | Long Chris (adaptation)                                   | Tim Hardin                                                | 1966 | super 45 tours |
| Il te faut grandir encore                                                              | Ralph Bernet, Jacques Revaux                              | Mick Jones, Tommy Brown                                   | 1966 | resté inédit jusqu'en 1993 |
| Jenny Take A Ride                                                                      | Ma Rainey, Lena Arent - Enotris Johnson, Richard Penniman | Ma Rainey, Lena Arent - Enotris Johnson, Richard Penniman | 1966 | Medley de C.C. Rider et Jenny, Jenny rendu célèbre par Mitch Ryder, interprété à la télévision par Johnny Hallyday. resté inédit jusqu'en 2008, il est présent dans le coffret DVD Johnny Hallyday - les années 60 Il sort en disque audio en 2022 dans une version enregistrée en concert en 1966 Johnny Hallyday Fréjus 30 juillet 1966                |
| Loving You                                                                             | Jerry Leiber et Mike Stoller                              | Jerry Leiber, Mike Stoller                                | 1966 | chanson restée inédite jusqu'en 2008, elle est présente dans le coffret DVD Johnny Hallyday - les années 60 version acoustique, Johnny s'accompagne seul à la guitare |
| Pour toi je prie                                                                       | Georges Aber                                              | Johnny Hallyday                                           | 1966 | chanson restée inédite jusqu'en 2008, elle est présente dans le coffret DVD Johnny Hallyday - les années 60 Titre écrit pour Hervé Villard, qui l'enregistre et sort en super 45 tours en 1966 La version de Johnny Hallyday s'accompagnant à la guitare acoustique est enregistrée et filmée lors d'une séquence de travail avec Hervé Villard          |
| Hey Joe (Hey Joe)                                                                      | Gilles Thibaut                                            | Billy Roberts                                             | 1967 | super 45 tours 437304 Une autre version - restée inédite jusqu'en 1993 - est enregistrée avec la participation amicale de Jimi Hendrix à la guitare acoustique. Oubliée durant toutes ces années, elle sort sur un CD compilant des inédits : Johnny le livre : CD collector.                                                                            |
| Je crois qu'il me rend fou (Such a fool for you)                                       | Georges Aber (adaptation)                                 | Ike Turner, Tina Turner                                   | 1967 | super 45 tours 437304 |
| La petite fille de l'hiver                                                             | Long Chris                                                | Éric de Marsan                                            | 1967 | super 45 tours 437304 et album Johnny 67 |
| Je suis seul (What is soul)                                                            | Georges Aber (adaptation)                                 | Ben E. King, B. Gallo                                     | 1967 | super 45 tours 437304 |
| Ne sois pas si stupide (Don't mess with cupid)                                         | Georges Aber (adaptation)                                 | Eddie Floyd, Cropper, Parker                              | 1967 | album Olympia 67 La version studio est restée inédite jusqu'en 1993 |
| Confessions (deuxième version)                                                         | Georges Aber, Long Chris, Johnny Hallyday                 | Georges Aber, Long Chris, Johnny Hallyday                 | 1967 | album Olympia 67 |
| Je crois qu'il me rend fou (avec Sylvie Vartan) (Such a fool for you)                  | Georges Aber (adaptation)                                 | Ike Turner, Tina Turner                                   | 1967 | Ce duo reste inédit jusqu'en 1992, année où il est publié dans la première édition CD de l'album Olympia 67 qui pour la première fois restitue l'intégralité du récital. |
| Les chevaliers du ciel                                                                 | Jacques Chaumelle                                         | Bernard Kesslair, Johnny Hallyday                         | 1967 | BOF de la série télé Les chevaliers du ciel Super 45 tours 437337 et 45 tours 2 titres B 370450 F |
| Amour d'été (Love Me Tender)                                                           | Georges Aber (adaptation)                                 | Elvis Presley, V. Matson                                  | 1967 | album Johnny 67 |
| J'ai crié à la nuit                                                                    | Long Chris                                                | Johnny Hallyday                                           | 1967 | album Johnny 67 |
| C'est mon imagination (Just my imagination)                                            | Georges Aber (adaptation)                                 | B. Morris - H. Freed                                      | 1967 | album Johnny 67 |
| Je m'accroche à mon rêve (Hang to a dream)                                             | Georges Aber (adaptation)                                 | Tim Hardin                                                | 1967 | album Johnny 67 |
| Je n'ai jamais rien demandé (My way of giving)                                         | Long Chris (adaptation)                                   | Steve Marriott, Ronnie Lane                               | 1967 | album Johnny 67 |
| Lettre de fans (Teenage lester)                                                        | Georges Aber (adaptation)                                 | R. Richard                                                | 1967 | album Johnny 67 |
| Aussi dur que du bois (Knock on Wood)                                                  | Georges Aber (adaptation)                                 | Steve Cropper, Eddie Floyd                                | 1967 | album Johnny 67 |
| Pourquoi as-tu peur de la vie ? (You becter believe it baby)                           | Georges Aber (adaptation)                                 | Joe Tex                                                   | 1967 | album Johnny 67 |
| La seule vraie musique (Sweet Soul Music)                                              | Georges Aber (adaptation)                                 | Otis Redding                                              | 1967 | album Johnny 67 |
| Son amour pour un jeu                                                                  | Georges Aber                                              | Mick Jones, Tommy Brown                                   | 1967 | album Johnny 67 |
| Petite fille                                                                           | Georges Aber                                              | Mick Jones, Tommy Brown                                   | 1967 | album Johnny 67 |
| San Fransico (San Francisco (Be Sure to Wear Flowers in Your Hair))                    | Georges Aber (adaptation)                                 | John Philips                                              | 1967 | super 45 tours 437380 |
| Fleurs d'amour et d'amitié                                                             | Georges Aber                                              | Mick Jones, Tommy Brown                                   | 1967 | super 45 tours 437380 |
| Mon fils                                                                               | Ralph Bernet, Vline Buggy                                 | Jacques Revaux                                            | 1967 | super 45 tours 437380 |
| Psychedelic                                                                            | Georges Aber                                              | Mick Jones, Tommy Brown                                   | 1967 | super 45 tours 437380 |
| Lucille (en anglais)                                                                   |                                                           | R. Penniman, A. Collins                                   | 1967 | album Johnny au Palais des sports |
| Consortium - Les gars de ma bande                                                      | Georges Aber                                              | Mick Jones, Tommy Brown                                   | 1967 | resté inédit jusqu'en 1993 |
| Valentine                                                                              | Albert Willemetz                                          | Henri Christiné                                           | 1967 | La célèbre chanson de Maurice Chevalier est interprétée par Johnny Hallyday en direct à la télévision lors d'un Palmares des chansons le 30 mars 1967. Cette reprise demeure inédite au disque jusqu'en 2008, année où elle est éditée dans le coffret DVD Johnny Hallyday - les années 60                                                               |
| L'histoire de Bonnie and Clyde (The ballad of Bonnie and Clyde)                        | Georges Aber (adaptation)                                 | M. Murray - P. Callender                                  | 1968 | super 45 tours 437395 et album Jeune Homme |
| Le mauvais rêve                                                                        | Georges Aber                                              | Mick Jones                                                | 1968 | super 45 tours 437395 et album Jeune Homme |
| Mal (Hush)                                                                             | Georges Aber (adaptation)                                 | J. South                                                  | 1968 | super 45 tours 437395 et album Jeune Homme |
| Hit parade                                                                             | Georges Aber                                              | Tommy Brown                                               | 1968 | super 45 tours 437395 (3 min 17 s) et album Jeune Homme (3 min 17 s) version alternative extraite du film Les Poneyttes - 3 min 31 s - restée inédite jusqu'en 1993 |
| À tout casser                                                                          | Georges Aber                                              | Tommy Brown, Johnny Hallyday                              | 1968 | BOF de À tout casser super 45 tours 437428 et album Jeune Homme |
| Ma vie à t'aimer (Loving You)                                                          | Georges Aber (adaptation)                                 | Jerry Leiber - Mike Stoller                               | 1968 | super 45 tours 437428 et album Jeune Homme |
| Cheval d'acier                                                                         | Georges Aber (adaptation)                                 | Mick Jones, Johnny Hallyday                               | 1968 | super 45 tours 437428 et album Jeune Homme |
| Quand l'aigle est blessé                                                               | Long Chris                                                | Jean Bernard, Johnny Hallyday                             | 1968 | super 45 tours 437428 et album Jeune Homme |
| Le ciel nous fait rêver                                                                | André Salvet                                              | François de Roubaix, Johnny Hallyday                      | 1968 | 45 tours 2 titres B370640F et album Jeune Homme album BO Les chevaliers du ciel existe en deux versions : générique de seconde et troisième saison de la série Les chevaliers du ciel : 1 min 30 s et version 45 tours et album : 2 min 20 s ; Les paroles entre ces deux versions sont sensiblement différentes                                         |
| Jeune homme                                                                            | Ralph Bernet                                              | Jacques Revaux                                            | 1968 | album Jeune Homme |
| Je n'ai pas voulu croire                                                               | Long Chris                                                | Éric Charden                                              | 1968 | album Jeune Homme |
| Au pays des aveugles                                                                   | Long Chris                                                | Mick Jones, Tommy Brown                                   | 1968 | album Jeune Homme |
| Entre mes mains                                                                        | Gilles Thibaut                                            | Jean Renard                                               | 1968 | super 45 tours 437439 et album Rêve et Amour |
| Cours plus vite Charlie (Cut Across Shorty)                                            | Long Chris (adaptation)                                   | Marijohn Wilkin (en), Wayne P. Walker                     | 1968 | album Rêve et Amour |
| Non, ne me dis pas adieu                                                               | Éric Charden, H. Ibach                                    | Éric Charden                                              | 1968 | album Rêve et Amour |
| En rêve                                                                                | Ralph Bernet                                              | Mick Jones, Tommy Brown                                   | 1968 | album Rêve et Amour |
| Attention                                                                              | Jean-Jacques Debout                                       | C. Gaubert                                                | 1968 | album Rêve et Amour |
| Je pars demain                                                                         | Ralph Bernet                                              | Mick Jones, Tommy Brown                                   | 1968 | album Rêve et Amour |
| Fumée                                                                                  | Ralph Bernet                                              | Mick Jones, Tommy Brown                                   | 1968 | album Rêve et Amour |
| Je suis l'amour                                                                        | Bernard Ilous - Long Chris                                | Éric Charden                                              | 1968 | album Rêve et Amour |
| J'ai peur, je t'aime                                                                   | Long Chris                                                | Jean Bernard, Johnny Hallyday                             | 1968 | album Rêve et Amour |
| Sans une larme                                                                         | Jean-Jacques Debout                                       | Jean-Jacques Debout, R. Vastano                           | 1968 | album Rêve et Amour |
| Dans ma vie                                                                            | Georges Aber                                              | Jean Renard                                               | 1968 | album Rêve et Amour |
| Quand on sifflait                                                                      | Ralph Bernet                                              | Mick Jones, Tommy Brown                                   | 1968 | album Rêve et Amour |
| Ragazzo (Jeune homme en italien)                                                       |                                                           | Jacques Revaux                                            | 1968 | 45 tours italien |
| Queste mie mani (Entre mes mains en italien)                                           |                                                           | Jean Renard                                               | 1968 | 45 tours italien |
| Hawaï (Quand on sifflait en italien)                                                   |                                                           | Mick Jones, Tommy Brown                                   | 1968 | resté inédit jusqu'en 1993 |
| Smoke cover my eyes (Fumée en anglais)                                                 |                                                           | Mick Jones, Tommy Brown                                   | 1968 | |
| Il faut rouler                                                                         | ? (adaptation)                                            | Mick Jones, Tommy Brown                                   | 1968 | titre resté inédit jusqu'en 2024, titre bonus de Johnny 68 - réédition albums Jeune homme et Rêve et amour |
| Loving You                                                                             |                                                           | Jerry Leiber, Mike Stoller                                | 1968 | version guitare-voix restée inédite au disque jusqu'en 20224, titre bonus de Johnny 68 - réédition albums Jeune homme et Rêve et amour |
| Les coups-Uptight (Everything's Alright)                                               | Georges Aber (adaptation)                                 | Henry Cosby - Sylvia Rose Moy - Stevie Judkins,           | 1968 | version live franco-anglaise restée inédite au disque jusqu'en 20224, Live Cambrai 12 setembre 1968, CD 4 du coffret Johnny 68 - réédition albums Jeune homme et Rêve et amour |
| Rivière... ouvre lit                                                                   | Gilles Thibaut                                            | Mick Jones, Tommy Brown                                   | 1969 | 45 tours 2 titres 370798 et album Rivière… ouvre ton lit |
| Je te veux                                                                             | Long Chris                                                | Mick Jones, Tommy Brown                                   | 1969 | 45 tours 2 titres 370798 et album Rivière… ouvre ton lit |
| L'or de McKenna (1re partie) L'or de McKenna (2e partie) (Mackenna's gold)             | Ralph Bernet (adaptation)                                 | Freddie Douglas, Quincy Jones                             | 1969 | 45 tours B370.813F |
| Caché derrière mes poings                                                              | Gilles Thibaut                                            | Jean Renard                                               | 1969 | reste inédit jusqu'en 1992 1re édition CD de l'album live Que je t'aime. |
| Amen                                                                                   | Gilles Thibaut                                            | Steve Marriott                                            | 1969 | album Rivière… ouvre ton lit |
| Viens                                                                                  | Gilles Thibaut                                            | Mick Jones, Tommy Brown                                   | 1969 | album Rivière… ouvre ton lit |
| Réclamations                                                                           | Gilles Thibaut                                            | Steve Marriott                                            | 1969 | album Rivière… ouvre ton lit |
| Regarde pour moi                                                                       | Gilles Thibaut                                            | Steve Marriott                                            | 1969 | album Rivière… ouvre ton lit |
| Voyage au pays des vivants                                                             | Long Chris                                                | Mick Jones, Tommy Brown                                   | 1969 | album Rivière… ouvre ton lit |
| Les anges de la nuit                                                                   | Ralph Bernet                                              | Jacques Revaux, Johnny Hallyday                           | 1969 | album Rivière… ouvre ton lit |
| Je n'ai besoin de personne                                                             | Long Chris                                                | Mick Jones, Tommy Brown                                   | 1969 | album Rivière… ouvre ton lit |
| Je suis né dans la rue                                                                 | Long Chris                                                | Mick Jones, Tommy Brown                                   | 1969 | album Rivière… ouvre ton lit |
| Que je t'aime                                                                          | Gilles Thibaut                                            | Jean Renard                                               | 1969 | 45 tours 370.599 F super 45 tours 437.480BE |
| Les hommes qui n'ont plus rien à perdre (participation à une chanson de Sylvie Vartan) | F. Gerald                                                 | Jean Renard                                               | 1969 | super 45 tours RCA 87101 et album Aime-moi (1970) (disques de Sylvie Vartan) |
| Quanto ti amo (Que je t'aime en italien)                                               |                                                           | Jean Renard                                               | 1969 | 45 tours italien |
| Io to voglio (Je te veux en italien)                                                   |                                                           | Mick Jones, Tommy Brown                                   | 1969 | 45 tours italien |
| Le fou du Colorado                                                                     | Georges Aber                                              | Mick Jones, Tommy Brown                                   | 1969 | resté inédit jusqu'en 1993 |
| La nuit avec moi                                                                       |                                                           | Steve Marriott, Ronnie Lane                               | 1969 | issue des sessions d'enregistrement de l'album Rivière… ouvre ton lit, ce titre est resté inédit jusqu'en 2020. Il est publié en CD et en 33 tours dans les différentes éditions de la rétrospective discographique Johnny 69 |
| Je suis non violent                                                                    |                                                           | Mick Jones, Tommy Brown                                   | 1969 | issue des sessions d'enregistrement de l'album Rivière… ouvre ton lit, ce titre est resté inédit jusqu'en 2020. Sur des paroles différentes, il est enregistré avec la même musique que celle utilisée pour la chanson Le fou du Colorado. Il est publié en CD et en 33 tours dans les différentes éditions de la rétrospective discographique Johnny 69 |
|                                                                                        |                                                           |                                                           |      | |

#### Les années 1970

##### 1970 - 1974
| Titre | Paroles                                 | Musique                                                                   | Date | Support |
| --- | --------------------------------------- | ------------------------------------------------------------------------- | ---- | --- |
| Ceux que l'amour a blessés                                                                                         | Gilles Thibaut                          | Jean Renard                                                               | 1970 | 45 tours 336292 |
| Si tu pars | Long Chris                              | Mick Jones - Tommy Brown                                                  | 1970 | 45 tours 336292 |
| Jésus Christ | Philippe Labro                          | Eddie Vartan                                                              | 1970 | 45 tours 6009042 et album Vie |
| On me recherche | Philippe Labro                          | Eddie Vartan                                                              | 1970 | 45 tours 6009042 |
| Une guitare, une fille et un ricard (chanson publicitaire)                                                         | Roger Dumas                             | Jean-Jacques Debout                                                       | 1970 | Inédit au disque ce titre - comme les 8 autres ci-dessous - parait pour la première fois dans l'Intégrale CD 1993, volume 38 : Publicités, |
| Darling baby (chanson publicitaire)                                                                                | Roger Dumas                             | Jean-Jacques Debout                                                       | 1970 | Intégrale CD 1993, volume 38 : Publicités |
| Tu es la fille du soleil (chanson publicitaire)                                                                    | Roger Dumas                             | Jean-Jacques Debout                                                       | 1970 | Intégrale CD 1993, volume 38 : Publicités |
| La couleur inconnue (chanson publicitaire)                                                                         | Roger Dumas                             | Jean-Jacques Debout                                                       | 1970 | Intégrale CD 1993, volume 38 : Publicités |
| Cheveux d'or et cheval blanc (chanson publicitaire)                                                                | Roger Dumas                             | Jean-Jacques Debout                                                       | 1970 | Intégrale CD 1993, volume 38 : Publicités |
| L'étranger dans la ville (chanson publicitaire)                                                                    | Roger Dumas                             | Jean-Jacques Debout                                                       | 1970 | Intégrale CD 1993, volume 38 : Publicités |
| Pauvre Dilling Joe (chanson publicitaire)                                                                          | Roger Dumas                             | Jean-Jacques Debout                                                       | 1970 | Intégrale CD 1993, volume 38 : Publicités |
| Hello gringo (chanson publicitaire)                                                                                | Roger Dumas                             | Jean-Jacques Debout                                                       | 1970 | Intégrale CD 1993, volume 38 : Publicités |
| Édouard (chanson publicitaire)                                                                                     | Roger Dumas                             | Jean-Jacques Debout                                                       | 1970 | Intégrale CD 1993, volume 38 : Publicités (cette chanson publicitaire pour la marque Ricard - comme les 8 autres ci-dessus - fut diffusée en 1970 sur RMC) |
| Deux amis pour un amour                                                                                            | Roger Dumas                             | Jean-Jacques Debout                                                       | 1970 | 45 tours 6009089 et album Vie |
| Rendez-moi le soleil                                                                                               | Ezra Bouskela                           | Mick Jones - Tommy Brown                                                  | 1970 | 45 tours 6009089 et album Vie |
| Essayez | Philippe Labro                          | Mick Jones - Tommy Brown                                                  | 1970 | album Vie |
| Lire dans tes yeux                                                                                                 | Jacques Lanzmann                        | Mick Jones - Tommy Brown                                                  | 1970 | album Vie |
| La pollution | Jacques Lanzmann                        | Mick Jones - Tommy Brown                                                  | 1970 | album Vie |
| Dans ton univers                                                                                                   | Erza Bouskela                           | Mick Jones - Tommy Brown                                                  | 1970 | album Vie |
| C'est écrit sur les murs                                                                                           | Philippe Labro                          | Mick Jones - Tommy Brown                                                  | 1970 | album Vie |
| Poème sur la 7e | Philippe Labro                          | Ludwig van Beethoven                                                      | 1970 | album Vie |
| La fille aux cheveux clairs                                                                                        | Philippe Labro                          | Eddie Vartan                                                              | 1970 | album Vie |
| Le monde entier va sauter                                                                                          | Erza Bouskela                           | Jean-Pierre Festi, Yvon Ouazana                                           | 1970 | album Vie |
| Senza amore | C. Miozzi                               | M. Marrochi                                                               | 1970 | 45 tours 6009018 (uniquement en Italie) |
| Quando l'amore se ne andra (Ceux que l'amour a blessés en italien)                                                 | Bruno Lauzi (adaptation)                | Jean Renard                                                               | 1970 | 45 tours 6009018 (uniquement en Italie) |
| Domenica Domani | Vito Pallavicini                        | Paolo Conte                                                               | 1970 | 45 tours 6009091 (uniquement en Italie) |
| Ridatemi il sole (Rendez-moi le soleil en italien)                                                                 | Vito Pallavicini (adaptation)           | Mick Jones - Tommy Brown                                                  | 1970 | 45 tours 6009091 (uniquement en Italie) |
| Au nord des îles de Shetland                                                                                       | Gilles Thibaut                          | Jean Renard                                                               | 1970 | restée inédite jusqu'en 1993 |
| La chanson du roumain                                                                                              | Philippe Labro                          | Jean Renard                                                               | 1970 | restée inédite jusqu'en 1993 |
| Le spécialiste (1re version - 2'52) Le spécialiste (version acoustique alternative - 3'39)                         | Georges Aber (adaptation)               | Angelo Francesco Lavagnino                                                | 1970 | enregistré pour les besoins du film de Sergio Corbucci Le Spécialiste ce titre (dont finalement aucune des deux versions ne sera présentes sur la BOF), est resté inédit jusqu'en janvier 2022, joint en titre bonus de la réédition de l'album Vie,                                   |
| Oh ! Ma jolie Sarah                                                                                                | Philippe Labro                          | Mick Jones - Tommy Brown                                                  | 1971 | 45 tours 6618001 et album Flagrant délit |
| Que j'aie tort ou raison                                                                                           | Philippe Labro                          | Gary Wright                                                               | 1971 | 45 tours 6618001 et album Flagrant délit |
| Flagrant délit | Philippe Labro                          | Gary Wright                                                               | 1971 | album Flagrant délit |
| Fils de personne (Fortunate Son)                                                                                   | Philippe Labro (adaptation)             | John Fogerty                                                              | 1971 | album Flagrant délit |
| Il faut boire à la source (Drink from the water)                                                                   | Philippe Labro (adaptation)             | Joey Cooper, John Gallie                                                  | 1971 | album Flagrant délit |
| Fille de la nuit (Delta lady)                                                                                      | Philippe Labro (adaptation)             | Léon Russel                                                               | 1971 | album Flagrant délit |
| Si tu pars la première                                                                                             | Philippe Labro                          | Gary Wright                                                               | 1971 | album Flagrant délit |
| L'autre moitié | Philippe Labro                          | Johnny Hallyday                                                           | 1971 | album Flagrant délit |
| La loi | Philippe Labro                          | Gary Wright                                                               | 1971 | album Flagrant délit |
| Tant qu'il y aura des trains                                                                                       | Philippe Labro                          | Johnny Hallyday                                                           | 1971 | album Flagrant délit |
| Waterloo (The Alamo)                                                                                               | Philippe Labro                          | Mick Jones - Tommy Brown                                                  | 1971 | Chanson issue des sessions d'enregistrements de l'album Flagrant délit, restée inédite jusqu'en février 2024 |
| Reste (Don't Leave Me)                                                                                             | Philippe Labro                          | Mick Jones - Tommy Brown - Hugh McCracken                                 | 1971 | Chanson issue des sessions d'enregistrements de l'album Flagrant délit, restée inédite jusqu'en février 2024, publiée à l'occasion d'une réédition du disque, |
| Voyez ce que je veux dire (Do You Know What I Mean)                                                                | Philippe Labro (adaptation)             | Lee Michaels                                                              | 1971 | album Live at the Palais des sports |
| Medley Rock And Roll : Jenny, Jenny Blue Suede Shoes Whole Lotta Shakin' Goin' On                                  |                                         | Enotris Johnson, Richard Penniman Carl Perkins Dave Williams, Sunny David | 1971 | album Live at the Palais des sports |
| Gentle Sarah (Oh ! Ma jolie Sarah en anglais)                                                                      |                                         | Mick Jones - Tommy Brown                                                  | 1971 | restée inédite jusqu'en 1993 |
| Les hommes rangés (avec Sacha Distel et Aldo Maccione)                                                             |                                         |                                                                           | 1971 | interprétée à la télévision dans le cadre de l'émission Sacha Show (sous le titre Des gars parfaits), cette chanson demeure inédite aux disques jusqu'en 2009. Coffret DVD Johnny Hallyday Anthologie volume 2 : les années 70/84                                                      |
| Loving You | Jerry Leiber et Mike Stoller            | Jerry Leiber et Mike Stoller                                              | 1971 | restée inédite jusqu'en 2009 / coffret DVD Johnny Hallyday Anthologie volume 2 : les années 70/84 |
| Dead Or Alive | Lonnie Donegan                          | Woody Guthrie                                                             | 1971 | restée inédite jusqu'en 2009 / coffret DVD Johnny Hallyday Anthologie volume 2 : les années 70/84 |
| (You'ain't) Home on the Range                                                                                      | Brewster M. Higley (en)                 | Daniel E. Kelley (en)                                                     | 1971 | restée inédite jusqu'en 2009 / coffret DVD Johnny Hallyday Anthologie volume 2 : les années 70/84 |
| Heartbreak Hotel (2e voix Carlos) (cette version blues de la chanson est interprétée sous le titre So Lonely Baby) | Tommy Durden (en), Mae Boren Axton (en) | Tommy Durden (en), Mae Boren Axton (en)                                   | 1971 | Ces quatre titres ont été interprétés à la télévision dans l'émission Bienvenue chez Guy Béart ; Johnny Hallyday s'accompagne seul à la guitare acoustique. Restées inédites aux disques jusqu'en 2009. Coffret DVD Johnny Hallyday Anthologie volume 2 : les années 70/84.            |
| Comme si je devais mourir demain                                                                                   | Jean-Pierre Lang                        | Patrick Lemaître                                                          | 1972 | 45 tours 6009215 et album Country, Folk, Rock |
| Hello US USA | Michel Mallory                          | Johnny Hallyday                                                           | 1972 | 45 tours 6009215 et album Country, Folk, Rock |
| Apprendre à vivre ensemble (Space Captain) en duo avec Nanette Workman                                             | Michel Mallory (adaptation)             | Matthew Moore                                                             | 1972 | 45 tours 6061300 (il s'agit d'un single de Nanette Workman, produit par Johnny Hallyday) |
| Rien n'vaut cett' fille là (She's my old lady)                                                                     | Ralph Bernet (adaptation)               | John Gallie, Joey Cooper                                                  | 1972 | 45 tours 6009236 et album Country, Folk, Rock |
| Toi, tu voles l'amour                                                                                              | Ralph Bernet                            | Gary Wright                                                               | 1972 | 45 tours 6009236 et album Country, Folk, Rock |
| Ma main au feu | Michel Mallory                          | Michel Mallory                                                            | 1972 | album Country, Folk, Rock |
| Joe, la ville et moi                                                                                               | Michel Mallory                          | Marc Benoît                                                               | 1972 | album Country, Folk, Rock |
| Mon amour à Marie                                                                                                  | Ralph Bernet                            | Mick Jones - Tommy Brown                                                  | 1972 | album Country, Folk, Rock |
| E dio crea la donna (Essayez en italien)                                                                           | P. Dossena (adaptation)                 | Mick Jones - Tommy Brown                                                  | 1972 | album Country, Folk, Rock et 45 tours 6009226 (uniquement en Italie) |
| Viens le soleil (Sunshine)                                                                                         | Ralph Bernet (adaptation)               | D. Preston, Cooper                                                        | 1972 | album Country, Folk, Rock |
| Sauvez-moi (Salvation)                                                                                             | Michel Mallory (adaptation)             | Craig Doerge, Judy Henske                                                 | 1972 | album Country, Folk, Rock |
| Tomber c'est facile (Ain't hard to stumble)                                                                        | Ralph Bernet (adaptation)               | D. Rivkine                                                                | 1972 | album Country, Folk, Rock |
| Comme un lion en hiver                                                                                             | Claude Moine                            | Pierre Papadiamandis                                                      | 1972 | album Country, Folk, Rock |
| L'aventure c'est l'aventure                                                                                        | Catherine Desage                        | Francis Lai                                                               | 1972 | album BOF L'aventure c'est l'aventure Une version remixée est sortie en 1987 sur le 33 tours Francis Lai Des hommes et des femmes, |
| Avant | Michel Mallory                          | Johnny Hallyday                                                           | 1972 | 45 tours 6009268 |
| Tu peux partir si tu le veux                                                                                       | Michel Mallory                          | Johnny Hallyday                                                           | 1972 | 45 tours 6009268 et album Insolitudes |
| Morir domani (Comme si je devais mourir demain en italien)                                                         | P. Dossena (adaptation)                 | Jean-Pierre Lang, Patrick Lemaître                                        | 1972 | 45 tours 6009226 (uniquement en Italie) |
| Easy, sois facile avec moi                                                                                         | Ralph Bernet                            | Johnny Hallyday, Tommy Brown                                              | 1972 | restée inédite jusqu'en 1993 |
| Un parmi les autres (One of the many)                                                                              | Michel Mallory (adaptation)             |                                                                           | 1972 | restée inédite jusqu'en 1993 |
| De la race humaine                                                                                                 | Ralph Bernet                            | Tommy Brown                                                               | 1972 | restée inédite jusqu'en 1993 |
| Tu vois ce que je veux dire (version studio de Voyez ce que je veux dire) (Do you know what i mean)                | Philippe Labro (adaptation)             | Lee Michaels                                                              | 1972 | restée inédite jusqu'en 2012 |
| L'ombre et la lumière (en duo avec Barbara)                                                                        | Roger Dumas                             | Jean-Jacques Debout                                                       | 1972 | resté inédit sur disque jusqu'en 2012 coffret 19 CD de Barbara : Une femme qui chante |
| Rien n'vaut cett' fille là (en duo avec Nanette Workman) (She's my old lady)                                       | Ralph Bernet (adaptation)               | John Gallie, Joey Cooper                                                  | 1972 | duo enregistré en concert en 1972 et resté inédit jusqu'en 2022 Johnny Circus été 1972 |
| Dead Or Alive | Lonnie Donegan                          | Woody Guthrie                                                             | 1972 | titre enregistré en concert en 1972 et resté inédit jusqu'en 2022 Johnny Circus été 1972 |
| Comme un corbeau blanc                                                                                             | Gilles Thibaut                          | Jean Renard                                                               | 1973 | 45 tours 6009334 et album Insolitudes |
| La Musique que j'aime                                                                                              | Michel Mallory                          | Johnny Hallyday                                                           | 1973 | 45 tours 6009334 et album Insolitudes |
| Le sorcier, le maudit                                                                                              | Michel Mallory                          | Angelo Finaldi, Richard Tate                                              | 1973 | album Insolitudes |
| La prison des orphelins (en duo avec Michel Mallory)                                                               | Michel Mallory                          | Johnny Hallyday                                                           | 1973 | album Insolitudes |
| Soupçons (Suspicious mind)                                                                                         | Michel Mallory (adaptation)             | M. James                                                                  | 1973 | album Insolitudes |
| Le Feu | Michel Mallory                          | Gary Wright                                                               | 1973 | album Insolitudes |
| La solitude | Michel Mallory                          | Spagnuolo, E Carillo                                                      | 1973 | album Insolitudes |
| Moraya | Michel Mallory                          | Gary Wright                                                               | 1973 | album Insolitudes |
| J'ai besoin d'un ami                                                                                               | Michel Mallory                          | Johnny Hallyday                                                           | 1973 | album Insolitudes |
| Le droit de vivre                                                                                                  | Michel Mallory                          | Johnny Hallyday                                                           | 1973 | album Insolitudes |
| Le soleil se lève à l'est                                                                                          | Claude Brulé                            | François de Roubaix                                                       | 1973 | BOF de la série télévisée Le soleil se lève à l'est |
| J'ai un problème (en duo avec Sylvie Vartan)                                                                       | Michel Mallory                          | Jean Renard                                                               | 1973 | 45 tours 6009384 et album (de Sylvie Vartan) J'ai un problème |
| Te tuer d'amour (en duo avec Sylvie Vartan)                                                                        | Michel Mallory                          | J. Ploquin                                                                | 1973 | 45 tours 6009384 et album (de Sylvie Vartan) J'ai un problème |
| Bye bye Baby (en duo avec Sylvie Vartan) Version longue                                                            | Michel Mallory                          | Eddie Vartan                                                              | 1973 | 45 tours PEP 9120 monoface entretien Sylvie Johnny + duo inédit restée inédite jusqu'en 2012 |
| Noël interdit | Michel Mallory                          | Johnny Hallyday                                                           | 1973 | 45 tours 6009419 |
| Fou d'amour | Michel Mallory                          | P. Porte                                                                  | 1973 | 45 tours 6009419 |
| Que je t'aime (en japonais)                                                                                        | K. Senke (adaptation)                   | Gilles Thibaut Jean Renard                                                | 1973 | 45 tours SFL 1788 (uniquement au Japon) |
| Vivre (Fever) (en duo avec Sylvie Vartan)                                                                          | ? (adaptation)                          | Eddie Cooley, Otis Blackwell                                              | 1973 | resté inédit jusqu'en 1995, ce duo (enregistré au cours d'une émission de télévision), parait à l'occasion de la sortie d'une intégrale CD de Sylvie Vartan (En 1973, le couple chante également Vivre en direct sur Europe 1 et sur scène à l'occasion de galas communs durant l'été) |
| Victoire je t'aime                                                                                                 | Yves Dessca                             | Éric Charden                                                              | 1973 | restée inédite jusqu'en 2017,. Chanson enregistrée à Londres en 1973 et diffusée sur Europe 1 le 20 août 1974 ; elle reste inédite au disque durant 44 ans. Victoire je t'aime sort en 45 tours, la même année par Richard Anthony.                                                    |
| Prends ma vie | Michel Mallory                          | Jean Renard                                                               | 1974 | 45 tours 6009478 album Je t'aime, je t'aime, je t'aime |
| Trop belle, trop jolie                                                                                             | Michel Mallory                          | Johnny Hallyday                                                           | 1974 | 45 tours 6009478 album Je t'aime, je t'aime, je t'aime |
| Je t'aime, je t'aime, je t'aime                                                                                    | Michel Mallory                          | Jean Renard                                                               | 1974 | 45 tours 6009510 et album Je t'aime, je t'aime, je t'aime |
| Danger d'amour | Michel Mallory                          | Johnny Hallyday                                                           | 1974 | 45 tours 6009510 et album Je t'aime, je t'aime, je t'aime |
| Mon amour perdu | Michel Mallory                          | Michel Mallory                                                            | 1974 | album Je t'aime, je t'aime, je t'aime |
| Hey Louisa | Michel Mallory                          | Gary Wright                                                               | 1974 | album Je t'aime, je t'aime, je t'aime |
| J'ai pleuré sur ma guitare (Loving Arms)                                                                           | Michel Mallory (adaptation)             | Tom Jans                                                                  | 1974 | album Je t'aime, je t'aime, je t'aime |
| Je construis des murs autour de mes rêves                                                                          | Michel Mallory                          | Johnny Hallyday                                                           | 1974 | album Je t'aime, je t'aime, je t'aime |
| Chanson pour Lily                                                                                                  | Michel Mallory                          | Michel Mallory                                                            | 1974 | album Je t'aime, je t'aime, je t'aime |
| Le rock'n'roll | Michel Mallory                          | Michel Mallory                                                            | 1974 | album Je t'aime, je t'aime, je t'aime |
| Johnny Rider | Michel Mallory                          | Sam Bernett, Jean-Marc Deuterre                                           | 1974 | 45 tours 6009545 et album Rock 'n' Slow |
| Le Bol d'Or | Michel Mallory                          | Johnny Hallyday                                                           | 1974 | 45 tours 6009545 |
| Toi et moi (en duo avec Sylvie Vartan)                                                                             | Long Chris                              | Johnny Hallyday                                                           | 1974 | album Show Sylvie Vartan |
| Rock'n'roll man | Michel Mallory                          | Tommy Brown                                                               | 1974 | album Rock 'n' Slow |
| (C'est une) honky tonk woman (Honky Tonk Women)                                                                    | Long Chris (adaptation)                 | Mick Jagger, Keith Richards                                               | 1974 | album Rock 'n' Slow |
| 17 ans | Michel Mallory                          | Michel Mallory                                                            | 1974 | album Rock 'n' Slow |
| Nadine (Nadine (Is It You?))                                                                                       | Long Chris (adaptation)                 | Chuck Berry                                                               | 1974 | album Rock 'n' Slow |
| Venez tous avec moi (C'mon Everybody)                                                                              | Long Chris (adaptation)                 | Eddie Cochran, Jerry Capehart                                             | 1974 | album Rock 'n' Slow |
| À propos de mon père                                                                                               | Michel Mallory                          | M. Benoît                                                                 | 1974 | album Rock 'n' Slow |
| À l’hôtel des cœurs brisés (Heartbreak Hotel)                                                                      | Long Chris (adaptation)                 | Tommy Durden (en), Mae Boren Axton (en)                                   | 1974 | album Rock 'n' Slow |
| Laisse moi le temps de t'aimer                                                                                     | Michel Mallory                          | J. Ploquin                                                                | 1974 | album Rock 'n' Slow |
| Ma panthère noire (Lady)                                                                                           | Philippe Labro (adaptation)             | T. Hiller, S. Sheridan, M. Lee                                            | 1974 | album Rock 'n' Slow |
| Voici le monde | Philippe Labro                          | Pierre Groscolas                                                          | 1974 | album Rock 'n' Slow |
| Interdit aux moins de 13 ans                                                                                       | Philippe Labro                          | Pierre Groscolas                                                          | 1974 | album Rock 'n' Slow |
| Wielleicht bist du für mich die grolb liebe (J'ai un problème en allemand) (avec Sylvie Vartan)                    | - (adaptation)                          | Michel Mallory, Jean Renard                                               | 1974 | 45 tours 6009413 (uniquement en Allemagne) |
| Les grands enfants                                                                                                 | Michel Mallory                          | Eddie Vartan                                                              | 1974 | restée inédite jusqu'en 1993 |
| J'ai pleuré sur ma guitare (en duo avec Michel Mallory) (Loving Arms)                                              | Michel Mallory (adaptation)             | Tom Jans                                                                  | 1974 | restée inédite jusqu'en 2009 Coffret DVD Anthologie volume 2 les années 70-84 Mercury Universal 531 626-1 Le duo Hallyday-Mallory est interprété et enregistré à l'occasion du concert de Johnny Hallyday au pénitencier de Bochuz en Suisse le 28 juin 1974,                          |
| Sables mouvants | Gilles Thibaut                          | Jean Renard                                                               | 1974 | restée inédite jusqu'en 2012 Coffret Universal Johnny History 37099955 CD 20 Inédis et réretés 1970-1979 3705392 |

##### 1975 - 1979
| Titre | Paroles                                | Musique | Date | Support |
| --- | -------------------------------------- | --- | ---- | --- |
| Hey ! Lovely Lady                                                                                          | Michel Mallory                         | Johnny Hallyday | 1975 | 45 tours 6009664 et album La Terre promise |
| La fille de l'été dernier (Summertime Blues)                                                               | Long Chris (adaptation)                | Eddie Cochran, J. Capehart | 1975 | 45 tours 6009664 album Rock à Memphis |
| Ma chérie, c'est moi (It'll Be Me)                                                                         | Michel Mallory (adaptation)            | Jack Clement | 1975 | album Rock à Memphis |
| 37e étage (Twenty Flight Rock)                                                                             | Long Chris (adaptation)                | Ned Fairchild (en), Eddie Cochran | 1975 | album Rock à Memphis |
| Dégage (Slow Down)                                                                                         | Long Chris (adaptation)                | Larry Williams | 1975 | album Rock à Memphis |
| Jeanie Jeanie et ta sœur (Jeannie Jeannie Jeannie (en))                                                    | Michel Mallory (adaptation)            | George Motola, Ricky Page | 1975 | album Rock à Memphis |
| Ma Mississipi Queen (Get Back Memphis)                                                                     | Michel Mallory (adaptation)            | Wayne Lamar Jackson, E. Wayne | 1975 | album Rock à Memphis |
| Tutti Frutti                                                                                               | -                                      | Richard Penniman, Dorothy LaBostrie, J. Lubin | 1975 | album Rock à Memphis |
| Memphis USA (Memphis, Tennessee)                                                                           | Michel Mallory (adaptation)            | Chuck Berry | 1975 | album Rock à Memphis |
| Oh Sally (Long Tall Sally)                                                                                 | Michel Mallory (adaptation)            | R. Blackwell, Johnson, R. Penniman | 1975 | album Rock à Memphis |
| Comme un fou (Stuck On You)                                                                                | Michel Mallory (adaptation)            | A. Schroccler, Mc Farland | 1975 | album Rock à Memphis |
| Qu'est-ce-que tu fais à l'école (High School Confidential)                                                 | Michel Mallory (adaptation)            | Q.L. Lewis, R. Hargarve | 1975 | album Rock à Memphis |
| Un garçon sur la route (Matchbox)                                                                          | Long Chris (adaptation)                | Carl Perkins | 1975 | album Rock à Memphis |
| Adieu Miss Molly (Good Golly, Miss Molly)                                                                  | Michel Mallory (adaptation)            | Robert Blackwell, John Marascalco | 1975 | album Rock à Memphis |
| La terre promise (Promised Land)                                                                           | Michel Mallory (adaptation)            | Chuck Berry | 1975 | 45 tours 6042042 et album La Terre promise |
| La première fois                                                                                           | Michel Mallory                         | Johnny Hallyday | 1975 | 45 tours 6042042 et album La Terre promise |
| L'histoire de Bobby Mc Gee (Me and Bobby McGee)                                                            | Michel Mallory (adaptation)            | Kris Kristofferson, F. Foster | 1975 | album La Terre promise |
| Je t'aime à l'infini                                                                                       | Michel Mallory                         | Johnny Hallyday | 1975 | album La Terre promise |
| C'est bon (Rave on)                                                                                        | Michel Mallory (adaptation)            | B. Tilgman, West, N. Pem | 1975 | album La Terre promise |
| Les larmes de Bélinda (Linda on my mind)                                                                   | Michel Mallory (adaptation)            | C.Twituy | 1975 | album La Terre promise |
| Quand je reviendrai (Got you on my mind)                                                                   | Michel Mallory (adaptation)            | J. Thomas, H. Biggs | 1975 | album La Terre promise |
| Tout ce que tu veux (Baby you got it)                                                                      | Michel Mallory (adaptation)            | B. Peters | 1975 | album La Terre promise |
| Reste avec moi cette nuit (Help Me Make It Through the Night)                                              | Long Chris (adaptation)                | Kris Kristofferson | 1975 | album La Terre promise |
| Promesses (Burning love)                                                                                   | Michel Mallory (adaptation)            | D. Linde | 1975 | album La Terre promise |
| La ruée vers l'or (You're the one)                                                                         | Michel Mallory (adaptation)            | R.E. Morrison | 1975 | album La Terre promise |
| Une fille sans importance (Here rame everybody's baby)                                                     | Michel Mallory (adaptation)            | R. Rachels | 1975 | album La Terre promise |
| Hey lovely lady (en anglais)                                                                               | ? (adaptation)                         | Michel Mallory, Johnny Hallyday | 1975 | 45 tours Philips 6009680 |
| Mister Lonely (Quand reviens la nuit en anglais)                                                           | Bobby Vinton                           | Gene Allan | 1975 | 45 tours Philips 6009680 (uniquement en Espagne) |
| Il moi problema (J'ai un problème en italien) (avec Sylvie Vartan)                                         |                                        | Michel Mallory, Jean Renard | 1975 | 45 tours 6009650 |
| Voglio tutto di te (Te tuer d'amour en italien) (avec Sylvie Vartan)                                       |                                        | Michel Mallory, J. Ploquin | 1975 | 45 tours 6009650 |
| Train sans espoir (Mystery Train)                                                                          | Michel Mallory (adaptation)            | J. Parker | 1975 | restée inédite jusqu'en 1993 |
| Une nuit sans toi (One Night Whith You)                                                                    | Michel Mallory (adaptation)            | Dave Bartholomew, Pearl King | 1975 | restée inédite jusqu'en 1993 Le titre a été enregistré par Guy Bonnardot en 1976 |
| Il faudra plus de temps que m'en donnera ma vie (Lovin' her was easier (than anything i'll ever do again)) | Michel Mallory (adaptation)            | Kris Kristofferson | 1975 | restée inédite jusqu'en 2012 |
| Je suis là (I can help)                                                                                    | - (adaptation)                         | Billy Swan | 1975 | restée inédite jusqu'en 2012 |
| Suzy dit                                                                                                   | -                                      | - | 1975 | restée inédite jusqu'en 2012 |
| Requiem pour un fou                                                                                        | Gilles Thibaut                         | Gérard Layani | 1976 | 45 tours 6042122 et album Derrière l'amour L'édition spéciale des quarante ans de l'album Derrière l'amour (en 2016), propose en titre bonus une version alternative de Requiem pour un fou |
| Les Chiens de paille                                                                                       | Gilles Thibaut                         | Gérard Layani | 1976 | 45 tours 6042122 et album Derrière l'amour |
| Derrière l'amour                                                                                           | Pierre Delanoë                         | Toto Cutugno | 1976 | 45 tours 6042160 et album Derrière l'amour |
| Joue pas de rock'n'roll pour moi (Don't Play Your Rock'n'Roll To Me)                                       | Long Chris (adaptation)                | N. Chinn, M. Chapman | 1976 | 45 tours 6042160 et album Derrière l'amour |
| Le jour J, l'heure H                                                                                       | R. Maitre, Ralph Bernet                | Jacques Revaux | 1976 | album Derrière l'amour |
| Rendez-vous en enfer                                                                                       | Michel Mallory                         | Gérard Layani | 1976 | album Derrière l'amour |
| Merci (Tender Memory)                                                                                      | Gilles Thibaut (adaptation)            | Will Jennings, Tom Jans (en) | 1976 | album Derrière l'amour |
| Gabrielle (The King Is Dead)                                                                               | Long Chris, Patrick Larue              | Tony Cole (musician) (en) | 1976 | album Derrière l'amour |
| Le ghetto                                                                                                  | Ralph Bernet                           | Jacques Revaux | 1976 | album Derrière l'amour |
| L'étranger (The ramblin' man)                                                                              | Long Chris                             | R. Pennington | 1976 | album Derrière l'amour |
| Né pour vivre sans amour                                                                                   | Johnny Hallyday, Michel Mallory        | Johnny Hallyday, Michel Mallory | 1976 | album Derrière l'amour |
| Le vieux roi est mort                                                                                      | Gilles Thibaut                         | Pierre Groscolas | 1976 | album Hamlet (Nota : Seuls les titres interprétés par J. Hallyday sont ici mentionnés ; l'album comprend également plusieurs titres interprétés par les chœurs.) |
| Le spectre du roi                                                                                          | Gilles Thibaut                         | Pierre Groscolas | 1976 | album Hamlet |
| L'orgie | Gilles Thibaut                         | Pierre Groscolas | 1976 | album Hamlet |
| Prière du spectre à Hamlet                                                                                 | Gilles Thibaut                         | Pierre Groscolas | 1976 | album Hamlet |
| J'effacerai de ma mémoire                                                                                  | Gilles Thibaut                         | Pierre Groscolas | 1976 | album Hamlet |
| Je suis fou                                                                                                | Gilles Thibaut                         | Pierre Groscolas | 1976 | album Hamlet |
| Ophélie, oh folie                                                                                          | Gilles Thibaut                         | Pierre Groscolas | 1976 | album Hamlet |
| L'asticot roi                                                                                              | Gilles Thibaut                         | Pierre Groscolas | 1976 | album Hamlet |
| Je lis | Gilles Thibaut                         | Pierre Groscolas | 1976 | album Hamlet |
| Doute | Gilles Thibaut                         | Pierre Groscolas | 1976 | album Hamlet |
| To be or not to be                                                                                         | Gilles Thibaut                         | Pierre Groscolas | 1976 | album Hamlet |
| Tue-le | Gilles Thibaut                         | Pierre Groscolas | 1976 | album Hamlet |
| Pour l'amour                                                                                               | Gilles Thibaut                         | Pierre Groscolas | 1976 | album Hamlet |
| Le cimetière                                                                                               | Gilles Thibaut                         | Pierre Groscolas | 1976 | album Hamlet |
| La mort d'Ophélie                                                                                          | Gilles Thibaut                         | Pierre Groscolas | 1976 | album Hamlet |
| Je l'aimais - Il est fou                                                                                   | Gilles Thibaut                         | Pierre Groscolas | 1976 | album Hamlet |
| Le duel | Gilles Thibaut                         | Pierre Groscolas | 1976 | album Hamlet |
| La mort d'Hamlet                                                                                           | Gilles Thibaut                         | Pierre Groscolas | 1976 | album Hamlet |
| Requiem (Requiem pour un fou en italien)                                                                   | Vito Pallavicini (adaptation)          | Gilles Thibaut, Gérard Layani | 1976 | album In italiano |
| Hey lovely lady (en italien)                                                                               | Morelli (adaptation)                   | Michel Mallory, Johnny Hallyday | 1976 | album In italiano |
| E tu sei tu (Struck on you - Comme un fou en italien)                                                      | Bruno Lauzi (adaptation)               | J. Schroeder, J.L. Mc Farland | 1976 | album In italiano |
| Ho bisogno (J'ai besoin d'un ami en italien)                                                               | Seymandi (adaptation)                  | Michel Mallory, Johnny Hallyday | 1976 | album In italiano |
| Prendimi (Prends ma vie, en italien)                                                                       | Minellono (adaptation)                 | Michel Mallory, Jean Renard | 1976 | album In italiano |
| Je suis nu je suis mort                                                                                    | Serge Lama                             | Alice Dona | 1976 | restée inédite jusqu'en 2012, la chanson parait pour la première fois dans un coffret de 23 CD Johnny History En 2016, à l'occasion de la réédition de l'album Derrière l'amour (pour le 40e anniversaire de sa sortie), la chanson est présente en titre bonus et diffusée ici dans une version « prise complète » (plus longue 3 min 36 s contre 3 min 08 s) |
| Le Cœur en deux (4 min 52 s) (version longue : 5 min 30 s)                                                 | Pierre Billon                          | Jacques Revaux | 1977 | 45 tours 6042290 uniquement en musicassette à l'époque et depuis album C'est la vie édition CD en 2000 |
| Il neige sur Nashville                                                                                     | Long Chris                             | Franck Langolff | 1977 | 45 tours 6042290 |
| Tant pis c'est la vie (c'est la vie)                                                                       | Georges Aber                           | Greg Lake, Peter Sinfield | 1977 | album C'est la vie |
| C'est pas comme ça que tu l'oublieras                                                                      | Gilles Thibaut                         | Jacques Revaux | 1977 | album C'est la vie |
| Vivre | Daniel Seff                            | Richard Seff | 1977 | album C'est la vie |
| La croisière des souvenirs (Sea Cruise)                                                                    | Long Chris, Pierre Billon (adaptation) | Huey "Piano" Smith | 1977 | album C'est la vie |
| Un homme comme les autres                                                                                  | Pierre Delanoë                         | Pietro Felisatti | 1977 | album C'est la vie |
| Au secours                                                                                                 | Michel Mallory, Pierre Billon          | Tommy Brown | 1977 | album C'est la vie |
| J'ai oublié de vivre                                                                                       | Pierre Billon                          | Jacques Revaux | 1977 | album C'est la vie |
| Les filles du paradis                                                                                      | Patrick Larue                          | René Pratx | 1977 | album C'est la vie |
| Je suis vraiment très bien                                                                                 | Long Chris                             | Tommy Brown | 1977 | album C'est la vie |
| Le rock'n'roll est né                                                                                      | Long Chris                             | Érick Bamy | 1977 | album C'est la vie |
| Elle m'oublie                                                                                              | Didier Barbelivien                     | Didier Barbelivien | 1978 | 45 tours 6172158 et album Solitudes à deux |
| La première pierre                                                                                         | Michel Mallory                         | Tim hinkley | 1978 | 45 tours 6172158 et album Solitudes à deux |
| Salut Charlie                                                                                              | Michel Mallory                         | Johnny Hallyday, Michel Mallory | 1978 | album Solitudes à deux |
| La fille du square                                                                                         | Pascal Lefèbvre                        | Franck Langolff | 1978 | album Solitudes à deux |
| Cet homme que voilà                                                                                        | Pierre Delanoë                         | Cassella, Luberti, Richard Cocciante | 1978 | album Solitudes à deux |
| Revoilà ma solitude (Sweet music man)                                                                      | Michel Mallory (adaptation)            | Kenny Rogers | 1978 | album Solitudes à deux |
| Va te cacher                                                                                               | Michel Mallory                         | Érick Bamy | 1978 | album Solitudes à deux |
| Lolita | Michel Mallory                         | Kim Morrison | 1978 | album Solitudes à deux |
| Un coup pour rien                                                                                          | Michel Mallory                         | Érick Bamy | 1978 | album Solitudes à deux |
| Le pétrole                                                                                                 | Michel Mallory                         | Michel Mallory | 1978 | album Solitudes à deux |
| Je vous la donne                                                                                           | Michel Mallory                         | John Goodison, Phil Wainman | 1978 | album Solitudes à deux |
| Le Bon Temps du rock and roll (Old Time Rock and Roll)                                                     | Michel Mallory (adaptation)            | George Jackson, Thomas E. Jones III | 1979 | album Hollywood |
| Tout m'enchaîne (Cryin'shame)                                                                              | Michel Mallory (adaptation)            | S. Beckmeier, S. Berlin | 1979 | album Hollywood |
| Tu n'es pas la seule fille au monde (You are only one i ever needer)                                       | Michel Mallory (adaptation)            | R. Patton | 1979 | album Hollywood |
| Le cœur comme une montagne (Isn't It Time (The Babys song) (en))                                           | Michel Mallory (adaptation)            | Ray Kennedy, Jack Conrad | 1979 | album Hollywood |
| Ce que tu as fait de moi                                                                                   | Michel Mallory                         | Eddie Vartan, Michel Mallory | 1979 | album Hollywood |
| Fais ce que je dis (pas ce que je fais)                                                                    | Michel Mallory                         | Frankie Miller (en) | 1979 | album Hollywood |
| Dommage (I need you so blady)                                                                              | Michel Mallory (adaptation)            | S. Beckmeier, F. Beckmeier | 1979 | album Hollywood |
| Comme un voleur (You're gonna get what's coming)                                                           | Michel Mallory (adaptation)            | Robert Palmer | 1979 | album Hollywood |
| Du même côté de la rivière                                                                                 | Didier Barbelivien                     | Didier Barbelivien | 1979 | album Hollywood |
| T'as le bonjour de l'amour (You Can Get It If You Really Want (en))                                        | Michel Mallory (adaptation)            | Jimmy Cliff | 1979 | album Hollywood |
| Qu'est-ce que tu croyais (Rock'n'roll dancing)                                                             | Georges Terme                          | S. Beckmeier, F. Beckmeier | 1979 | 45 tours 6172254 |
| C'est mieux ainsi                                                                                          | Pascal Lefebvre                        | Franck Langolff | 1979 | 45 tours 6172254 |
| Toujours là                                                                                                | J. Denjean                             | Franck Langolff | 1979 | 45 tours 6172280 |
| La fin du voyage                                                                                           | Pierre Billon                          | Jean Renard | 1979 | 45 tours 6172280 |
| L'ange aux yeux de lasers                                                                                  | Gilles Thibaut                         | Jean Renard | 1979 | album Pavillon de Paris : Porte de Pantin |
| Comme le soleil                                                                                            | Didier Barbelivien                     | Jean Renard | 1979 | album Pavillon de Paris : Porte de Pantin et 45 tours 6172300 (version live, 1980) |
| Moi je t'aime                                                                                              | Gilles Thibaut                         | Jean Renard | 1979 | album Pavillon de Paris : Porte de Pantin |
| Ma gueule                                                                                                  | Gilles Thibaut                         | Pierre Naçabal (compositeur crédité sur les disques / À la suite d'une action en justice pour plagiat Philippe Bretonnière est désormais crédité compositeur du titre depuis le début des années 2000 / voir pour plus de détails) | 1979 | album Pavillon de Paris : Porte de Pantin, (version live) et 45 tours 6172300 (version studio, 1980) |
| Elle est vraiment dingue                                                                                   | Michel Mallory                         | Eddie Vartan | 1979 | issue des sessions d'enregistrement de l'album Hollywood, ce titre est resté inédit jusqu'en 2014, |

#### Les années 1980
| Titre                                                                                             | Paroles                                      | Musique                                                    | Date | Support |
| ------------------------------------------------------------------------------------------------- | -------------------------------------------- | ---------------------------------------------------------- | ---- | --- |
| À partir de maintenant                                                                            | Michel Mallory                               | Michel Mallory                                             | 1980 | 45 tours 6010216 et album À partir de maintenant |
| Qu'est-ce qu'elle fait                                                                            | Michel Mallory                               | Franck Langolff                                            | 1980 | 45 tours 6010216 et album À partir de maintenant |
| À double tour (Drift away)                                                                        | Georges Terme (adaptation)                   | Mentor Williams                                            | 1980 | album À partir de maintenant |
| Le chanteur sans amour                                                                            | Michel Mallory                               | Johnny Hallyday                                            | 1980 | album À partir de maintenant |
| Je ne suis pas un héros                                                                           | Daniel Balavoine                             | Daniel Balavoine                                           | 1980 | album À partir de maintenant |
| La seule fille que j'aime (You are the girl I love)                                               | Michel Mallory (adaptation)                  | Steve Goodman                                              | 1980 | album À partir de maintenant |
| Un diable entouré d'anges (Una serata corne tante)                                                | Georges Terme                                | Cristiano Minellono, Toto Cutugno                          | 1980 | album À partir de maintenant |
| La Poupée qui fait non                                                                            | Frank Gérald                                 | Michel Polnareff                                           | 1980 | album À partir de maintenant |
| Perdu dans le nombre (Feel like a number)                                                         | Long Chris (adaptation)                      | Bob Seger                                                  | 1980 | album À partir de maintenant |
| La fille de l'hiver                                                                               | Michel Mallory                               | Johnny Hallyday                                            | 1980 | album À partir de maintenant |
| Chez madame Lolita                                                                                | Gilles Thibaut                               | Gérard Layani                                              | 1980 | 45 tours 6010298 et album En pièces détachées (1981) |
| Guerre (Red)                                                                                      | Michel Mallory (adaptation)                  | John S. Carter (en), Sammy Hagar                           | 1980 | 45 tours 6010298 et album En pièces détachées (1981) |
| Avec le temps                                                                                     | Léo Ferré                                    | Léo Ferré                                                  | 1980 | restée inédite jusqu'en 2011 (compilation Johnny Hallyday - 50 ans / 50 standards) |
| Deux étrangers (Brave strangers)                                                                  | Michel Mallory (adaptation)                  | Bob Seger                                                  | 1981 | album En pièces détachées |
| Je peux te faire l'amour                                                                          | Michel Mallory                               | Serge Haouzi                                               | 1981 | album En pièces détachées |
| Lady Divine                                                                                       | Michel Mallory                               | Johnny Hallyday                                            | 1981 | album En pièces détachées et album Live (paroles légèrement différentes) |
| Excusez-moi de chanter encore du rock and roll                                                    | Michel Mallory                               | Mort Shuman                                                | 1981 | album En pièces détachées |
| Monsieur Paul                                                                                     | Didier Barbelivien                           | Pierre Naçabal                                             | 1981 | album En pièces détachées |
| La nuit crie au secours (Everytime I think of you)                                                | Georges Terme (adaptation)                   | Ray Kennedy, Jack Conrad                                   | 1981 | album En pièces détachées |
| Cette fille là                                                                                    | Michel Mallory                               | Michel Mallory, Johnny Hallyday                            | 1981 | album En pièces détachées |
| Le blues, ma guitare et moi                                                                       | Michel Mallory                               | Mort Shuman                                                | 1981 | album En pièces détachées |
| Je t'ai aimé                                                                                      | Michel Mallory                               | Michel Mallory                                             | 1981 | 45 tours 6010389 et album Pas facile |
| Le cœur fermé                                                                                     | Michel Mallory                               | Mort Shuman                                                | 1981 | 45 tours 6010389 |
| C'est pas facile (Yesterday Dreams)                                                               | Michel Mallory (adaptation)                  | Brian Cadd                                                 | 1981 | album Pas facile |
| II ne faut pas me ressembler                                                                      | Michel Mallory                               | Mort Shuman                                                | 1981 | album Pas facile |
| Bats-toi pour l'amour (Fight for love)                                                            | Michel Mallory (adaptation)                  | P. Roberts                                                 | 1981 | album Pas facile |
| Comme une femme                                                                                   | Michel Mallory                               | Mort Shuman                                                | 1981 | album Pas facile |
| Le rock'n'roll c'est comme ça (Ain't much fun)                                                    | Michel Mallory (adaptation)                  | Brian Hodgson, Ray Peters                                  | 1981 | album Pas facile |
| J'en ai marre                                                                                     | Michel Mallory                               | Érick Bamy                                                 | 1981 | album Pas facile |
| Il n'y a plus de géant à l'est d'Eden                                                             | Michel Mallory                               | Michel Mallory                                             | 1981 | album Pas facile |
| Toujours le même (Still The Same (en))                                                            | Michel Mallory (adaptation)                  | Bob Seger                                                  | 1981 | album Pas facile |
| Je ne pourrai jamais l'oublier (Why is that girl give me fever)                                   | Michel Mallory (adaptation)                  | Glen Ballard                                               | 1981 | album Pas facile |
| La ville (Street sense)                                                                           | Long Chris (adaptation)                      | Richard Supa (en)                                          | 1981 | album Pas facile |
| On A Night Like This (duo avec Vicky Leandros)                                                    | D. Richards                                  | D. Richards                                                | 1981 | album Love is Alive de Vicky Leandros |
| Brave Strangers (Deux étrangers en anglais)                                                       | Bob Seger                                    | Bob Seger                                                  | 1981 | Coffret intégrale CD Collection Johnny Hallyday Phonogram 514 122-2, chanson restée inédite jusqu'en 1993 |
| How Wrong Can You Be                                                                              | -                                            | -                                                          | 1981 | Coffret intégrale CD Collection Johnny Hallyday Phonogram 514 122-2, chanson restée inédite jusqu'en 1993 |
| Trouble Boys                                                                                      | -                                            | -                                                          | 1981 | Coffret intégrale CD Collection Johnny Hallyday Phonogram 514 122-2, chanson restée inédite jusqu'en 1993 |
| Ain't Much Fun (Le rock'n'roll c'est comme ça en anglais)                                         | B. Hadgson                                   | R. Peters                                                  | 1981 | Coffret intégrale CD Collection Johnny Hallyday Phonogram 514 122-2, chanson restée inédite jusqu'en 1993 |
| La ballade de Johnny (chanson publicitaire pour Continental Edison)                               | Ouazana – Burah                              | Jean-Pierre Decerf                                         | 1981 | 45 tours hors commerce Edison PMT 5082 -5083 |
| Rock'n'roll party (chanson publicitaire pour Continental Edison)                                  | Ouazana – Burah                              | Jean-Pierre Decerf                                         | 1981 | 45 tours hors commerce Edison PMT 5082 -5083 |
| Black es noir (Black is black) (Noir c'est noir en espagnol)                                      | C. Toros (adaptation)                        | H. Wadey, A. Hayes, Grainger                               | 1982 | album Black es noir |
| Avé Maria                                                                                         | C. Toros (adaptation)                        | Franz Schubert                                             | 1982 | album Black es noir |
| Destra del amor (Derrière l'amour en espagnol)                                                    | C. Toros (adaptation)                        | Pallavicini, Toto Cutugno                                  | 1982 | album Black es noir |
| Gabriela (Gabrielle en espagnol)                                                                  | C. Toros (adaptation)                        | Tommy Cole                                                 | 1982 | album Black es noir |
| Requiem por un loco (Requiem pour un fou en espagnol)                                             | C. Toros (adaptation)                        | Gilles Thibaut, Gérard Layani                              | 1982 | album Black es noir |
| Me olvide de vivir (J'ai oublié de vivre en espagnol)                                             | Julio Iglesias (adaptation)                  | Pierre Billon, Jacques Revaux                              | 1982 | album Black es noir |
| El penal (Le Pénitencier en espagnol)                                                             | C. Toros (adaptation)                        | Alan Price                                                 | 1982 | album Black es noir |
| Te sigo fiel (Je suis le même en espagnol)                                                        | C. Toros (adaptation)                        | Bob Seger                                                  | 1982 | album Black es noir |
| Toda la musica que amo (La Musique que j'aime en espagnol)                                        | C. Toros (adaptation)                        | Michel Mallory, Johnny Hallyday                            | 1982 | album Black es noir |
| Yo te amo (Que je t'aime en espagnol)                                                             | C. Toros (adaptation)                        | Gilles Thibaut, Jean Renard                                | 1982 | album Black es noir |
| Noir c'est noir (version 82) (Black Is Black)                                                     | Georges Aber (adaptation)                    | H. Wadey, T. Hayes, Graiger                                | 1982 | 45 tours 6010470 |
| La Musique que j'aime (version 82)                                                                | Michel Mallory                               | Johnny Hallyday                                            | 1982 | 45 tours 6010470 |
| Le Pénitencier (version 82) (The House of the Rising Sun)                                         | Vline Buggy, Hugues Aufray (adaptation)      | Alan Price                                                 | 1982 | 45 tours 6010471 |
| Que je t'aime (version 82)                                                                        | Gilles Thibaut                               | Jean Renard                                                | 1982 | 45 tours 6010471 |
| La caisse                                                                                         | Pierre Billon                                | Pierre Billon, Bruno Victoire, Johnny Hallyday             | 1982 | album Quelque part un aigle |
| Sage pour vous                                                                                    | Pierre Billon                                | Pierre Billon, Bruno Victoire, Johnny Hallyday             | 1982 | album Quelque part un aigle |
| On va vous en donner du rock                                                                      | Boris Bergman                                | Bruno Victoire, Johnny Hallyday                            | 1982 | album Quelque part un aigle |
| Mercredi matin                                                                                    | Pierre Billon                                | Mort Shuman, Johnny Hallyday                               | 1982 | album Quelque part un aigle |
| L'hosto                                                                                           | Pierre Billon                                | Bruno Victoire, Johnny Hallyday                            | 1982 | album Quelque part un aigle |
| Mon Amérique à moi                                                                                | Philippe Labro                               | Éric Bouad, Johnny Hallyday                                | 1982 | album Quelque part un aigle |
| Montpellier                                                                                       | Claude Lemesle, Pierre Billon                | Bruno Victoire, Johnny Hallyday                            | 1982 | album Quelque part un aigle |
| Cure de blues                                                                                     | Michel Mallory                               | Michel Mallory, Johnny Hallyday                            | 1982 | album Quelque part un aigle |
| Décalage horaire                                                                                  | Michel Mallory, Pierre Billon                | Bruno Victoire, Pierre Billon, Johnny Hallyday             | 1982 | album Quelque part un aigle |
| T'aimer follement (Makin' Love)                                                                   | André Salvet, Jacques Plait (adaptation)     | Floyd Robinson                                             | 1982 | album Version 82 |
| J'étais fou                                                                                       | Jil et Jan                                   | Johnny Hallyday                                            | 1982 | album Version 82 |
| Oh oh baby                                                                                        | Jil et Jan                                   | Johnny Hallyday                                            | 1982 | album Version 82 |
| Laisse les filles                                                                                 | Jil et Jan                                   | Johnny Hallyday                                            | 1982 | album Version 82 |
| Pourquoi cet amour                                                                                | Jil et Jan                                   | Johnny Hallyday                                            | 1982 | album Version 82 |
| J'suis mordu (I got stung)                                                                        | Daniel White (adaptation)                    | Aaron Schroeder, David Hill                                | 1982 | album Version 82 |
| Souvenirs, souvenirs (Souvenirs)                                                                  | Fernand Bonifay (adaptation)                 | Cy Coben                                                   | 1982 | album Version 82 |
| Je cherche une fille                                                                              | Jil et Jan                                   | Johnny Hallyday                                            | 1982 | album Version 82 |
| Itsy bitsy petit bikini (Itsy Bitsy Teenie Weenie Yellow Polkadot Bikini)                         | André Salvet, Lucien Morisse (adaptation)    | J. Vance, L. Pockriss                                      | 1982 | album Version 82 |
| Le plus beau des jeux                                                                             | Jil et Jan (adaptation)                      | Mauro Coppo, Gino Prandi                                   | 1982 | album Version 82 |
| Depuis qu'ma môme                                                                                 | Jil et Jan                                   | Johnny Hallyday                                            | 1982 | album Version 82 |
| Je veux me promener (I want to walk you home)                                                     | Jil et Jan (adaptation)                      | Fats Domino                                                | 1982 | album Version 82 |
| Kili watch (Kili watch)                                                                           | Jil et Jan (adaptation)                      | Gus Dersé                                                  | 1982 | album Version 82 |
| Ce s'rait bien (Sweet nothings)                                                                   | G. Berner, R. Berthier                       | Ronnie Self                                                | 1982 | album Version 82 |
| Le petit clown de ton cœur (Cathy's clown)                                                        | Georges Aber, Pierre Delanoë (adaptation)    | Phil & Don Everly                                          | 1982 | album Version 82 |
| Oui j'ai                                                                                          | Jil et Jan                                   | Johnny Hallyday                                            | 1982 | album Version 82 |
| Bien trop timide                                                                                  | Jil et Jan                                   | Johnny Hallyday                                            | 1982 | album Version 82 |
| Oui mon cher (I want that)                                                                        | G. Kelly (adaptation)                        | Ben Weisman, E. Lewis                                      | 1982 | album Version 82 |
| Nous les gars, nous les filles (Boys and girls)                                                   | J. Grelbin (adaptation)                      | Cy Cohen                                                   | 1982 | album Version 82 |
| Tu m'plais                                                                                        | Jil et Jan                                   | Johnny Hallyday                                            | 1982 | album Version 82 |
| Tu parles trop (You talk too much)                                                                | Georges Aber (adaptation)                    | René Hall - Joe Jones                                      | 1982 | album Version 82 |
| Une boum chez John                                                                                | G. Vesta                                     | A. Borly                                                   | 1982 | album Version 82 |
| Mon septième ciel (Seven steps to love)                                                           | Jil et Jan (adaptation)                      | L. Diwon - S. Wiener                                       | 1982 | album Version 82 |
| C'est pas méchant                                                                                 | Jil et Jan                                   | Johnny Hallyday                                            | 1982 | album Version 82 |
| 24000 baisers (24.000 baci)                                                                       | Fernand Bonifay (adaptation)                 | Fulci, Vivarelli, Adriano Celentano                        | 1982 | album Version 82 |
| Sentimental (Baby I Don't Care (en))                                                              | Michel Emer (adaptation)                     | Jerry Leiber & Mike Stoller                                | 1982 | album Version 82 |
| Ton fétiche d'amour                                                                               | Jil et Jan                                   | Johnny Hallyday                                            | 1982 | album Version 82 |
| Tu es là                                                                                          | Fernand Bonifay                              | J. Budes, S. Plegat                                        | 1982 | album Version 82 |
| Tutti Frutti                                                                                      |                                              | Penniman, La Bostrie, Lubin                                | 1982 | album Version 82 |
| À New-Orleans (New-Orleans)                                                                       | Jil et Jan (adaptation)                      | Franck Guida, Joe Royster                                  | 1982 | album Version 82 |
| Not get out (Laisse les filles en anglais)                                                        |                                              | Jil et Jan, Johnny Hallyday                                | 1982 | album Version 82 |
| Mon vieux copain                                                                                  | Jil et Jan                                   | Johnny Hallyday                                            | 1982 | album Version 82 |
| Si tu restes avec moi                                                                             | Jil et Jan                                   | Johnny Hallyday                                            | 1982 | album Version 82 |
| Hey Pony (Pony Time)                                                                              | Hubert Ithier (adaptation)                   | Don Covay, John Berry                                      | 1982 | album Version 82 |
| Solo una preghiera (Avé Maria)                                                                    | D.A. Ciotti (adaptation)                     | Franz Schubert                                             | 1982 | 45 tours 6010575 et 45 tours (uniquement en Italie) |
| Non si vive cosi (J'ai oublié de vivre en italien)                                                | G. Belfiore (adaptation)                     | Pierre Billon, Jacques Revaux                              | 1982 | 45 tours (uniquement en Italie) |
| Le survivant (You oughta know by now)                                                             | Long Chris (adaptation)                      | Jack Conrad, Ray Kennedy, David Foster                     | 1982 | album La peur |
| La peur                                                                                           | Pierre Billon                                | Jean Renard                                                | 1982 | album La peur |
| Veau d'or vaudou                                                                                  | Daniel Boublil, Alain Boublil                | Bruno Victoire                                             | 1982 | album La peur |
| Je n'en suis plus capable                                                                         | Patrick Larue                                | Jean-Pierre Goussaud                                       | 1982 | album La peur |
| Cartes postales d'Alabama (Sweet Home Alabama)                                                    | Claude Moine (adaptation)                    | Ronnie Van Zant, Ed King, Garry Rossington                 | 1982 | album La peur |
| Je suis victime de l'amour (Victim of romance)                                                    | Georges Aber (adaptation)                    | Moon Martin                                                | 1982 | album La peur |
| Sans profession                                                                                   | Patrick Larue, Pierre Billon                 | Bruno Victoire                                             | 1982 | album La peur |
| Il nous faudra parler d'amour un jour                                                             | Bob Decout                                   | Bruno Victoire                                             | 1982 | album La peur |
| Oublier                                                                                           | Bob Decout                                   | Bruno Victoire                                             | 1982 | album La peur |
| Faire face                                                                                        | Gil de Loonois                               | Pierre Naçabal                                             | 1982 | album La peur |
| Ma voix de révolté                                                                                | Georges Aber                                 | Pierre Naçabal, Noël Colleau                               | 1982 | album La peur |
| Fantasmes                                                                                         | Pierre Billon                                | Jean Renard                                                | 1982 | album Palais des sports 82 |
| Le grand banquet                                                                                  | Pierre Billon, Patrick Larue                 | Jean Renard                                                | 1982 | album Palais des sports 82 |
| Je n'oublierai jamais                                                                             | Nicolas Peyrac                               | Nicolas Peyrac                                             | 1982 | album Palais des sports 82 (en 2012 sort la version studio restée inédite durant 30 ans) |
| Cartes postales d'Alabama (avec Eddy Mitchell) (Sweet Home Alabama)                               | Claude Moine (adaptation)                    | Ronnie Van Zant, Ed King - Gary Rossington                 | 1982 | Coffret Eddy Mitchell Sessions, CD no 23 Et maintenant quelque chose de différent (inédit au disque jusqu'en 1994) |
| J'ai épousé une ombre                                                                             | Jean-Loup Dabadie                            | Philippe Sarde                                             | 1983 | 45 tours 811333-7 |
| Pour ceux qui s'aiment                                                                            | Bob Decout                                   | Johnny Hallyday                                            | 1983 | 45 tours 812860-7 et album Entre violence et violon |
| Signes extérieurs de richesse                                                                     | Johnny Hallyday, Claude Lemesle              | Éric Bouad, Pierre Billon                                  | 1983 | 45 tours 812860-7 album Entre violence et violon 45 tours 814 896-7 BO du film Signes extérieurs de richesse |
| Entre violence et violon                                                                          | Claude Lemesle, Pierre Billon                | Érick Bamy, Éric Bouad                                     | 1983 | album Entre violence et violon |
| (T'as mis) les scellés sur ma vie                                                                 | Pierre Billon                                | Érick Bamy                                                 | 1983 | album Entre violence et violon |
| Laisse-moi une chance                                                                             | Bill Deraime                                 | Bill Deraime                                               | 1983 | album Entre violence et violon |
| Marie, Marie                                                                                      | Claude Lemesle, Pierre Billon                | Johnny Hallyday, Éric Bouad                                | 1983 | album Entre violence et violon |
| L'amour violent (The Magnificently Mad)                                                           | Georges Aber                                 | Tony Cole (en)                                             | 1983 | album Entre violence et violon |
| Quand un homme devient fou                                                                        | Claude Lemesle                               | Mort Shuman, Johnny Hallyday                               | 1983 | album Entre violence et violon |
| Mes seize ans                                                                                     | Claude Moine                                 | Pierre Papadiamandis                                       | 1983 | album Entre violence et violon |
| La fille d'en face                                                                                | Bernard Lavilliers                           | François Bréant                                            | 1983 | album Entre violence et violon |
| When you turn out the light (Quand un homme devient fou en anglais)                               | E.A. Russel, Stephen Stapley (adaptation)    | Mort Shuman, Johnny Hallyday                               | 1983 | 45 tours BO du film Signes extérieurs de richesse et album En V.O. (1984) |
| Je te ferai danser                                                                                | Johnny Hallyday, Claude Lemesle (adaptation) | K. Sykes                                                   | 1983 | resté inédit jusqu'en 1993 |
| Un jour en haut                                                                                   | Georges Aber                                 | Érick Bamy, Cyril Assous                                   | 1983 | resté inédit jusqu'en 1993 |
| Chérie fais moi du chili                                                                          | -                                            | -                                                          | 1983 | resté inédit jusqu'en 1993 |
| J'ai perdu la tête                                                                                | -                                            | -                                                          | 1983 | resté inédit jusqu'en 1993 |
| Hey ! femme                                                                                       | Johnny Hallyday, Georges Aber                | Mort Shuman                                                | 1983 | resté inédit jusqu'en 1993 |
| Peut-être bien (Maby baby)                                                                        | Pierre Billon (adaptation)                   | N. Petty, C. Hardin, Buddy Holly                           | 1983 | resté inédit jusqu'en 1993 |
| Reste ici (Stand by Me)                                                                           | Pierre Billon (adaptation)                   | E. Glick, Ben E. King                                      | 1983 | resté inédit jusqu'en 1993 |
| Mon p'tit loup (ça va faire mal) (Betty lou is going out tonight)                                 | Pierre Billon, Johnny Hallyday (adaptation)  | Bob Seger                                                  | 1984 | coffret Nashville 84 album Drôle de métier et album Spécial Enfants du rock (sur une orchestration différente) |
| Nashville blues                                                                                   | Pierre Billon, Johnny Hallyday (adaptation)  | Felice Bryant, Boudleaux Bryant                            | 1984 | coffret Nashville 84 album Drôle de métier |
| Toi tais-toi                                                                                      | Pierre Billon, Claude Lemesle                | Éric Bouad, Érick Bamy                                     | 1984 | coffret Nashville 84 album Drôle de métier et album Spécial Enfants du rock (sur une orchestration différente) |
| Saoûle à mourir                                                                                   | Pierre Billon, Claude Lemesle                | Érick Bamy                                                 | 1984 | coffret Nashville 84 album Drôle de métier et album Spécial Enfants du rock (sur une orchestration différente) |
| Je sais que tu ne peux pas trouver mieux ailleurs (I betcha you gonna like it)                    | Long Chris, Pierre Billon                    | Buddy Killen, Robert Riley                                 | 1984 | coffret Nashville 84 album Drôle de métier et album Spécial Enfants du rock (sur une orchestration différente) |
| Génération banlieue (Looking for the next best thing)                                             | Serge Loupien, Johnny Hallyday (adaptation)  | Zevon, Marinell, Edwards                                   | 1984 | coffret Nashville 84 album Drôle de métier |
| J'aimerais pouvoir encore souffrir comme ça (I wish that i could hurt this way again)             | Long Chris, Pierre Billon                    | D. Cook, C. Putman, R. Vanhoy                              | 1984 | coffret Nashville 84 album Drôle de métier et album Spécial Enfants du rock (sur une orchestration différente) |
| Au jour le jour                                                                                   | Bob Decout, Johnny Hallyday                  | Bruno Polius                                               | 1984 | coffret Nashville 84 album Drôle de métier |
| Drôle de métier                                                                                   | Pierre Billon, Johnny Hallyday               | Éric Bouad, Johnny Hallyday                                | 1984 | coffret Nashville 84 album Drôle de métier |
| La tournée                                                                                        | Pierre Billon                                | Érick Bamy                                                 | 1984 | coffret Nashville 84 album Drôle de métier |
| J'ai du sentiment pour toi                                                                        | Pierre Billon, Claude Lemesle                | Pierre Billon                                              | 1984 | coffret Nashville 84 album Drôle de métier |
| Quand ça vous brise le cœur (That's when your heartacbe beng)                                     | Georges Aber, Johnny Hallyday (adaptation)   | W. Raskin, T. Brown, Fisher                                | 1984 | coffret Nashville 84 album Drôle de métier et album Spécial Enfants du rock (sur une orchestration différente) |
| L'Idole des jeunes (Teenage idol)                                                                 | Ralph Bernet (adaptation)                    | J. Lewis                                                   | 1984 | coffret Nashville 84 et album Spécial Enfants du rock (sur une orchestration différente) |
| Blue Suede Shoes                                                                                  | Carl Perkins                                 | Carl Perkins                                               | 1984 | coffret Nashville 84 et album Spécial Enfants du rock |
| Les années monos                                                                                  | Claude Lemesle, Johnny Hallyday              | Érick Bamy                                                 | 1984 | coffret Nashville 84 et album Spécial Enfants du rock |
| Si j'étais un charpentier-If i Were a Carpenter (en duo avec Emmylou Harris)                      | Long Chris, Tim Hardin                       | Tim Hardin                                                 | 1984 | coffret Nashville 84 et album Spécial Enfants du rock |
| Polk Salad Annie (en duo avec Tony Joe White)                                                     | Tony Joe White                               | Tony Joe White                                             | 1984 | coffret Nashville 84 et album Spécial Enfants du rock |
| Johnny reviens-Johnny B. Goode (en trio avec les Stray Cats et Carl Perkins)                      | Manou Roblin, Chuck Berry                    | Chuck Berry                                                | 1984 | coffret Nashville 84 et album Spécial Enfants du rock |
| Nashville blues (en duo avec Don Everly)                                                          | Pierre Billon, Johnny Hallyday               | Felice Bryant, Boudleaux Bryant                            | 1984 | coffret Nashville 84 et album Spécial Enfants du rock |
| That's All Right (Mama) (en duo avec les Stray Cats)                                              | Arthur Crudup                                | Arthur Crudup                                              | 1984 | coffret Nashville 84 et album Spécial Enfants du rock |
| Honey Don't (en duo avec Carl Perkins)                                                            | Carl Perkins                                 | Carl Perkins                                               | 1984 | coffret Nashville 84 et album Spécial Enfants du rock |
| Gabrielle (en duo avec Tony Joe White)                                                            | Long Chris                                   | Tommy Cole                                                 | 1984 | resté inédite jusqu'en 1993 |
| Éperdument                                                                                        | -                                            | -                                                          | 1984 | resté inédite jusqu'en 1993 |
| Un homme simple                                                                                   | -                                            | -                                                          | 1984 | resté inédite jusqu'en 1993 |
| Chouette la vie (Shake, Rattle and Roll)                                                          | Georges Aber (adaptation)                    | Calhoun                                                    | 1984 | resté inédite jusqu'en 1993 |
| Casualty of love (Vertige de l'amour)                                                             | Stephen Stapley (adaptation)                 | Boris Bergman, Alain Bashung                               | 1984 | album En V.O. |
| Ain't no stopping me now ((T'as mis) les scellés sur ma vie en anglais)                           | E.A. Russel, Stephen Stapley (adaptation)    | Pierre Billon, Érick Bamy                                  | 1984 | album En V.O. |
| On the edge of the edge (Signes extérieurs de richesse en anglais)                                | E.A. Russel, Stephen Stapley (adaptation)    | Claude Lemesle, Johnny Hallyday, Pierre Billon, Éric Bouad | 1984 | album En V.O. |
| Mono rock'n'roll (Les années mono en anglais)                                                     | E.A. Russel, Stephen Stapley (adaptation)    | Claude Lemesle, Érick Bamy                                 | 1984 | album En V.O. |
| I'll make you believe in love again (Pour ceux qui s'aiment en anglais)                           | E.A. Russel, Stephen Stapley (adaptation)    | Bob Decout, Johnny Hallyday                                | 1984 | album En V.O. |
| Ne tuez pas la liberté                                                                            | Philippe Labro                               | Johnny Hallyday, Pierre Billon, Éric Bouad                 | 1984 | 45 tours 880281-7 |
| Rien à personne                                                                                   | Georges Aber                                 | Érick Bamy, Johnny Hallyday                                | 1984 | 45 tours 880281-7 L'album live Johnny Hallyday au Zénith comprend une version inédite du titre avec un couplet fait de paroles totalement différentes de celles de la version studio.                                             |
| Poing cœur                                                                                        | Georges Aber                                 | Érick Bamy, Johnny Hallyday                                | 1984 | album Johnny Hallyday au Zénith (la version studio est restée inédite jusqu'en 2012) |
| Je me sens si seul (Heartbreak Hotel)                                                             | Johnny Hallyday (adaptation)                 | Tommy Durden (en), Mae Boren Axton (en)                    | 1984 | album Johnny Hallyday au Zénith |
| Le cœur du rock'n'roll (The heart of rock n roll)                                                 | Pierre Billon (adaptation)                   | Huey Lewis, J. Colla                                       | 1984 | album Johnny Hallyday au Zénith |
| Ne me quitte pas                                                                                  | Jacques Brel                                 | Jacques Brel                                               | 1984 | album Johnny Hallyday au Zénith 45 tours 8800504-7 (la version studio est restée inédite jusqu'en 2003) |
| La garce                                                                                          | Gilles Thibaut, Johnny Hallyday              | Pierre Billon, Éric Bouad                                  | 1984 | 45 tours 8800504-7 |
| Le Chanteur abandonné                                                                             | Michel Berger                                | Michel Berger                                              | 1985 | 45 tours 880756-7 et album Rock'n'Roll Attitude |
| Pendue à mon cou                                                                                  | Michel Berger                                | Michel Berger                                              | 1985 | 45 tours 880756-7 et album Rock'n'Roll Attitude |
| Qui ose aimer                                                                                     | Michel Berger                                | Michel Berger                                              | 1985 | album Rock'n'Roll Attitude |
| Quelque chose de Tennessee                                                                        | Michel Berger                                | Michel Berger                                              | 1985 | album Rock'n'Roll Attitude |
| Équipe de nuit                                                                                    | Michel Berger                                | Michel Berger                                              | 1985 | album Rock'n'Roll Attitude |
| La blouse de l'infirmière                                                                         | Michel Berger                                | Michel Berger                                              | 1985 | album Rock'n'Roll Attitude |
| Rock'n'roll attitude                                                                              | Michel Berger                                | Michel Berger                                              | 1985 | album Rock'n'Roll Attitude |
| Seul mais pas solitaire                                                                           | Michel Berger                                | Michel Berger                                              | 1985 | album Rock'n'Roll Attitude |
| Parker connais pas                                                                                | Michel Berger                                | Michel Berger                                              | 1985 | album Rock'n'Roll Attitude |
| Aimer vivre                                                                                       | Michel Berger                                | Michel Berger                                              | 1985 | album Rock'n'Roll Attitude |
| Quelque chose de Tennessee (avec Michel Berger)                                                   | Michel Berger                                | Michel Berger                                              | 1985 | CD Chanter pour ceux... (sorti en 2007 en hommage à Michel Berger) (le duo a été enregistré lors d'une émission télé) |
| Je veux que tu m'aimes (avec Nathalie Baye) (I Wanna Be Loved by You)                             | Michel Berger (adaptation)                   | Herbert Stothart, Harry Ruby, Bert Kalmar                  | 1985 | (enregistré lors l'émission télé Johnny métro blues, le duo est resté inédit sur disque durant 30 ans ; il parait sur un DVD, en 2015, inclus sur la réédition de l'album Rock'n'Roll Attitude 30e anniversaire)                  |
| Mon p'tit loup (ça va faire mal) en duo avec Sheila (Betty lou is going out tonight)              | Pierre Billon, Johnny Hallyday (adaptation)  | Bob Seger                                                  | 1985 | Enregistré le 2 février 1985 sur la scène du Zénith de Paris lors de la dernière du spectacle de Johnny Hallyday, ce duo est resté inédit au disque jusqu'au 30 août 2024, date où parait l'album live Johnny Hallyday Zénith 85. |
| Be-Bop-A-Lula en duo avec Eddy Mitchell                                                           |                                              | Gene Vincent, Sheriff, Tex Davis, G. Vesta                 | 1985 | Duo resté inédit au disque durant 39 ans, avant de paraître sur le live Johnny Hallyday Zénith 85 (voir également l'album Johnny Hallyday au Zénith 1984)                                                                         |
| Je t'attends                                                                                      | Jean-Jacques Goldman                         | Jean-Jacques Goldman                                       | 1986 | 45 tours 88179-7 et album Gang |
| Dans mes nuits... on oublie                                                                       | Jean-Jacques Goldman                         | Jean-Jacques Goldman                                       | 1986 | 45 tours 88179-7 et album Gang |
| L'Envie                                                                                           | Jean-Jacques Goldman                         | Jean-Jacques Goldman                                       | 1986 | album Gang |
| J'oublierai ton nom (en duo avec Carmel)                                                          | Jean-Jacques Goldman, Michael Jones          | Jean-Jacques Goldman                                       | 1986 | album Gang |
| Toute seule                                                                                       | Jean-Jacques Goldman                         | Jean-Jacques Goldman                                       | 1986 | album Gang |
| Je te promets                                                                                     | Jean-Jacques Goldman                         | Jean-Jacques Goldman                                       | 1986 | album Gang |
| Laura                                                                                             | Jean-Jacques Goldman                         | Jean-Jacques Goldman                                       | 1986 | album Gang |
| Tu peux chercher                                                                                  | Jean-Jacques Goldman                         | Jean-Jacques Goldman                                       | 1986 | album Gang |
| Ton fils                                                                                          | Jean-Jacques Goldman                         | Jean-Jacques Goldman                                       | 1986 | album Gang |
| Encore                                                                                            | Jean-Jacques Goldman                         | Jean-Jacques Goldman                                       | 1986 | album Gang |
| J'oublierai ton nom (avec Carolyne Rayney Haines)                                                 | Jean-Jacques Goldman, Michael Jones          | Jean-Jacques Goldman                                       | 1987 | album Johnny à Bercy |
| J'oublierai ton nom (avec Shandi Sinnamon)                                                        | Jean-Jacques Goldman, Michael Jones          | Jean-Jacques Goldman                                       | 1988 | album Live at Montreux 1988 (resté inédit jusqu'en 2008) |
| Pour toi Arménie                                                                                  | Charles Aznavour                             | Georges Garvarentz                                         | 1989 | 45 tours Trema 410459 |
| Mirador                                                                                           | Étienne Roda-Gil                             | David Hallyday                                             | 1989 | 45 tours et CDS 874514 et album Cadillac En 1990, David Hallyday sur la même musique enregistre le titre The Have And To Hold (album Rockn'Heart)                                                                                 |
| Back to the blues                                                                                 | Étienne Roda-Gil                             | Georges Augier, Jacques Cardona, Érick Bamy                | 1989 | 45 tours et CDS 874514 |
| Les Vautours                                                                                      | Étienne Roda-Gil                             | Jacques Cardona                                            | 1989 | album Cadillac |
| Rien à jeter                                                                                      | Étienne Roda-Gil                             | Georges Augier, Jacques Cardona, Jean-Pierre Bucolo        | 1989 | album Cadillac |
| Himalaya                                                                                          | Étienne Roda-Gil                             | Georges Augier, Jean-Pierre Bucolo                         | 1989 | album Cadillac |
| Possible en moto                                                                                  | Étienne Roda-Gil                             | David Hallyday                                             | 1989 | album Cadillac |
| Cadillac                                                                                          | Étienne Roda-Gil                             | Jean-Pierre Bucolo, Georges Augier                         | 1989 | album Cadillac |
| Si j'étais moi                                                                                    | Étienne Roda-Gil                             | Jean-Pierre Bucolo                                         | 1989 | album Cadillac |
| L'étoile solitaire                                                                                | Étienne Roda-Gil                             | Jean-Pierre Bucolo                                         | 1989 | album Cadillac |
| C'est du vent                                                                                     | Étienne Roda-Gil                             | G. Augier, Jean-Pierre Bucolo                              | 1989 | album Cadillac |
| Testament d'un poète                                                                              | Étienne Roda-Gil (d'après A. Machado)        | Jean-Claude Petit                                          | 1989 | album Cadillac |
| La Musique que j'aime (en duo avec Véronique Sanson)                                              | Michel Mallory                               | Johnny Hallyday                                            | 1989 | album Tournée d'Enfoirés |
| Je t'attends (avec Jean-Jacques Goldman, Eddy Mitchell, Véronique Sanson, Michel Sardou)          | Jean-Jacques Goldman                         | Jean-Jacques Goldman                                       | 1989 | album Tournée d'Enfoirés |
| Le Bon Temps du rock and roll (en duo avec Eddy Mitchell)                                         | Michel Mallory (adaptation)                  |                                                            | 1989 | album Tournée d'Enfoirés |
| La Chanson des Restos (avec Jean-Jacques Goldman, Eddy Mitchell, Véronique Sanson, Michel Sardou) | Jean-Jacques Goldman                         | Jean-Jacques Goldman                                       | 1989 | album Tournée d'Enfoirés (et 45 tours Polygram 875050) |

#### Les années 1990
| Titre | Paroles                                                           | Musique                                                           | Date | Support |
| --- | ----------------------------------------------------------------- | ----------------------------------------------------------------- | ---- | --- |
| La Musique que j'aime (nouvelle version avec Carole Fredericks aux chœurs)                                          | Michel Mallory                                                    | Johnny Hallyday                                                   | 1990 | 45 tours 876898-7 et Maxi 45 tours 876899-1 |
| Intro Cadillac | Étienne Roda-Gil                                                  | Jean-Pierre Bucolo, Gilles Augier                                 | 1990 | Maxi 45 tours 875 417-1 et Maxi CD 875 417-2 Ce texte dit par Johnny Hallyday est utilisé sur scène en introduction à la chanson Cadillac : album Dans la chaleur de Bercy |
| Pirate de l'air | Luc Plamondon                                                     | David Hallyday                                                    | 1990 | 45 tours hors-commerce 1228 |
| Animal | Luc Plamondon                                                     | David Hallyday                                                    | 1990 | 45 tours hors-commerce 1228 (enregistrés en 1988, ces deux titres sortent sur un vinyl H.C. à l'attention des membres du Fan-club) Ils sont commercialisés pour la première fois en 1993 à l'occasion de la sortie de la première intégrale en CD |
| Adeline | Félix Gray                                                        | Félix Gray                                                        | 1990 | 45 tours H.C. 1303 (version studio) Le titre est commercialisé pour la première fois en 1993 à l'occasion de la sortie de la première intégrale en CD version live : album Dans la chaleur de Bercy |
| Honky Tonk Women | Mick Jagger                                                       | Keith Richards                                                    | 1990 | album Dans la chaleur de Bercy CDS 3 titres 878707-2 |
| Vietnam Vet | Pierre Billon                                                     | Pierre Billon                                                     | 1990 | 45 tours 875416-7 |
| Diego libre dans sa tête                                                                                            | Michel Berger                                                     | Michel Berger                                                     | 1990 | album Dans la chaleur de Bercy |
| Je ne suis pas un héros (version live)                                                                              | Daniel Balavoine                                                  | Daniel Balavoine                                                  | 1990 | album Dans la chaleur de Bercy et 45 tours 878706-7 |
| Mystery Train | J. Parker                                                         | S. Philips                                                        | 1990 | 45 tours 878706-7 et CDS 3 titres 878707-2 |
| Heartbreak Hotel | Tommy Durden (en), Mae Boren Axton (en)                           | Tommy Durden (en), Mae Boren Axton (en)                           | 1990 | Coffret Virgin Mégastore 8789002 (1991) Dans la chaleur de Bercy (ed. CD triple CD) |
| Rouler vers l'ouest                                                                                                 | Pierre Billon                                                     | Johnny Hallyday                                                   | 1990 | sort de façon confidentielle en 1991 en maxi CD hors-commerce, puis en 1993 inclus à une intégrale CD, |
| Tout pour te déplaire                                                                                               | Kent (adaptation)                                                 | J. Vallance, Bryan Adams                                          | 1991 | album Ça ne change pas un homme |
| Roxi Baby | Piranha                                                           | Zaak                                                              | 1991 | album Ça ne change pas un homme |
| Dans un an ou un jour                                                                                               | Ysa Shandy                                                        | Mort Shuman                                                       | 1991 | album Ça ne change pas un homme |
| Ce jeu-là | Ysa Shandy                                                        | Jacques Cardona                                                   | 1991 | album Ça ne change pas un homme |
| Le nom que tu portes                                                                                                | Ysa Shandy                                                        | Jon Bon Jovi, Richie Sambora                                      | 1991 | album Ça ne change pas un homme |
| Ça ne change pas un homme                                                                                           | Patrice Guirao                                                    | Art Mengo                                                         | 1991 | album Ça ne change pas un homme |
| Cadillac Man | Philippe Labro (adaptation)                                       | Jon Bon Jovi                                                      | 1991 | album Ça ne change pas un homme |
| Et puis je sais | Patrick Bruel                                                     | Patrick Bruel                                                     | 1991 | album Ça ne change pas un homme |
| True To You | Chris Rea                                                         | Chris Rea                                                         | 1991 | album Ça ne change pas un homme |
| Amour facile | Jean Schultheis (adaptation)                                      | Thunder                                                           | 1991 | album Ça ne change pas un homme |
| La guitare fait mal                                                                                                 | Étienne Roda-Gil                                                  | Joe Dassin, Claude Lemesle, Tony Joe White                        | 1991 | album Ça ne change pas un homme (Détails concernant le crédit des auteurs :) |
| Une journée | Étienne Roda-Gil (adaptation)                                     | Tony Joe White                                                    | 1991 | album Ça ne change pas un homme |
| Pour exister | Patrick Bruel                                                     | Patrick Bruel                                                     | 1991 | album Ça ne change pas un homme |
| Tien An Men | Isa Shandy                                                        | Jacques Cardona                                                   | 1991 | album Ça ne change pas un homme |
| Loving You | Jerry Leiber                                                      | Mike Stoller                                                      | 1992 | CD Urgence : 27 artistes pour la recherche contre le sida |
| Tout donné | Bernie Bonvoisin                                                  | Thibaut Abrial, Érick Bamy, Jannick Top                           | 1992 | Hallyday par Johnny - Les Inédits Enregistré en public sur la scène de Bercy en 1992, ce titre reste inédit sur disque jusqu'en 2000, année où il sort en CD de façon confidentiel En 2012, il est inclus au coffret Johnny History |
| Je serai là | Étienne Roda-Gil (adaptation)                                     | J. Holliday, T. Steel, J. Christo, M. Zekavica                    | 1993 | CDS CD 862512 (version studio) album Parc des Princes 1993 (version live) |
| Mirador / The Have And To Hold (en duo avec David Hallyday)                                                         | Étienne Roda-Gil                                                  | David Hallyday                                                    | 1993 | album Parc des Princes 1993 |
| Le Feu (en duo avec Sylvie Vartan)                                                                                  | Michel Mallory                                                    | Gary Wright                                                       | 1993 | album Parc des Princes 1993 |
| Excuse-moi partenaire (en duo avec Eddy Mitchell, avec Paul Personne à la guitare)                                  | Ralph Bernet (adaptation)                                         | Johnny « Guitar » Watson                                          | 1993 | album Parc des Princes 1993 |
| Happy Birthay Rock'n'roll (en duo avec Eddy Mitchell)                                                               | Claude Moine                                                      | Pierre Papadiamandis                                              | 1993 | album Parc des Princes 1993 |
| L'Envie (en duo avec Michel Sardou)                                                                                 | Jean-Jacques Goldman                                              | Jean-Jacques Goldman                                              | 1993 | enregistré lors des concerts de Johnny Hallyday au Parc des Princes en 1993 Resté inédit au disque durant 28 ans, le duo est publié pour la première fois en 2021 sur un triple CD compilant des titres live de Sardou Michel Sardou le concert de sa vie juin 2023, à l'occasion de la réédition spéciale 30ème anniversaire, l'intégrale, de l'album live Parc des Princes 1993 de Johnny Hallyday |
| Je veux te graver dans ma vie (Got to Get You into My Life) (en duo avec Sylvie Vartan)                             | Long Chris (adaptation)                                           | John Lennon, Paul McCartney                                       | 1993 | ce duo est resté inédit au disque durant 30 ans, il sort en juin 2023 à l'occasion de la réédition de l'album Parc des Princes 1993 |
| Fool For The Blues                                                                                                  | P. Rafferty                                                       | Robin Le Mesurier                                                 | 1994 | album Rough Town |
| I wanna make love to you                                                                                            | J. L. Williams                                                    | J. L. Williams                                                    | 1994 | album Rough Town |
| Love affair (en duo avec Kathy Mattea)                                                                              | J. L. Williams                                                    | J. L. Williams                                                    | 1994 | album Rough Town |
| Hurricane | S. Diamond                                                        | S. Diamond                                                        | 1994 | album Rough Town |
| Can't Stop Wanting You                                                                                              | P. Brady                                                          | P. Brady                                                          | 1994 | album Rough Town |
| Are The Chances Gone                                                                                                | S. Solomon                                                        | Robin Le Mesurier                                                 | 1994 | album Rough Town |
| Rough Town | J. Wallace                                                        | B. Adams                                                          | 1994 | album Rough Town |
| Lightnin | G. R. Bailey                                                      | S. Carman                                                         | 1994 | album Rough Town |
| Dry Spell | D. Burgess                                                        | C. James                                                          | 1994 | album Rough Town |
| You're Mine | P. Rafferty                                                       | K. Dukes                                                          | 1994 | album Rough Town |
| Before You Change Your Mind                                                                                         | D. Burgess                                                        | D. Burgess                                                        | 1994 | album Rough Town |
| It's A Long Way Home                                                                                                | Frankie Miller (en) Will Jennings                                 | Frankie Miller Will Jennings                                      | 1994 | album Rough Town |
| Crazy Over You | J.L. Williams                                                     | D. Moore                                                          | 1994 | album Rough Town, resté inédit, titre bonus de la réédition en 2000 |
| Blue Moon Rising | J. Holliday                                                       | T. Steel                                                          | 1994 | album Rough Town, resté inédit, titre bonus de la réédition en 2000 |
| One moment in your life                                                                                             | J. Holliday                                                       | T. Steel                                                          | 1994 | album Rough Town, resté inédit, titre bonus de la réédition en 2000 |
| Gimme Some Lovin'                                                                                                   | Steve Winwood                                                     | Muff Winwood, Spencer Davis                                       | 1994 | album À La Cigale |
| Hey Joe (en V.O. et en duo avec Ian Wilson)                                                                         | Billy Roberts                                                     | Billy Roberts                                                     | 1994 | album À La Cigale |
| Love affair (en duo avec Tanya Saint-Val)                                                                           | J. L. Williams                                                    | J. L. Williams                                                    | 1994 | album À La Cigale |
| La Musique que j'aime (en duo avec Tanya Saint-Val)                                                                 | Michel Mallory                                                    | Johnny Hallyday                                                   | 1994 | album À La Cigale |
| Jamais (duo avec Florent Pagny)                                                                                     | Gildas Arzel                                                      | Canada                                                            | 1994 | albums de Florent Pagny Rester vrai et (en 1995), Bienvenue chez moi |
| Lorada | Erick Benzi, Gildas Arzel, Jean-Jacques Goldman, Jacques Veneruso | Erick Benzi, Gildas Arzel, Jean-Jacques Goldman, Jacques Veneruso | 1995 | album Lorada |
| Est-ce que tu me veux encore                                                                                        | Gildas Arzel                                                      | Gildas Arzel                                                      | 1995 | album Lorada |
| Rester libre | Erick Benzi                                                       | Canada                                                            | 1995 | album Lorada |
| Le regard des autres                                                                                                | Jean-Jacques Goldman                                              | Jean-Jacques Goldman                                              | 1995 | album Lorada |
| Lady Lucille | Gildas Arzel                                                      | Gildas Arzel                                                      | 1995 | album Lorada |
| Un rêve à faire | Gildas Arzel                                                      | Gildas Arzel                                                      | 1995 | album Lorada |
| J'la croise tous les matins                                                                                         | Jean-Jacques Goldman                                              | Jean-Jacques Goldman                                              | 1995 | album Lorada |
| Chercher les anges                                                                                                  | Jacques Veneruso                                                  | Jacques Veneruso                                                  | 1995 | album Lorada |
| Tout feu, toute femme                                                                                               | Jacques Veneruso                                                  | Jacques Veneruso                                                  | 1995 | album Lorada |
| Quand le masque tombe                                                                                               | Erick Benzi                                                       | Erick Benzi                                                       | 1995 | album Lorada |
| Ami | Erick Benzi                                                       | Erick Benzi                                                       | 1995 | album Lorada |
| Aime-moi | Erick Benzi                                                       | Erick Benzi                                                       | 1995 | album Lorada |
| Ne m'oublie pas | Gildas Arzel                                                      | Canada                                                            | 1995 | album Lorada |
| Hot Legs (en) | Rod Stewart                                                       | Rod Stewart                                                       | 1995 | album Lorada Tour |
| I'm Gonna Sit Right Down and Cry (Over You)                                                                         | Joe Thomas                                                        | Howard Biggs (en)                                                 | 1995 | album Lorada Tour |
| That's All Right (Mama)                                                                                             | Arthur Crudup                                                     | Arthur Crudup                                                     | 1995 | album Lorada Tour |
| L'Hymne à l'amour                                                                                                   | Édith Piaf                                                        | Marguerite Monnot                                                 | 1995 | album Lorada Tour |
| Quelque chose de Tennessee (en duo avec Florent Pagny)                                                              | Michel Berger                                                     | Michel Berger                                                     | 1995 | album Duos Taratata (titre enregistré en 1994) |
| Fool for love-Requiem pour un fou (en duo avec Michael Bolton)                                                      | Gilles Thibaut et Don Black (pour l'adaptation anglaise)          | Gérard Layani                                                     | 1996 | CDS 663589-1 |
| Fool for love (en duo avec Michael Bolton)                                                                          | Don Black (adaptation anglaise)                                   | Gérard Layani                                                     | 1996 | CDS 663589-1 |
| Je vais te secouer (Not Fade Away)                                                                                  | Jean Fauque (adaptation)                                          | Charles Hardin Holley, Norman Petty                               | 1996 | albums Destination Vegas et Live at the Aladdin Theatre |
| Miss claudie (Lawdy miss Clawdy)                                                                                    | Jean Fauque (adaptation)                                          | L. Price                                                          | 1996 | albums Destination Vegas et Live at the Aladdin Theatre |
| Memphis est loin d'ici (Memphis, Tennessee)                                                                         | Jean Fauque (adaptation)                                          | Chuck Berry                                                       | 1996 | albums Destination Vegas et Live at the Aladdin Theatre |
| La Ville des âmes en peine (Lonesome Town)                                                                          | Jean Fauque (adaptation)                                          | K. Barker                                                         | 1996 | albums Destination Vegas et Live at the Aladdin Theatre |
| Né dans le bayou (Born on the Bayou)                                                                                | Jean Fauque (adaptation)                                          | John Fogerty                                                      | 1996 | albums Destination Vegas et Live at the Aladdin Theatre |
| Hi-Heel Sneakers | Robert Higgenbotham                                               | Robert Higgenbotham                                               | 1996 | albums Destination Vegas et Live at the Aladdin Theatre |
| Sur la route de Memphis (That's How I Got to Memphis (en))                                                          | Claude Moine (adaptation)                                         | Tom T. Hall                                                       | 1996 | album Destination Vegas et Live at the Aladdin Theatre |
| Chanter pour toi | Étienne Roda-Gil                                                  | David Hallyday                                                    | 1996 | albums Destination Vegas et Live at the Aladdin Theatre |
| Love Me Tender | Elvis Presley, V. Matson                                          | Elvis Presley, V. Matson                                          | 1996 | albums Destination Vegas et Live at the Aladdin Theatre |
| Rouler sur la rivière (Proud Mary)                                                                                  | Jean Fauque (adaptation)                                          | John Fogerty                                                      | 1996 | albums Destination Vegas et Live at the Aladdin Theatre |
| Jolie petite rock'n'rolleuse (Sweet little rock'nroller)                                                            | Philippe Labro (adaptation)                                       | Chuck Berry                                                       | 1996 | albums Destination Vegas et Live at the Aladdin Theatre |
| Monnaie.monnaie (Money honey)                                                                                       | Jean Fauque (adaptation)                                          | J. Stone                                                          | 1996 | albums Destination Vegas et Live at the Aladdin Theatre |
| Comme un roc (Like a Rock)                                                                                          | Philippe Labro (adaptation)                                       | Bob Seger                                                         | 1996 | albums Destination Vegas et Live at the Aladdin Theatre |
| Grave-moi le cœur (Love Me Tender)                                                                                  | Jean Fauque (adaptation)                                          | Elvis Presley, V. Matson                                          | 1996 | titre enregistré par Johnny Hallyday durant les répétitions du concert à Las Vegas le 26 novembre 1996 et resté totalement inédit à la scène et au disque jusqu'en décembre 2023 avec la sortie du coffret Johnny Hallyday Symphonique, (compilant les albums posthumes Johnny et Johnny Acte II, respectivement parus en 2019 et 2021)                                                              |
| L'Hymne à l'amour (avec Patricia Kaas)                                                                              | Édith Piaf                                                        | Marguerite Monnot                                                 | 1997 | album Le Zénith des Enfoirés |
| L'Envie (avec Patrick Bruel, Roch Voisine, Jean-Jacques Goldman                                                     | Jean-Jacques Goldman                                              | Jean-Jacques Goldman                                              | 1997 | album Le Zénith des Enfoirés |
| Les Élucubrations (Muriel Robin, Patrick Timsit, participation de J. Hallyday)                                      | Antoine                                                           | Antoine                                                           | 1997 | album Le Zénith des Enfoirés (Après que Muriel Robin ait chanté « [...] et Johnny Hallyday en cage à Médrano » (moment où le chanteur entre en scène), Hallyday joint un « Oh yeah » à celui des chœurs. |
| Chanter pour ceux qui sont loin de chez eux (avec Montserrat Caballé)                                               | Michel Berger                                                     | Michel Berger                                                     | 1997 | album Friends for Life (de Montserrat Caballé) |
| Madre Dolcissima (Mama) (avec Zucchero)                                                                             | Frank Musker (adaptation anglaise)                                | Zucchero                                                          | 1997 | album The Best of: Greatest Hits (de Zucchero) |
| Chanson d'Émilie Jolie et du Grand Oiseau (avec Natacha Boulanger)                                                  | Philippe Chatel                                                   | Philippe Chatel                                                   | 1997 | album Émilie Jolie (nouvelle version) |
| Mon dernier rêve sera pour toi (interprété par Michel Sardou) (J. Hallyday participe avec Eddy Mitchell aux chœurs) | Didier Barbelivien                                                | Jacques Revaux, Michel Sardou                                     | 1997 | album Salut (de Michel Sardou) |
| Ce que je sais | Didier Golemanas                                                  | Pascal Obispo                                                     | 1998 | album Ce que je sais |
| Chacun cherche son cœur                                                                                             | Didier Golemanas                                                  | Pascal Obispo                                                     | 1998 | album Ce que je sais |
| Plus près de vous                                                                                                   | Zazie                                                             | Pascal Obispo                                                     | 1998 | album Ce que je sais |
| Allumer le feu | Zazie                                                             | Pascal Obispo                                                     | 1998 | album Ce que je sais |
| Debout | Lionel Florence, Didier Golemanas                                 | Pascal Obispo                                                     | 1998 | album Ce que je sais |
| C'est en France | Didier Golemanas                                                  | Pascal Obispo, Pierre Jaconelli                                   | 1998 | album Ce que je sais |
| Les moulins à vent                                                                                                  | Lionel Florence                                                   | Pascal Obispo, Pierre Jaconelli                                   | 1998 | album Ce que je sais |
| Seul | Lionel Florence                                                   | Pascal Obispo                                                     | 1998 | album Ce que je sais |
| Nos limites | Didier Golemanas                                                  | Pascal Obispo                                                     | 1998 | album Ce que je sais |
| C'est la vie qui veut ça (avec Pascal Obispo)                                                                       | Zazie                                                             | Pascal Obispo, Pierre Jaconelli                                   | 1998 | album Ce que je sais |
| L'Eldorado | Patrice Guirao                                                    | Pascal Obispo                                                     | 1998 | album Ce que je sais |
| Que ma Harley repose en paix                                                                                        | Didier Golemanas                                                  | Pascal Obispo                                                     | 1998 | album Ce que je sais |
| Le temps passer | Lionel Florence                                                   | Pascal Obispo, Pierre Jaconelli                                   | 1998 | album Ce que je sais |
| Regarde moi t'aimer                                                                                                 | Didier Golemanas                                                  | Pascal Obispo                                                     | 1998 | album Ce que je sais et album Ensemble (version alternative) |
| Requiem pour un fou (avec Lara Fabian)                                                                              | Gilles Thibaut                                                    | Gérard Layani                                                     | 1998 | album Enfoirés en cœur |
| Excuse-moi partenaire (avec Éric Cantona et Jean-Jacques Goldman à la guitare)                                      | Ralph Bernet                                                      | Johnny Watson                                                     | 1998 | album Enfoirés en cœur |
| Le Chant des partisans                                                                                              | Joseph Kessel, Maurice Druon                                      | Anna Marly                                                        | 1998 | CDS 566446-2 |
| Sa raison d'être | Lionel Florence                                                   | Pascal Obispo                                                     | 1998 | album Ensemble |
| Aussi dur que du bois-Knock on Wood (avec Lionel Richie)                                                            | Georges Aber (adaptation) - Steve Cropper, Eddie Floyd            | Steve Cropper, Eddie Floyd                                        | 1998 | album Stade de France 98 Johnny allume le feu |
| Rock'n'Roll Attitude (avec Pascal Obispo)                                                                           | Michel Berger                                                     | Michel Berger                                                     | 1998 | album Stade de France 98 Johnny allume le feu |
| Et puis je sais (avec Patrick Bruel)                                                                                | Patrick Bruel                                                     | Patrick Bruel                                                     | 1998 | album Stade de France 98 Johnny allume le feu |
| Le Pénitencier (avec Florent Pagny) (The House of the Rising Sun)                                                   | Vline Buggy, Hugues Aufray (adaptation)                           | Alan Price                                                        | 1998 | album Stade de France 98 Johnny allume le feu |
| Requiem pour un fou (avec Lara Fabian)                                                                              | Gilles Thibaut                                                    | Gérard Layani                                                     | 1998 | album Stade de France 98 Johnny allume le feu |
| J'la croise tous les matins (avec Jean-Jacques Goldman)                                                             | Jean-Jacques Goldman                                              | Jean-Jacques Goldman                                              | 1998 | album Stade de France 98 Johnny allume le feu |
| Sur ma vie | Charles Aznavour                                                  | Charles Aznavour                                                  | 1998 | album Stade de France 98 Johnny allume le feu |
| Le Bon Temps du rock and roll (avec Sylvie Vartan) (Old Time Rock and Roll)                                         | Michel Mallory (adaptation)                                       | G. Jackson, T. Jones                                              | 1999 | album de Sylvie Vartan Irrésistiblement Sylvie |
| Sang pour sang | Éric Chemouny                                                     | David Hallyday                                                    | 1999 | album Sang pour sang |
| Le poids de mes maux                                                                                                | Zazie                                                             | David Hallyday                                                    | 1999 | album Sang pour sang |
| Quelques cris | Françoise Sagan                                                   | David Hallyday                                                    | 1999 | album Sang pour sang |
| Un jour viendra | Michel Mallory                                                    | David Hallyday                                                    | 1999 | album Sang pour sang |
| Notre histoire | Miossec                                                           | David Hallyday                                                    | 1999 | album Sang pour sang |
| Les larmes de gloire                                                                                                | Vincent Ravalec                                                   | David Hallyday                                                    | 1999 | album Sang pour sang |
| Si tu m'aimais | Michel Mallory                                                    | David Hallyday                                                    | 1999 | album Sang pour sang |
| Remise de peine | Miossec                                                           | David Hallyday                                                    | 1999 | album Sang pour sang |
| Partie de cartes | Vincent Ravalec                                                   | David Hallyday                                                    | 1999 | album Sang pour sang |
| Pardon | Philippe Labro                                                    | David Hallyday                                                    | 1999 | album Sang pour sang |
| Ex | Miossec                                                           | David Hallyday                                                    | 1999 | album Sang pour sang |
| Je t'aime comme je respire                                                                                          | Pierre Grillet                                                    | David Hallyday                                                    | 1999 | album Sang pour sang |
| Vivre pour le meilleur                                                                                              | Lionel Florence                                                   | David Hallyday                                                    | 1999 | album Sang pour sang |
| Love Me Tender | Ken Darby                                                         | Vera Matson                                                       | 1999 | resté inédite jusqu'en 2018, cette reprise est enregistrée au studio Gang en 1999. Elle est diffusée pour la première fois sur le double CD Hallyday Singles 83-05, |

#### Les années 2000
| Titre | Paroles                                                                  | Musique                                 | Date | Support |
| --- | ------------------------------------------------------------------------ | --------------------------------------- | ---- | --- |
| Heartbreak Hotel | Tommy Durden (en), Mae Boren Axton (en)                                  | Tommy Durden (en), Mae Boren Axton (en) | 2000 | album Love Me |
| Tryin' To Get To You | C. Singleton, R. McCoy                                                   | C. Singleton, R. McCoy                  | 2000 | album Love Me |
| (Let Me Be) Your Teddy Bear | K. Mann, B. Lowe                                                         | K. Mann, B. Lowe                        | 2000 | album Love Me |
| Loving You (2 versions différentes sont proposées)                                                                             | M. Stoller, J. Leiber                                                    | M. Stoller, J. Leiber                   | 2000 | album Love Me |
| Love Me Tender (en duo avec Sandrine Kiberlain)                                                                                | Elvis Presley, V. Matson                                                 | Elvis Presley, V. Matson                | 2000 | album Love Me |
| Vivre pour le meilleur (en duo avec Sonia Lacen)                                                                               | Lionel Florence                                                          | David Hallyday                          | 2000 | album 100 % Johnny : Live à la tour Eiffel                                                                                                 |
| Ma gueule (avec les Rita Mitsouko Chant Catherine Ringer, guitare Fred Chichin)                                                | Gilles Thibaut                                                           | Philippe Bretonnière                    | 2000 | album 100 % Johnny : Live à la tour Eiffel                                                                                                 |
| Fils de personne (en duo avec Jean-Louis Aubert) (Fortunate Son)                                                               | Philippe Labro (adaptation)                                              | John Fogerty                            | 2000 | album 100 % Johnny : Live à la tour Eiffel                                                                                                 |
| La Musique que j'aime (en duo avec Florent Pagny et Nawfel à la guitare)                                                       | Michel Mallory                                                           | Johnny Hallyday                         | 2000 | album 100 % Johnny : Live à la tour Eiffel                                                                                                 |
| Non, je ne regrette rien | Michel Vaucaire                                                          | Charles Dumont                          | 2000 | album 100 % Johnny : Live à la tour Eiffel album Olympia 2000 album Happy Birthday Live - Parc de Sceaux 15.06.2000 (inédit jusqu'en 2020) |
| Noël ensemble (existe également en une version acoustique)                                                                     | Lionel Florence, Patrice Guirao                                          | Pascal Obispo                           | 2000 | CDS 572726-2 et album Noël ensemble |
| La musique que j'aime (enregistré à l'Olympia de Paris en duo avec Patrick Bruel le 25 août)                                   | Michel Mallory                                                           | Johnny Hallyday                         | 2000 | demeure inédit au disque jusqu'en 2019 coffret Universal 538 9367 Hallyday Olympia story 1961-2000 (voir album Olympia 2000)               |
| Gabrielle (enregistré à l'Olympia en duo avec Patrick Bruel le 22 juin) (The King Is Dead)                                     | Long Chris, Patrick Larue (adaptation)                                   | Tony Cole (musician) (en)               | 2000 | demeure inédit au disque jusqu'en 2019 coffret Universal 538 9367 Hallyday Olympia story 1961-2000                                         |
| Be Bop a Lula (enregistré à l'Olympia en duo avec Eddy Mitchell le 28 juin)                                                    | Tex Davis                                                                | Gene Vincent                            | 2000 | demeure inédit au disque jusqu'en 2019 coffret Universal 538 9367 Hallyday Olympia story 1961-2000                                         |
| Quelque chose de Tennessee (enregistré à l'Olympia en duo avec Catherine Lara le 25 août)                                      | Michel Berger                                                            | Michel Berger                           | 2000 | demeure inédit au disque jusqu'en 2019 coffret Universal 538 9367 Hallyday Olympia story 1961-2000                                         |
| Rock'n'roll attitude (enregistré à l'Olympia en duo avec Pascal Obispo le 25 août)                                             | Michel Berger                                                            | Michel Berger                           | 2000 | demeure inédit au disque jusqu'en 2019 coffret Universal 538 9367 Hallyday Olympia story 1961-2000                                         |
| La musique que j'aime (enregistré à l'Olympia en duo avec Patricia Kaas le 23 juin)                                            | Michel Mallory                                                           | Johnny Hallyday                         | 2000 | demeure inédit au disque jusqu'en 2019 coffret Universal 538 9367 Hallyday Olympia story 1961-2000                                         |
| Le bon temps du rock and roll (enregistré à l'Olympia en duo avec Paul Personne le 25 août) (Old Time Rock and Roll)           | Michel Mallory (adaptation)                                              | George Jackson, Thomas Earl Jones III   | 2000 | demeure inédit au disque jusqu'en 2019 coffret Universal 538 9367 Hallyday Olympia story 1961-2000                                         |
| Quelque chose de Tennessee (enregistré à l'Olympia en duo avec France Gall le 12 août)                                         | Michel Berger                                                            | Michel Berger                           | 2000 | demeure inédit au disque jusqu'en 2019 coffret Universal 538 9367 Hallyday Olympia story 1961-2000                                         |
| Quelque chose de Tennessee (enregistré au Parc de Sceaux le 15 juin 2000, en duo avec Michel Sardou)                           | Michel Berger                                                            | Michel Berger                           | 2000 | demeure inédit au disque jusqu'en 2020 album Happy Birthday Live - Parc de Sceaux 15.06.2000                                               |
| Fils de personne (enregistré au Parc de Sceaux le 15 juin 2000, en duo avec Jean-Louis Aubert) (Fortunate Son)                 | Philippe Labro (adaptation)                                              | John Fogerty                            | 2000 | demeure inédit au disque jusqu'en 2020 album Happy Birthday Live - Parc de Sceaux 15.06.2000                                               |
| Le bon temps du rock'n'roll (enregistré au Parc de Sceaux le 15 juin 2000, en duo avec Paul Personne) (Old Time Rock and Roll) | Michel Mallory (adaptation)                                              | George Jackson, Thomas Earl Jones III   | 2000 | demeure inédit au disque jusqu'en 2020 album Happy Birthday Live - Parc de Sceaux 15.06.2000                                               |
| Le chanteur abandonné (enregistré au Parc de Sceaux le 15 juin 2000, en duo avec Pascal Obispo)                                | Michel Berger                                                            | Michel Berger                           | 2000 | demeure inédit au disque jusqu'en 2020 album Happy Birthday Live - Parc de Sceaux 15.06.2000                                               |
| Gabrielle (enregistré au Parc de Sceaux le 15 juin 2000, en duo avec Laurent Gerra) (The King Is Dead)                         | Long Chris, Patrick Larue (adaptation)                                   | Tony Cole (musician) (en)               | 2000 | demeure inédit au disque jusqu'en 2020 album Happy Birthday Live - Parc de Sceaux 15.06.2000                                               |
| Derrière l'amour (enregistré au Parc de Sceaux le 15 juin 2000, en duo avec Patrick Bruel)                                     | Pierre Delanoë                                                           | Toto Cutugno                            | 2000 | demeure inédit au disque jusqu'en 2020 album Happy Birthday Live - Parc de Sceaux 15.06.2000                                               |
| La musique que j'aime (enregistré au Parc de Sceaux le 15 juin 2000, accompagné à la guitare électrique par Nawfel)            | Michel Mallory                                                           | Johnny Hallyday                         | 2000 | demeure inédit au disque jusqu'en 2020 album Happy Birthday Live - Parc de Sceaux 15.06.2000                                               |
| Pauvres Diables (Vous Les Femmes)                                                                                              | Julio Iglesias (paroles originales), Michel Jourdan (paroles françaises) | Manuel de la Calva, Ramon Acusa         | 2001 | CDS 572850-2 et CD BOF 15 août |
| Et puis je sais (en duo avec Patrick Bruel)                                                                                    | Patrick Bruel                                                            | Patrick Bruel                           | 2001 | album Rien ne s'efface... de Patrick Bruel                                                                                                 |
| Allumer le feu (en duo avec Pascal Obispo)                                                                                     | Zazie                                                                    | Pascal Obispo                           | 2001 | album Millésime Live 00/01 de Pascal Obispo                                                                                                |
| On a tous besoin d'amour (en duo avec Clémence)                                                                                | Jean-Paul Dréau                                                          | Saint-Preux                             | 2001 | CDS MBDL 192882-2 |
| Le parapluie | Georges Brassens                                                         | Georges Brassens                        | 2001 | album Ma chanson d'enfance |
| Blue Suede Shoes | Carl Perkins                                                             | Carl Perkins                            | 2001 | album Good Rockin' Tonight The Legacy of Sun Records (inédit en France) et Long Box 4 CD Hallyday Attitude (2004)                          |
| Tous ensemble | Thierry Eliez, Adrien Blaise, Catherine Lara                             | Catherine Lara, Michel Sanchez          | 2002 | Maxi 45 tours 582918-1 et CDS 58218-2 |
| Qu'est-ce qu'on attend pour être heureux ? (en duo avec Patrick Bruel)                                                         | André Hornez                                                             | Paul Misraki                            | 2002 | album Entre deux de Patrick Bruel |
| Entre chiens et loups | Félix Gray                                                               | Félix Gray                              | 2002 | album Entre chiens et loups |
| Un monde à part | Félix Gray                                                               | Félix Gray                              | 2002 | album Entre chiens et loups |
| Marie | Gérald de Palmas                                                         | Gérald de Palmas                        | 2002 | double album À la vie, à la mort |
| Dis-le moi | Fred Blondin                                                             | Fred Blondin                            | 2002 | double album À la vie, à la mort |
| Entre nous | Roger Tabrha, Sophie Nault                                               | Franck Fossey                           | 2002 | double album À la vie, à la mort |
| Ne reviens pas | Philippe Djian                                                           | Stephan Eicher                          | 2002 | double album À la vie, à la mort |
| J'ai rêvé de nous | Ilhem Kadid                                                              | Axel Bauer                              | 2002 | double album À la vie, à la mort |
| Pense à moi | Didier Golemanas                                                         | Rick Allison                            | 2002 | double album À la vie, à la mort |
| Laisse moi tomber | Catherine Lara, Thierry Eliez                                            | Catherine Lara, Michel Sanchez          | 2002 | double album À la vie, à la mort |
| Face au monde | David Manet, Patrick Michel Dupont                                       | Salvatore Campanile                     | 2002 | double album À la vie, à la mort |
| Personne d'autre | Gérald de Palmas                                                         | Gérald de Palmas                        | 2002 | double album À la vie, à la mort |
| Une femme | Michel Mallory                                                           | Michel Mallory                          | 2002 | double album À la vie, à la mort |
| Ceux qui parlent aux étoiles                                                                                                   | Eric Chemouny                                                            | David Hallyday                          | 2002 | double album À la vie, à la mort |
| Si c'était à refaire | Hugues Aufray                                                            | Patrick Gohier, Max-Pol Delvaux         | 2002 | double album À la vie, à la mort |
| L'Instinct | Gérald de Palmas                                                         | Gérald de Palmas                        | 2002 | double album À la vie, à la mort |
| Je n'ai jamais pleuré | Marc Lavoine, Marc Esposito                                              | Marc Lavoine, Jean-François Berger      | 2002 | double album À la vie, à la mort |
| M'arrêter là | Didier Golemanas                                                         | Daniel Seff                             | 2002 | double album À la vie, à la mort |
| Trouve moi des mots | Patrick Bruel                                                            | Rick Allison                            | 2002 | double album À la vie, à la mort |
| Un homme libre | Gérald de Palmas                                                         | Gérald de Palmas                        | 2002 | double album À la vie, à la mort |
| Je me souviens | Cyril Assous                                                             | Cyril Assous                            | 2002 | double album À la vie, à la mort |
| Des hommes | Didier Golemanas                                                         | Rick Allison                            | 2002 | double album À la vie, à la mort |
| Chanter n'est pas jouer | Marie Nimier                                                             | Jean Rouaud, Hawksley Workman           | 2002 | double album À la vie, à la mort |
| Elle veut ma vie | Maxime Le Forestier                                                      | Gérald de Palmas                        | 2002 | double album À la vie, à la mort |
| Arrête le temps | Michel Mallory                                                           | David Hallyday                          | 2002 | double album À la vie, à la mort |
| Au bord des routes | Sandrine Kiberlain                                                       | Daran                                   | 2002 | double album À la vie, à la mort |
| Que restera-t-il | Michel Mallory (adaptation)                                              | John Fogerty                            | 2003 | album Parc des Princes 2003 |
| J'oublierai ton nom (en duo avec Isabelle Boulay) (nouvelle version avec des paroles entièrement en français)                  | Jean-Jacques Goldman                                                     | Jean-Jacques Goldman                    | 2003 | album Parc des Princes 2003 |
| L'instinct (en duo avec Gérald de Palmas)                                                                                      | Gérald de Palmas                                                         | Gérald de Palmas                        | 2003 | album Parc des Princes 2003 |
| Je te promets (en duo avec Jenifer)                                                                                            | Jean-Jacques Goldman                                                     | Jean-Jacques Goldman                    | 2003 | album Parc des Princes 2003 |
| Pense à moi (en duo avec Florent Pagny)                                                                                        | Didier Golemanas                                                         | Rick Allison                            | 2003 | DVD Parc des Princes 2003, (bonus) |
| J'oublierai ton nom (en duo avec Natasha St-Pier)                                                                              | Jean-Jacques Goldman                                                     | Jean-Jacques Goldman                    | 2003 | DVD Parc des Princes 2003, (bonus) |
| Je n'ai jamais pleuré (en duo avec Marc Lavoine)                                                                               | Marc Lavoine, Marc Esposito                                              | Marc Lavoine, Jean-François Berger      | 2003 | DVD Parc des Princes 2003, (bonus) |
| L'Envie (en duo avec Patrick Bruel)                                                                                            | Jean-Jacques Goldman                                                     | Jean-Jacques Goldman                    | 2003 | DVD Parc des Princes 2003, (bonus) |
| Gabrielle (en duo avec Laurent Gerra)                                                                                          | Long Chris                                                               | Tomy Cole                               | 2003 | DVD Parc des Princes 2003, (bonus) |
| Je te promets (en duo avec Chimène Badi)                                                                                       | Jean-Jacques Goldman                                                     | Jean-Jacques Goldman                    | 2003 | DVD Parc des Princes 2003, (bonus) |
| Dis-le moi (en duo avec Frédéric Lerner)                                                                                       | Fred Blondin                                                             | Fred Blondin                            | 2003 | duo inédit au disque jusqu'en 2020, album enregistré en public Hallyday Bercy 2003                                                         |
| Tout au bout de nos peines (en duo avec Isabelle Boulay)                                                                       | Didier Golemanas                                                         | Daniel Seff                             | 2004 | album Tout un jour d'Isabelle Boulay et CDS Sédéral V2 VVR 503 0528 CB603 (I. Boulay - J. Hallyday)                                        |
| Sur ma vie (en duo avec Charles Aznavour)                                                                                      | Charles Aznavour                                                         | Charles Aznavour                        | 2004 | album Bon anniversaire Charles ! |
| Et puis la terre | Marie-Florence Gros, Amanda Sthers, Patrick Bruel                        | Patrick Bruel                           | 2005 | album Solidarité Asie et CDS |
| S'il n'est pas trop tard | Jérôme Attal                                                             | Daran                                   | 2005 | album Ma vérité |
| Ma religion dans son regard | Benoît Poher                                                             | Kyo                                     | 2005 | album Ma vérité |
| La Paix | Zazie                                                                    | Fabien Cohen                            | 2005 | album Ma vérité |
| Le temps passe (avec Stomy Bugsy, Passi, Doc Gyneco)                                                                           | Passi, Stomy Bugsy, Elio, Julia Fajerman                                 | Elio                                    | 2005 | album Ma vérité |
| Si tu pars | Yanne                                                                    | Yanne                                   | 2005 | album Ma vérité |
| Clémence | Guillaume Ledoux                                                         | Johann Ledoux                           | 2005 | album Ma vérité |
| Ce qui ne tue pas nous rend plus fort                                                                                          | Guy Carlier                                                              | Fred Blondin                            | 2005 | album Ma vérité |
| Mon plus beau Noël | Fred Blondin                                                             | Fred Blondin                            | 2005 | album Ma vérité |
| Te savoir près de moi | J. Jaillet                                                               | A.L. Vaissière, A. Auclair              | 2005 | album Ma vérité |
| Ma vérité | David Salsedo                                                            | David Salsedo                           | 2005 | album Ma vérité |
| Elle s'en moque | Muriel Robin                                                             | Cyril Assous                            | 2005 | album Ma vérité |
| Affronte-moi | François Welgryn                                                         | David Hallyday)                         | 2005 | album Ma vérité |
| Apprendre à aimer | Michel Mallory, Johnny Hallyday                                          | Johnny Hallyday                         | 2005 | album Ma vérité |
| Je prendrai soin de vous | Pierre Jaconelli                                                         | Pierre Jaconelli                        | 2005 | CDS 983574-4 |
| Tu es elle | Sophie Fontanel                                                          | Axel Bauer                              | 2006 | CDS 983773-3 |
| Rock'n'roll star (avec Fabrice Luchini)                                                                                        | Michel Mallory                                                           | Michel Mallory                          | 2006 | CD BO Jean-Philippe |
| On veut des légendes (avec Eddy Mitchell)                                                                                      | Claude Moine                                                             | Pierre Papadiamandis                    | 2006 | album Jambalaya d'Eddy Mitchell |
| Elle est terrible-Somethin' Else (version franco-anglaise) (avec Eddy Mitchell et Little Richard)                              | Sharon Sheeley Jil et Jan (adaptation)                                   | Eddie Cochran                           | 2006 | album Jambalaya d'Eddy Mitchell |

### Les années Warner (à partir de 2006)
| Titre                                                                                    | Paroles                                                              | Musique                                    | Date | Support |
| ---------------------------------------------------------------------------------------- | -------------------------------------------------------------------- | ------------------------------------------ | ---- | --- |
| La Loi du silence                                                                        | Pierre Lamy                                                          | Marielle Hervé                             | 2006 | album Flashback Tour : Palais des sports 2006 |
| Seul au beau milieu d'un lac                                                             | Jean-Louis Seigner                                                   | Jean-Louis Seigner, Johnny Hallyday        | 2006 | album Flashback Tour : Palais des sports 2006 |
| La Quête                                                                                 | Jacques Brel (adaptation)                                            | Mitch Leigh                                | 2006 | album Flashback Tour : Palais des sports 2006 et album La Cigale : 12-17 décembre 2006                                                            |
| La loi du silence (avec Laura Pausini)                                                   | Pierre Lamy                                                          | Marielle Hervé                             | 2006 | Coffret Collector Flashback Tour 256 464-7 (titre bonus)                                                                                          |
| Quelque chose de Tennessee (avec Laurent Voulzy)                                         | Michel Berger                                                        | Michel Berger                              | 2006 | Coffret Collector Flashback Tour 256 464-7 (titre bonus)                                                                                          |
| Allumer le feu (avec Amel Bent)                                                          | Zazie                                                                | Pascal Obispo                              | 2006 | Coffret Collector Flashback Tour 256 464-7 (titre bonus) Les raretés Warner (2021)                                                                |
| Derrière l'amour (avec Patrick Bruel)                                                    | Pierre Delanoë                                                       | Toto Cutugno                               | 2006 | Coffret Collector Flashback Tour 256 464-7 (titre bonus) Les raretés Warner (2021)                                                                |
| Comme il sole all'improwiso (avec Laura Pausini)                                         | Paoli                                                                | Zucchero                                   | 2006 | album Io canto de Laura Pausini |
| Imagine (avec Laeticia Hallyday)                                                         | John Lennon                                                          | John Lennon                                | 2006 | commercialisé unique sur les plateformes de téléchargements légal vendu au profit de l'Unicef Les raretés Warner (2021)                           |
| Blueberry Hill (avec Chris Isaak)                                                        | Al Lewis (en), Larry Stock (en)                                      | Vincent Rose                               | 2007 | album La Cigale : 12-17 décembre 2006 |
| Parole al silenzio/La loi du silence                                                     | Fortunato Zampaglione (adaptation italienne)                         | Pierre Lamy, Marielle Hervé                | 2007 | CDS promotionnel PR016451, (version franco-italienne)                                                                                             |
| Parole al silenzio                                                                       | Fortunato Zampaglione (adaptation italienne)                         | Pierre Lamy, Marielle Hervé                | 2007 | édition italienne de l'album Flashback Tour : Palais des sports 2006 (2007)                                                                       |
| Always                                                                                   | Didier Golemanas, Alain Goldstein                                    | Didier Golemanas                           | 2007 | CDS 5051442450224 et album Le Cœur d'un homme |
| Le blues maudit                                                                          | Frédéric Lebovici                                                    | Dominique Mattei                           | 2007 | CDS 5051442450224 et édition collector 5144270862 - CD/DVD - de l'album Le Cœur d'un homme (2008) Les raretés Warner (2021)                       |
| Monument Valley                                                                          | Christian Lejalé                                                     | Yvan Cassar, Laurent Vernerey              | 2007 | album Le Cœur d'un homme |
| Être un homme                                                                            | Marie-Laure Douce                                                    | Yvan Cassar, Laurent Vernerey              | 2007 | album Le Cœur d'un homme |
| Chavirer les foules                                                                      | Michel Mallory                                                       | Michel Mallory                             | 2007 | album Le Cœur d'un homme |
| Vous madame                                                                              | Jacques Veneruso                                                     | Jacques Veneruso                           | 2007 | album Le Cœur d'un homme |
| Je reviendrai dans tes bras                                                              | Jean Fauque                                                          | Fred Blondin                               | 2007 | album Le Cœur d'un homme |
| Que restera-t-il ?                                                                       | Didier Golemanas                                                     | Didier Golemanas                           | 2007 | album Le Cœur d'un homme |
| T'aimer si mal (avec Taj Mahal)                                                          | Marc Levy                                                            | Yvan Cassar                                | 2007 | album Le Cœur d'un homme |
| Ma vie                                                                                   | Bruno Putzulu                                                        | Yvan Cassar, Laurent Vernerey              | 2007 | album Le Cœur d'un homme |
| Laquelle de toi                                                                          | Bernard Droguet                                                      | Fred Blondin                               | 2007 | album Le Cœur d'un homme |
| Sarbacane                                                                                | Francis Cabrel                                                       | Francis Cabrel                             | 2007 | album Le Cœur d'un homme |
| Ce que j'ai fait de ma vie                                                               | Bernie Taupin                                                        | Jim Cregan                                 | 2007 | album Le Cœur d'un homme |
| I am the blues                                                                           | Bono                                                                 | Simon Carmody                              | 2007 | album Le Cœur d'un homme |
| L'amore solu (avec Michel Mallory)                                                       | Michel Mallory                                                       | Michel Mallory                             | 2007 | album Sentimenti de Michel Mallory |
| Be-Bop-A-Lula (avec Eddy Mitchell (en anglais et en français version Chaussettes Noires) | Gene Vincent, Sheriff, Tex Davis, G. Vesta Claude Moine (adaptation) | Gene Vincent, Sheriff, Tex Davis, G. Vesta | 2007 | album Jambalaya Tour d'Eddy Mitchell |
| Les news                                                                                 | Pierre Billon                                                        | Jean Mora                                  | 2008 | seconde édition 5144270862 - CD/DVD - de l'album Le Cœur d'un homme Les raretés Warner (2021)                                                     |
| Crusando el paraiso (avec Loquillo)                                                      | Jose M Sanz, Gabriel Sopena                                          | Jose M Sanz, Gabriel Sopena                | 2008 | album Balmoral de Loquillo l'album n'a pas été distribué en France                                                                                |
| Ça n'finira jamais                                                                       | Patrice Guirao, Calogero                                             | Gioacchino Maurici                         | 2008 | album Ça ne finira jamais |
| Je n'appartiens qu'à toi                                                                 | Raphael                                                              | Raphael                                    | 2008 | album Ça ne finira jamais |
| Ça peut changer le monde                                                                 | Didier Golemanas                                                     | Didier Golemanas                           | 2008 | album Ça ne finira jamais |
| Si mon cœur                                                                              | Grand Corps Malade                                                   | David Hallyday                             | 2008 | album Ça ne finira jamais |
| État de grâce                                                                            | Zina Tamiatto, Lena Ka                                               | Lena Ka                                    | 2008 | album Ça ne finira jamais |
| Je m'arrête là                                                                           | Francis Cabrel                                                       | Francis Cabrel                             | 2008 | album Ça ne finira jamais |
| C'est pas une vie                                                                        | Élodie Hesme                                                         | Dominique Mattéi                           | 2008 | album Ça ne finira jamais |
| Étreintes fatales                                                                        | André Rodriguez                                                      | Christophe Maé                             | 2008 | album Ça ne finira jamais |
| On s'est aimés                                                                           | Bernard Droguet                                                      | Fred Blondin                               | 2008 | album Ça ne finira jamais |
| Émily                                                                                    | Didier Golemanas                                                     | Didier Golemanas                           | 2008 | album Ça ne finira jamais |
| Unchained Melody-Les enchaînés (avec Joss Stone)                                         | Pierre Delanoë (adaptation)                                          | Hy Zaret, Alex North                       | 2008 | album Ça ne finira jamais |
| Je voudrais tellement                                                                    | Didier Golemanas                                                     | Didier Golemanas                           | 2008 | album Ça ne finira jamais |
| Je tiendrai bon                                                                          | Didier Golemanas                                                     | Didier Golemanas                           | 2008 | album Ça ne finira jamais |
| Unchained Melody (en duo et en V.O. avec Joss Stone)                                     | Hy Zaret, Alex North                                                 | Hy Zaret, Alex North                       | 2008 | coffret collector et seconde édition 5186530085 - CD/DVD - de l'album Ça ne finira jamais (2009)                                                  |
| Croire en l'homme                                                                        | Kevin Roentgen                                                       | Pierre Yves Lebert, Olivier Leiber         | 2008 | CDS 5051865083726 et seconde édition 5186530085 - CD/DVD - de l'album Ça ne finira jamais (2009) Les raretés Warner (2021)                        |
| La rue (participation de Johnny Hallyday)                                                | -                                                                    | -                                          | 2008 | album Peace Maker de Doc Gynéco |
| Il faut savoir (avec Charles Aznavour)                                                   | Charles Aznavour                                                     | Charles Aznavour                           | 2008 | album Duos de Charles Aznavour |
| You've got to learn (avec Charles Aznavour) (version anglaise de Il faut savoir)         | Charles Aznavour                                                     | Charles Aznavour                           | 2008 | album Duos de Charles Aznavour |
| Siempre (Always version espagnole)                                                       | (adaptation espagnole)                                               | Didier Golemanas                           | 2009 | pressage espagnol 505186500942 de l'album Le Cœur d'un homme                                                                                      |
| Cerbatana (avec Loquillo) (Sarbacane version espagnole)                                  | (adaptation espagnole)                                               | Francis Cabrel                             | 2009 | pressage espagnol 505186500942 de l'album Le Cœur d'un homme                                                                                      |
| Unchained Melody – Les enchaînés (avec Amy Keys)                                         | Pierre Delanoë (adaptation)                                          | Hy Zaret, Alex North                       | 2009 | album Tour 66 : Stade de France 2009 |
| Sang pour sang (avec David Hallyday)                                                     |                                                                      | David Hallyday                             | 2009 | Bonus DVD Tour 66 : Stade de France 2009 |
| Le Bon Temps du rock and roll (avec Sylvie Vartan)                                       | Michel Mallory (adaptation)                                          | Bob Seger                                  | 2009 | Bonus DVD Tour 66 : Stade de France 2009 |
| Et maintenant                                                                            | Pierre Delanoë                                                       | Gilbert Bécaud                             | 2009 | album Tour 66 : Stade de France 2009 |
| Tout ce cirque                                                                           | Emmanuelle Cosso, Cécile Gibaud                                      | Daran                                      | 2009 | coffret collector 5051865569350 de l'album Tour 66 : Stade de France 2009 (inclus en bonus un CDS de cet inédit studio) Les raretés Warner (2021) |
| L'Hymne à l'amour-Non, je ne regrette rien (Medley Édith Piaf) (avec Sylvie Vartan)      | Édith Piaf – Marguerite Monnot                                       | Michel Vaucaire – Charles Dumont           | 2009 | album Sylvie live (2010 - de Sylvie Vartan) |
| Jeune pour toujours (Forever Young) (avec Hugues Aufray)                                 | Hugues Aufray (adaptation)                                           | Bob Dylan                                  | 2009 | album New Yorker d'Hugues Aufray |

#### Les années 2010-2020
| Titre                                                                | Paroles                                          | Musique                                          | Date                   | Support |
| -------------------------------------------------------------------- | ------------------------------------------------ | ------------------------------------------------ | ---------------------- | --- |
| Je viendrai te chercher (avec Patrick Fiori)                         | Jean-Jacques Goldman                             | Patrick Fiori                                    | 2010                   | album L'Instinct masculin de Patrick Fiori |
| Ce monde est merveilleux (avec Line Renaud) (What a Wonderful World) | Michel Mallory (adaptation)                      | Bob Thiele, George Weiss                         | 2010                   | album Rue Washington de Line Renaud Les raretés Warner (2021) |
| Tanagra (avec Matthieu Chedid)                                       | Brigitte Fontaine                                | Matthieu Chedid                                  | 2010                   | DVD Bercy 17.12.2010 de Matthieu Chedid |
| Jamais seul                                                          | Matthieu Chedid, Hocine Merabet                  | Maxim Nucci                                      | 2011                   | CD promo album jamais seul et pour la version longue coffret collector album jamais seul |
| La Douceur de vivre                                                  | Matthieu Chedid, Hocine Merabet                  | Maxim Nucci                                      | 2011                   | CD promo et album jamais seul |
| La route est ta seule amie                                           | Zep                                              | Zep                                              | 2011                   | CD BO Titeuf, le film Les raretés Warner (2021) |
| Paul et Mick                                                         | Matthieu Chedid                                  | Matthieu Chedid                                  | 2011                   | album jamais seul |
| Guitar hero                                                          | Hocine Merabet                                   | Matthieu Chedid                                  | 2011                   | album jamais seul |
| Dandy                                                                | Matthieu Chedid, Hocine Merabet                  | Matthieu Chedid                                  | 2011                   | album jamais seul |
| Vous n'aurez pas ma peau                                             | Hocine Merabet                                   | Matthieu Chedid                                  | 2011                   | album jamais seul |
| Tanagra                                                              | Brigitte Fontaine                                | Matthieu Chedid, Joseph chedid                   | 2011                   | album jamais seul |
| J'inspire                                                            | Maxim Nucci, M Groves                            | Maxim Nucci                                      | 2011                   | album jamais seul |
| Les herbes folles                                                    | Hocine Merabet                                   | Matthieu Chedid                                  | 2011                   | album jamais seul |
| Ces deux là                                                          | Hocine Merabet                                   | Matthieu Chedid                                  | 2011                   | album jamais seul |
| Elle a mis de l'eau                                                  | Matthieu Chedid, Hocine Merabet                  | Matthieu Chedid                                  | 2011                   | album jamais seul |
| England (avec -M-)                                                   | Hocine Merabet                                   | Matthieu Chedid                                  | 2011                   | album jamais seul et pour la version longue coffret collector album jamais seul |
| Jade dort                                                            | Hocine Merabet                                   | Matthieu Chedid                                  | 2011                   | album jamais seul |
| Vent de panique                                                      | Hocine Merabet                                   | Matthieu Chedid                                  | 2011                   | coffret collector album jamais seul Les raretés Warner (2021) |
| Jalousie (Jaelousy)                                                  | Hocine Merabet, Matthieu Chedid                  | Gush                                             | 2011                   | coffret collector album jamais seul Les raretés Warner (2021) |
| Autoportrait                                                         | Maurice Lindet                                   | John Mamann                                      | 2011                   | offert sur les plates-formes de téléchargement légal en décembre 2011 sort en maxi 45 tours 25 cm (Warner 2564660005) en mars 2012 Les raretés Warner (2021)                                                               |
| Et maintenant (version studio)                                       | Pierre Delanoë                                   | Gilbert Bécaud                                   | 2011                   | CD Bécaud, et maintenant Les raretés Warner (2021) |
| I Who Have Nothing (avec Amy Keys)                                   | Jerry Leiber, Mike Stoller                       | Carlo Donida                                     | 2012                   | album On Stage (21013) |
| Fils de personne (avec Yarol Poupaud) (Fortunate son)                | Philippe Labro                                   | John Fogerty                                     | 2012                   | album On Stage (21013) |
| La Musique que j'aime (avec Eddy Mitchell)                           | Michel Mallory                                   | Johnny Hallyday                                  | 2012                   | album On Stage (21013) |
| Quand on n'a que l'amour                                             | Jacques Brel                                     | Jacques Brel                                     | 2012                   | album On Stage (21013) |
| L'Attente                                                            | Christophe Miossec                               | Daran                                            | 2012                   | album L'Attente |
| Refaire l'histoire                                                   | Isabelle Bernal                                  | Blair Mackichan                                  | 2012                   | album L'Attente |
| La femme aux cheveux longs                                           | Marie Laure Douce                                | Rémi Lacroix                                     | 2012                   | album L'Attente |
| Un tableau de Hopper                                                 | Emmanuelle Cosso, Jérome Attal                   | Daran                                            | 2012                   | album L'Attente |
| N'en vouloir à personne                                              | Isabelle Bernal                                  | Rémi Lacroix                                     | 2012                   | album L'Attente |
| L'amour à mort                                                       | Christophe Miossec, Andres Karlegard             | Marteen Karlegard, Mats Rubarth                  | 2012                   | album L'Attente |
| Un nouveau jour                                                      | Christophe Miossec                               | David Esposito                                   | 2012                   | album L'Attente |
| 20 ans                                                               | Christophe Miossec                               | David Ford                                       | 2012                   | album L'Attente |
| L'amour peut prendre froid (avec Céline Dion)                        | Christophe Miossec                               | Todd Wright, Mary Ann Redmond                    | 2012                   | album Sans attendre de Céline Dion et album L'Attente de J. Hallyday |
| Devant toi                                                           | Benoît Carré                                     | Johnny Hallyday, John Mamann                     | 2012                   | album L'Attente |
| À l'abri du monde                                                    | Christophe Miossec                               | Archimède                                        | 2012                   | album L'Attente |
| Prière pour un ami                                                   | Christophe Miossec                               | Blair Mackichan, Yvan Cassar, Valmont            | 2012                   | bonus de l'édition collector de l'album L'Attente |
| Un jour l'amour te trouvera                                          | Pierre Jouishomme                                | Rémi Lacroix                                     | 2013                   | album Born Rocker Tour, titre bonus inédit studio Les raretés Warner (2021) |
| Quatre murs                                                          | Mike Ibrahim                                     | John Mamman                                      | 2013                   | album Born Rocker Tour, titre bonus inédit studio Les raretés Warner (2021) |
| A Better Man (version anglaise du titre L'Attente)                   |                                                  | Daran                                            | 2013                   | album Born Rocker Tour, titre bonus inédit studio Les raretés Warner (2021) |
| Je te promets (avec Amel Bent)                                       | Jean-Jacques Goldman                             | Jean-Jacques Goldman                             | 2013                   | album Born Rocker Tour(enregistré à Bercy) Les raretés Warner (2021) |
| Sur ma vie (avec Charles Aznavour)                                   | Charles Aznavour                                 | Charles Aznavour                                 | 2013                   | album Born Rocker Tour (enregistré à Bercy) |
| 20 ans (avec Florent Pagny)                                          | Miossec                                          | David Ford                                       | 2013                   | album Born Rocker Tour (enregistré à Bercy) |
| I Who Have Nothing (avec Sy Smith)                                   | Jerry Leiber                                     | Mike Stoller, Carlos Donita                      | 2013                   | album Born Rocker Tour (enregistré à Bercy) |
| Sang pour sang (avec David Hallyday)                                 | Éric Chemouny                                    | David Hallyday                                   | 2013                   | album Born Rocker Tour (enregistré à Bercy) |
| Fils de personne (avec Yarol Poupaud - Batterie David Hallyday)      | Philippe Labro (adaptation)                      | John Fogerty                                     | 2013                   | album Born Rocker Tour (enregistré à Bercy) |
| La Musique que j'aime (avec Eddy Mitchell)                           | Michel Mallory                                   | Johnny Hallyday                                  | 2013                   | album Born Rocker Tour (enregistré à Bercy) |
| Nashville Blues (avec Brian Setzer à la guitare)                     | Pierre Billon, Johnny Hallyday (adaptation)      | Felice Bryant, Boudleaux Bryant                  | 2013                   | album Born Rocker Tour (enregistré au Théâtre de Paris) |
| Blue Suede Shoes (en duo avec Brian Setzer)                          | Carl Perkins                                     | Carl Perkins                                     | 2013                   | album Born Rocker Tour (enregistré au Théâtre de Paris) |
| Be-Bop-A-Lula (en duo avec Brian Setzer)                             | Tex Davis                                        | Gene Vincent                                     | 2013                   | album Born Rocker Tour (enregistré au Théâtre de Paris) |
| Lawdy Miss Clawdy (en duo avec Brian Setzer)                         | Lloyd Price                                      | Lloyd Price                                      | 2013                   | album Born Rocker Tour (enregistré au Théâtre de Paris) |
| 37e étage - Twenty flight rock (en duo avec Brian Setzer)            | Long Chris (adaptation)                          | Nelda Bingo, Eddie Cochran                       | 2013                   | album Born Rocker Tour (enregistré au Théâtre de Paris) |
| Hi-Heel Sneakers (en duo avec Brian Setzer)                          | Robert Higginbotham                              | Robert Higginbotham                              | 2013                   | album Born Rocker Tour (enregistré au Théâtre de Paris) |
| That's All Right (Mama) (en duo avec Brian Setzer)                   | Arthur William Crudup                            | Arthur William Crudup                            | 2013                   | album Born Rocker Tour (enregistré au Théâtre de Paris) |
| Dead or Alive (avec Brian Setzer à la guitare)                       | Lonnie Donegan                                   | Woody Guthrie                                    | 2013                   | album Born Rocker Tour (enregistré au Théâtre de Paris) |
| J'ai ce que j'ai donné                                               | Pierre-Dominique Burgaud                         | Yodelice                                         | 2014                   | album Rester vivant |
| Regarde-nous                                                         | Isabelle Bernal - David Ford - Andy Hill         | Isabelle Bernal - David Ford - Andy Hill         | 2014                   | album Rester vivant |
| Rester vivant                                                        | Isabelle Bernal                                  | Yarol Poupaud                                    | 2014                   | album Rester vivant |
| Seul                                                                 | Isabelle Bernal - David Ford - Andy Hill         | Isabelle Bernal - David Ford - Andy Hill         | 2014                   | album Rester vivant |
| Au café de l'avenir                                                  | Pierre Jouishomme - Jean-Michel Borne - Yodelice | Pierre Jouishomme - Jean-Michel Borne - Yodelice | 2014                   | album Rester vivant |
| Une lettre à l'enfant que j'étais                                    | Pierre Jouishomme - Francis White - Yodelice     | Pierre Jouishomme - Francis White - Yodelice     | 2014                   | album Rester vivant |
| J'tai pas même dit merci                                             | Christophe Miossec                               | Oliver Leiber - Gary Wright                      | 2014                   | album Rester vivant |
| Si j'avais su la vie                                                 | Isabelle Bernal                                  | Daran                                            | 2014                   | album Rester vivant |
| On s'habitue à tout                                                  | Valérie Véga                                     | Rémi Lacroix                                     | 2014                   | album Rester vivant |
| Te manquer                                                           | Jeanne Cherhal                                   | Yodelice                                         | 2014                   | album Rester vivant |
| Te voir grandir                                                      | Pierre-Dominique Burgaud                         | Rémi Lacroix                                     | 2014                   | album Rester vivant |
| À nos promesses                                                      | Pierre Jouishomme - Francis White - Yodelice     | Pierre Jouishomme - Francis White - Yodelice     | 2014                   | album Rester vivant |
| Chanteur de chansons                                                 | Pierre-Yves Lebert                               | Yodelice                                         | 2014                   | Inédit disponible uniquement en téléchargement (en 13e titre) de l'album Rester vivant Les raretés Warner (2021) |
| On s'accroche                                                        | Pierre Jouishomme                                | Yodelice                                         | 2014                   | album Rester vivant (titre bonus éditions Collector et CD-DVD) Les raretés Warner (2021) |
| Je t'attendrai                                                       | Julien Doré                                      | Darko                                            | 2014                   | album Rester vivant (titre bonus éditions Collector et CD-DVD) Les raretés Warner (2021) |
| Deux sortes d'hommes                                                 | Pierre-Yves Lebert                               | Daran                                            | 2014                   | Son rêve américain, sortie posthume en octobre 2020, proposant ce titre inédit issue des sessions d'enregistrements de l'album Rester vivant,                                                                              |
| La musique que j'aime (en duo avec Jean Reno)                        | Michel Mallory                                   | Johnny Hallyday                                  | 2014                   | Son rêve américain - Live au Beacon Theatre de New-York 2014, sortie posthume en octobre 2020 |
| De l'amour                                                           | Christophe Miossec                               | Yodelice                                         | 2015                   | album De l'amour |
| Une vie à l'envers                                                   | Vincent Delerm                                   | Yodelice                                         | 2015                   | album De l'amour |
| Dans la peau de Mike Brown                                           | Pierre-Dominique Burgaud                         | Yodelice                                         | 2015                   | album De l'amour |
| Tu es là                                                             | Jeanne Cherhal                                   | Yodelice                                         | 2015                   | album De l'amour |
| Valise ou cercueil                                                   | Pierre Jouishomme                                | Yodelice                                         | 2015                   | album De l'amour |
| L'amour me fusille                                                   | Aurélie Saada                                    | Yodelice                                         | 2015                   | album De l'amour |
| Mon cœur qui bat                                                     | Christophe Miossec                               | Yodelice                                         | 2015                   | album De l'amour |
| Avant de frapper                                                     | Pierre Jouishomme                                | Yodelice                                         | 2015                   | album De l'amour |
| Des raisons d'espérer                                                | Pierre Jouishomme                                | Johnny Hallyday                                  | 2015                   | album De l'amour |
| Un dimanche de janvier                                               | Jeanne Cherhal                                   | Yodelice                                         | 2015                   | album De l'amour |
| Voyageur clandestin                                                  | Jeanne Cherhal                                   | Yodelice                                         | 2015                   | album De l'amour ce titre est un « ghost track », il apparait, précédé par un blanc de plusieurs minutes, après l'écoute du titre Un dimanche de janvier)                                                                  |
| I'm Left You're Right She's Gone                                     | Stanleva Kesler, William Eugene Taylor           | Stanleva Kesler, William Eugene Taylor           | 2016                   | album Rester Vivant Tour |
| Fils de personne (en duo avec Yarol Poupaud)                         | Philippe Labro (adaptation)                      | John Fogerty                                     | 2016                   | album Rester Vivant Tour |
| Mon cœur qui bat (en duo avec Yodelice)                              | Christophe Miossec                               | Yodelice                                         | 2016                   | album Rester Vivant Tour |
| La même tribu (participation)                                        | Claude Moine                                     | Pierre Papadiamandis                             | 2017                   | album d'Eddy Mitchell La Même Tribu |
| C'est un rocker (I'm a Rocker) (en duo avec Eddy Mitchell)           | Claude Moine (adaptation)                        | Chuck Berry                                      | 2017                   | album d'Eddy Mitchell La Même Tribu L'album sort le 10 novembre 2017 ; le duo C'est un rocker est la dernière chanson enregistrée par Johnny Hallyday à être sortie de son vivant (le chanteur décède le 5 décembre 2017). |
| La même tribu (version 2) (participation)                            | Claude Moine                                     | Pierre Papadiamandis                             | 2018                   | album d'Eddy Mitchell La Même Tribu, volume 2 |
| J'en parlerai au diable                                              | Pierre Jouishomme                                | Yodelice                                         | 2018                   | album Mon pays c'est l'amour Enregistré en 2017, ce 51e et dernier album de Johnny Hallyday sort de façon posthume en octobre 2018.                                                                                        |
| Mon pays c'est l'amour                                               | Katia Landréas                                   | Yodelice                                         | 2018                   | album Mon pays c'est l'amour |
| Made in Rock'n'roll (Let The Good Times Roll)                        | Pierre-Dominique Burgaud (adaptation)            | JD McPherson (en)                                | 2018                   | album Mon pays c'est l'amour |
| Pardonne-moi                                                         | Yohann Malory, Hervé Le Sourd                    | Yodelice                                         | 2018                   | album Mon pays c'est l'amour |
| 4 M²                                                                 | Pierre-Yves Lebert                               | Yodelice                                         | 2018                   | album Mon pays c'est l'amour |
| Back in LA                                                           | Miossec                                          | Yodelice, Yarol Poupaud                          | 2018                   | album Mon pays c'est l'amour |
| L'Amérique de William                                                | Jérôme Attal                                     | Yodelice                                         | 2018                   | album Mon pays c'est l'amour |
| Un enfant du siècle                                                  | Yohann Mallory, Hervé Le Sourd                   | Yodelice, Yarol Poupaud                          | 2018                   | album Mon pays c'est l'amour |
| Tomber encore                                                        | Boris Lanneau                                    | Yodelice, Yarol Poupaud                          | 2018                   | album Mon pays c'est l'amour |
| Je ne suis qu'un homme                                               | Yohann Mallory, Hervé Le Sourd                   | Yodelice, Yarol Poupaud                          | 2018                   | album Mon pays c'est l'amour |
| Les playboys (avec Jacques Dutronc et Eddy Mitchell)                 | Jacques Lanzmann                                 | Jacques Dutronc                                  | 2019 (sortie posthume) | album Les Vieilles Canailles Le Live, enregistré en public au Palais omnisports de Paris-Bercy le 24 juin 2017 par le trio Les Vieilles Canailles                                                                          |
| Noir c'est noir (avec Jacques Dutronc et Eddy Mitchell)              | Georges Aber (adaptation)                        | Tony Hayes, Michelle Grainger, Steve Wadey       | 2019                   | album Les Vieilles Canailles Le Live |
| C'est un rocker (avec Jacques Dutronc et Eddy Mitchell)              | Claude Moine (adaptation)                        | Chuck Berry                                      | 2019                   | album Les Vieilles Canailles Le Live |
| Les Cactus (avec Eddy Mitchell)                                      | Jacques Lanzmann                                 | Jacques Dutronc                                  | 2019                   | album Les Vieilles Canailles Le Live |
| Quelque chose de Tennessee (avec Jacques Dutronc)                    | Michel Berger                                    | Michel Berger                                    | 2019                   | album Les Vieilles Canailles Le Live |
| J'aime les filles (avec Jacques Dutronc et Eddy Mitchell)            | Jacques Lanzmann                                 | Jacques Dutronc                                  | 2019                   | album Les Vieilles Canailles Le Live |
| Excuse-moi partenaire (avec Eddy Mitchell)                           | Ralph Bernet (adaptation)                        | Johnny Guitar Watson                             | 2019                   | album Les Vieilles Canailles Le Live |
| Joue pas de rock'n'roll pour moi (avec Eddy Mitchell)                | Long Chris (adaptation)                          | Nicky Chinn, Mike Chapman                        | 2019                   | album Les Vieilles Canailles Le Live |
| Be-Bop-A-Lula (avec Jacques Dutronc et Eddy Mitchell)                | Tex Davis                                        | Gene Vincent                                     | 2019                   | album Les Vieilles Canailles Le Live |
| Couleur menthe à l'eau (avec Eddy Mitchell)                          | Claude Moine                                     | Pierre Papadiamandis                             | 2019                   | album Les Vieilles Canailles Le Live |
| On veut des légendes (avec Jacques Dutronc et Eddy Mitchell)         | Claude Moine                                     | Pierre Papadiamandis                             | 2019                   | album Les Vieilles Canailles Le Live |
| Vieille Canaille (avec Jacques Dutronc et Eddy Mitchell)             | Jacques Plante (adaptation)                      | Sam Theard (en)                                  | 2019                   | album Les Vieilles Canailles Le Live |
| Et moi, et moi, et moi (avec Jacques Dutronc et Eddy Mitchell)       | Jacques Lanzmann, Jacques Dutronc                | Jacques Dutronc                                  | 2019                   | album Les Vieilles Canailles Le Live |
| Pas de boogie woogie (avec Jacques Dutronc et Eddy Mitchell)         | Claude Moine (adaptation)                        | Layng Martine Jr                                 | 2019                   | album Les Vieilles Canailles Le Live |
| La Musique que j'aime (avec Jacques Dutronc et Eddy Mitchell)        | Michel Mallory                                   | Johnny Hallyday                                  | 2019                   | album Les Vieilles Canailles Le Live |
| Un cri                                                               | Vincent Walter Jacob                             | Yodelice                                         | 2023                   | album de compilation Made In Rock'N'Roll. Un cri est enregistrée à Los Angeles par Johnny Hallyday en février 2017. Elle demeure inédite au disque jusqu'à sa parution posthume en novembre 2023                           |